# Vas vármegye
Vas vármegye, 1950 és 2022 között Vas megye (németül: Komitat Eisenburg, latinul: Comitatus Castriferrei, horvátul: Željezna županija) közigazgatási egység Magyarországon, a Dunántúlon, a Nyugat-Dunántúli régió területén. 3336,20 km2-es területével hazánk 17. legnagyobb közigazgatási egysége, amely Magyarország teljes területének mintegy 3,58%-át adja. Ugyanakkor közel 250 ezer fős lakosságával a 17. legnépesebb vármegyénk, ezzel hazánk népességének csupán 2,59%-ával rendelkezik, népsűrűsége emiatt nagyban elmarad az országos átlagtól.
Északról Győr-Moson-Sopron vármegye, keletről Veszprém vármegye, délnyugatról Szlovénia, délről Zala vármegye, nyugatról pedig Ausztria határolja. Központja a Nyugat-Dunántúl második és az ország tizedik legnépesebb települése, "a Nyugat királynője"-ként is becézett Szombathely. De nevezetesebb települései közé tartozik a középkori belvárosáról, macskaköves utcáiról és régi házairól híres Kőszeg, a gyógy- és wellnessfürdőjéről, a Nádasdy-várról és arborétumáról ismert Sárvár illetve a barokk ciszterci apátságának és termálfürdőjének otthont adó, az Őrség közelségét szolgáló Szentgotthárd.
Területét a Nyugat-magyarországi peremvidék, az Alpokalja és a Kemeneshát dombvidékei uralják, míg déli részén az Őrség és a Vendvidék érintetlen természeti tájai találhatók. A megye jelentős folyói a Rába és a Pinka, amelyek fontos szerepet játszanak a vízrajzában. Éghajlata mérsékelten hűvös, csapadékos, amely kedvez a mezőgazdaságnak és az erdős területek fenntartásának. A terület gazdag termálvizekben, amelyek turisztikai vonzerőt jelentenek.
Már az ókorban is lakott terület volt, a római korban Pannonia provincia részeként fontos kereskedelmi és katonai központokat hoztak létre, például Savariát (a mai Szombathelyt). A honfoglalás után a vármegye a Magyar Királyság egyik legrégebbi közigazgatási egysége lett, amely nevét valószínűleg a Vasvár nevű településről kapta. A középkorban fontos egyházi és katonai központként működött, különösen Vasvár és Ják térsége. A török hódoltság alatt a terület peremvidékké vált, de sok helyi vár, például Kőszeg, sikeresen ellenállt a támadásoknak. A 18-19. században a megye fejlődése a mezőgazdaságra, az iparra és a kereskedelemre épült. A két világháború között a megye gazdasági élete elsősorban a mezőgazdaságra támaszkodott, a szocializmus idején pedig az iparosítás és a határzár korlátozta a fejlődést. Az 1989-es rendszerváltás után megnyíltak a határok, ami új gazdasági és kulturális lehetőségeket hozott, különösen az idegenforgalom és a határon átnyúló együttműködések területén.

## Nevének eredete
Vas megye nevét a vidéken bőségesen előforduló gyepvasérc-lelőhelyekről kapta, amelyekre már a római kortól kezdve helyi jelentőségű vasgyártás épült. A megye központi települése, Vasvár, a névadásban is szerepet játszott; latin neve, Castrum Ferreum, vagyis „Vasvár” is utal a vasfeldolgozás hagyományára.

## Címere
A vármegye jelenlegi címere egy álló ezüst (fekete rámás), csücskös talpú barokk pajzs, amelynek kék mezejében zöld halmon egy ötszintű, ostrompárkányzattal díszített, ormozott ezüstbástya áll. A bástya második és negyedik szintjén 4-4 jelképes ágyúkazamata látható. Az oromzaton egy ezüst, jobbra forduló, csőrében ezüstpatkót tartó strucc lép jobbra. A pajzs felső ívén egy fekete kehelyben arany szőlőszemek gúlája látható, amelytől jobbra és balra kék és ezüst foszlányok omlanak le.

Vas vármegye történelmi címere

A vármegye korai pecséthasználatáról nincs adat, de valószínű, hogy az 1550-es 62. articulus megjelenése után készült el a typarium. A pecsétkép azonban az Anjou-kor jellegzetességeit idézi a patkót tartó strucc ábrázolásával. A fennmaradt pecsétlenyomatok értelmezése nehézkes, mivel a pecsétnyomó később elveszett, a körirat viszont olvasható: SIGILLVM COMITATVS CASTRI FERREI. Egy 18. századi leírás szerint: „Vasvár vármegye nyugatról Ausztriával, keletről Veszprémmel, északról Sopronnal, délről Zalával határos. Nevét a várról, latinul Castrum Ferreumról, magyarul Vasvárról kapta.” A címer bástyáján megjelenő strucc csőrében egy vas lópatkót tart, amely a megye nevének jelentését hűen tükrözi. Az 1830-as években a pecsét magyar felirattal történő ellátását kezdeményezték, amit az uralkodó 1837-ben engedélyezett, így 1838 februárjától már magyar felirattal használták.

## Földrajz
Természetföldrajzát tekintve Magyarország egyik legváltozatosabb területe, felerészt síkság, nyugati része hegyes, délnyugati része dombos terület. Ásványkincsekben szegény.

### Domborzat
Vas megye Magyarország nyugati részén található, és változatos domborzati viszonyok jellemzik. A megye területén síkságok, dombságok és középhegységek egyaránt megtalálhatók.
A megye északi részén a Kőszegi-hegység emelkedik, amely a Keleti-Alpok nyúlványa. Itt található az Írott-kő, amely 882 méteres magasságával a Dunántúl legmagasabb pontja. A Kőszegi-hegység erdős területei és szubalpin klímája különleges növény- és állatvilágnak ad otthont.
A megye északi részén a Soproni-hegység, míg a délin a Zalai-dombság húzódik. Ezek a dombságok lankásabbak, átlagos magasságuk 200-300 méter között mozog. A dombságok területén mezőgazdasági művelés és szőlőtermesztés is folyik, köszönhetően a kedvező talaj- és éghajlati viszonyoknak.
A megye keleti részén a Rába által kialakított síkvidék található, amely a Kisalföld részeként a tájegység déli nyúlványa. Ez a terület alacsonyabb fekvésű, és jelentős mezőgazdasági területeket foglal magában.

A megye domborzata tehát változatos, a magas hegyektől a lankás dombságokon át a síkvidékekig terjed, ami sokszínű tájképet és gazdag természeti környezetet eredményez.

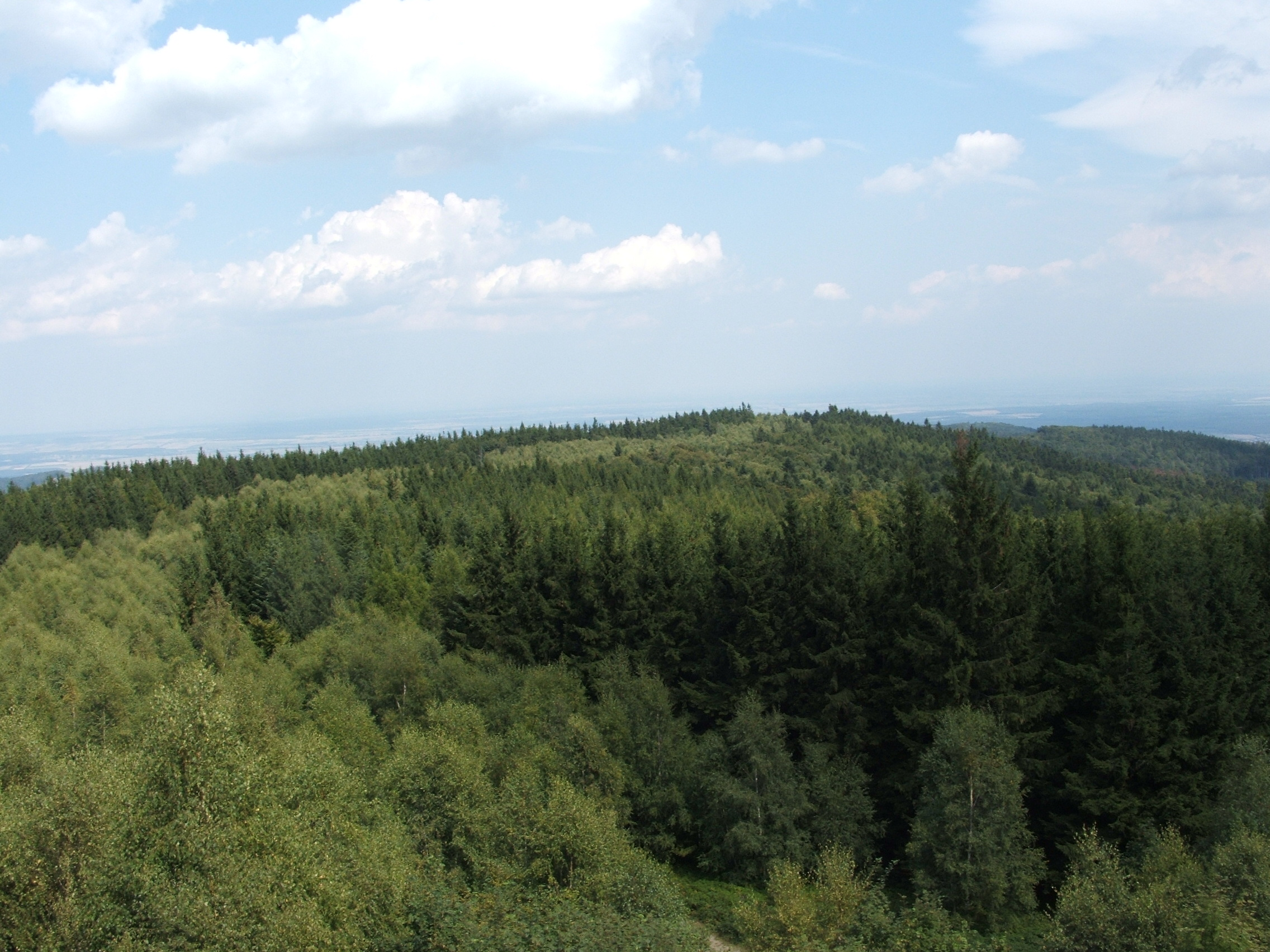
Írott-kő
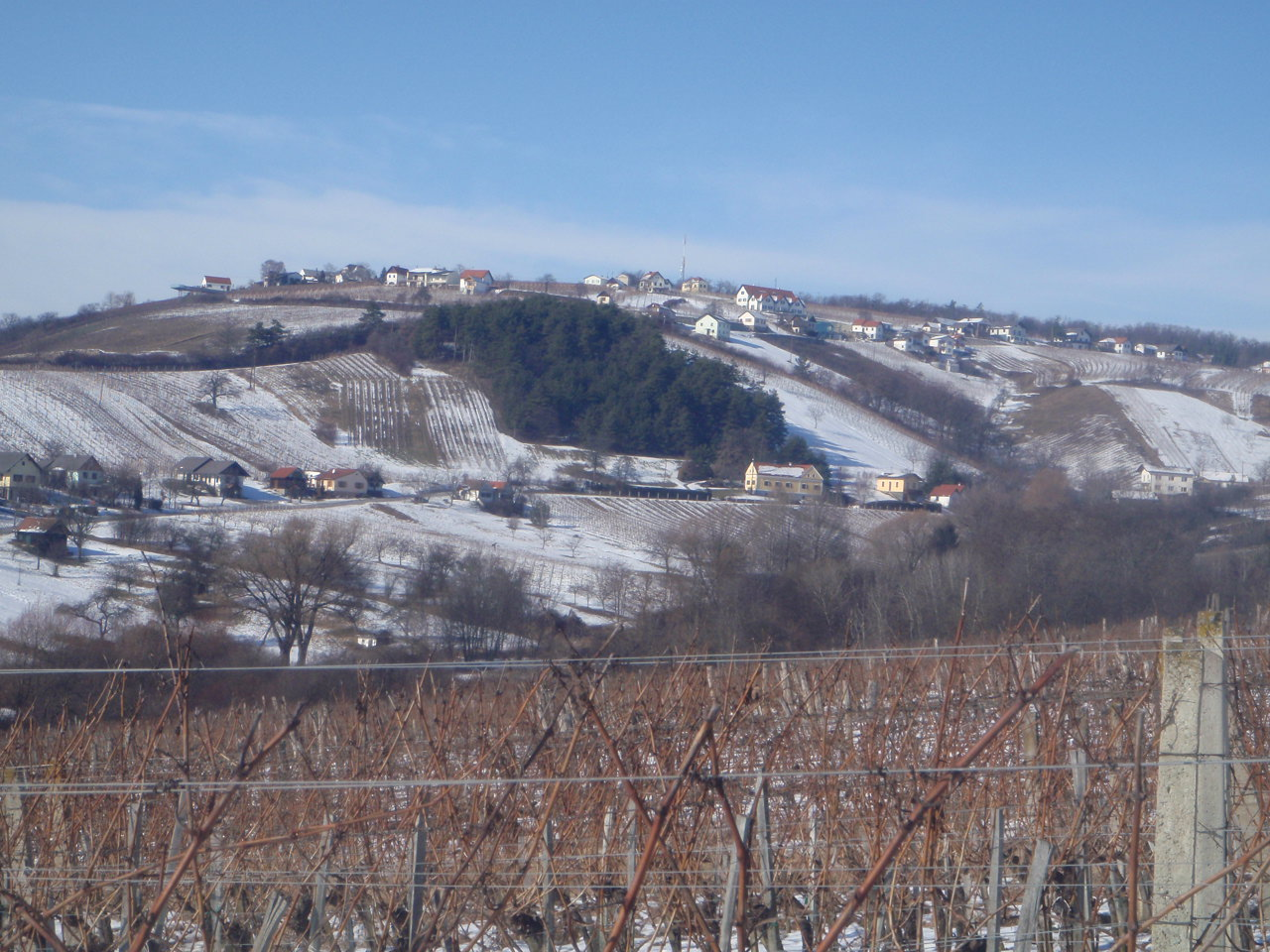
Vas-hegy
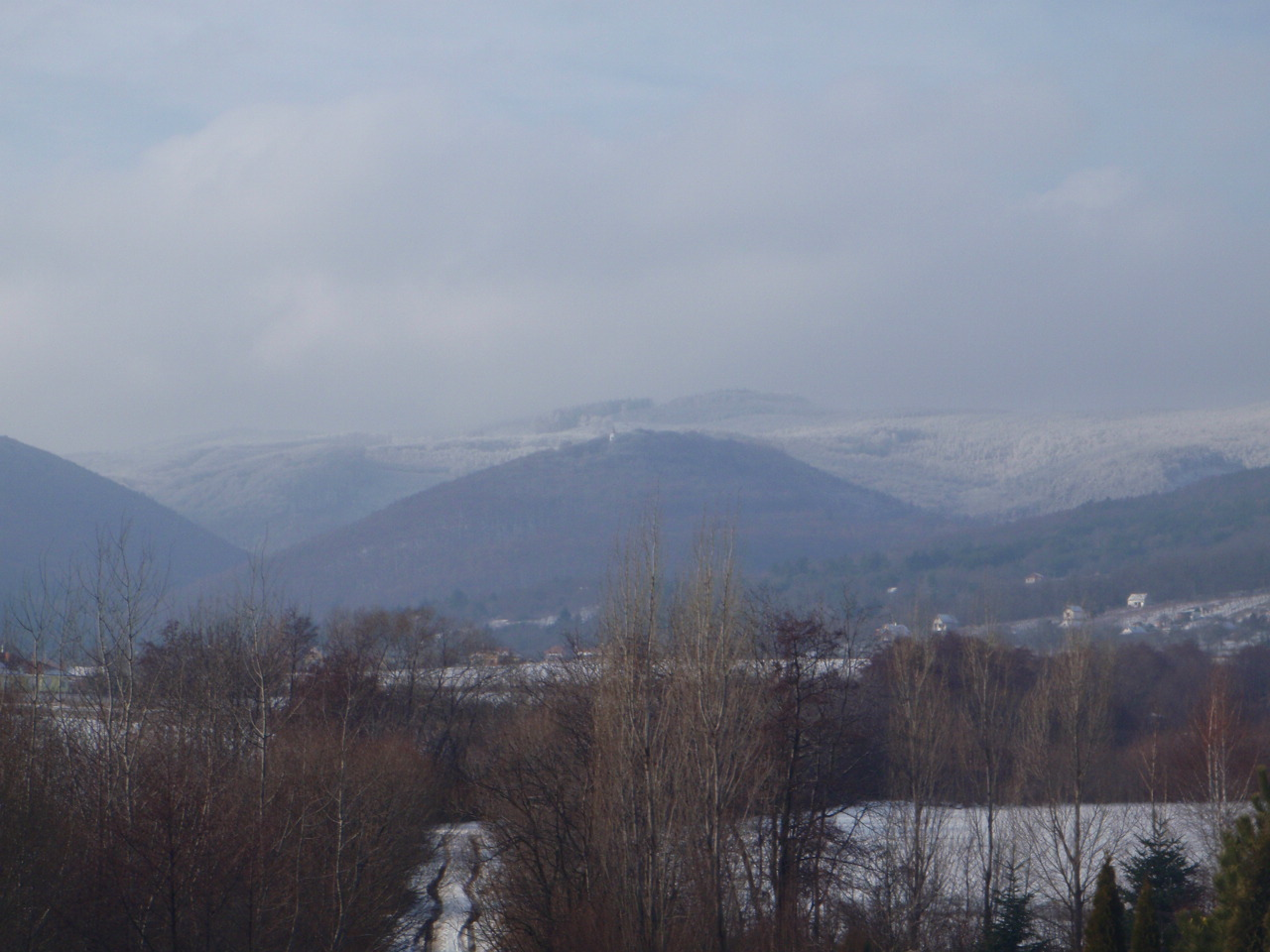
Kőszegi-hegység télen

### Éghajlat
A vármegye éghajlata változékony, és földrajzi adottságai miatt változatos jelleget mutat. Az éghajlat a nyugati területektől a vármegye keleti, sík részei felé haladva egyre inkább szárazabb, kontinentálisabbá válik. Mivel Vas a Kárpát-medence nyugati peremén fekszik, a Péczely-féle éghajlati osztályozási rendszer szerint a vármegye közel 85%-a eredetileg a mérsékelten nedves-mérsékelten hűvös körzethez tartozott. Azonban az éghajlatváltozás következtében az 1981–2010 közötti időszak adatai alapján Kőszeghegyalja, a Vas-hegy és a Vasi-hegyhát déli területeinek éghajlata mérsékelten nedves-mérsékelten hűvös kategóriába sorolható.
Ezzel szemben a Vas-Soproni síkság, a Kemeneshát, az Őrség, a Gyöngyös-sík, az Alsó-Rába-völgy és a Felső-Zala-völgy a mérsékelten száraz-mérsékelten nedves éghajlati zónába tartozik, míg a Kőszegi-hegységben nedves-hűvös klíma uralkodik.
A vármegye évi átlaghőmérséklete a hosszú távú adatok (1901–2010) alapján 9,5–9,9 °C, az elmúlt 30 év átlaga viszont 10,4 °C-ra emelkedett. A leghűvösebb terület Kőszeghegyalja és a Kőszegi-hegység, míg a legmelegebb térségek közé a Felső-Zala-völgy és a Vas-Soproni síkság tartozik.
A csapadék eloszlása is változatos: a legcsapadékosabb terület szintén Kőszeghegyalja, ahol az éves átlagos csapadékmennyiség 785 mm, míg a legszárazabb térség Szombathely környéke, mindössze 590 mm-es évi csapadékkal.

### Geológia
Vas geológiai felépítése rendkívül változatos, tükrözve a térség összetett földtani történetét. A terület különböző korú és típusú kőzetekből áll, amelyek a földtörténeti múlt különböző időszakaiban keletkeztek.
A megye nyugati részén, különösen a Kőszegi-hegységben és a Vas-hegy környékén, az alapzatot ősi kristályos kőzetek alkotják, mint például a fillit, kvarcfillit és grafitos fillit. Ezek a kőzetek a paleozoikum időszakában, több száz millió évvel ezelőtt keletkeztek, és a későbbi tektonikai mozgások során gyűrődtek és metamorfizálódtak.
A devon időszakból származó dolomit és mészkő rétegek is megtalálhatók a térségben, különösen az osztrák határ közelében. Ezek a tengeri üledékek a középidőben rakódtak le, és fontos információkat nyújtanak a korabeli tengeri környezetről és élővilágról.
A harmadidőszakban, különösen a miocén és pannon korszakban, a területet tengeri és tavi üledékek borították. A miocén tengerparti homokkő és breccsa rétegek a Vas-hegy déli lejtőin találhatók meg, míg a pannon üledékek, mint például agyag, homok és kavics, a megye nagy részén elterjedtek.
A térségben vulkáni tevékenység is zajlott, amelynek eredményeként szerpentin és más vulkáni eredetű kőzetek alakultak ki. A Vas-hegy környékén található szerpentin előfordulások a karbon időszak vulkanizmusának emlékei.
A 20. század elején számos földtani kutatás zajlott a térségben. Benda László 1929-ben megjelent "A Vas-hegy csoport geológiája" című monográfiája a terület egyik legátfogóbb földtani összefoglalója, amely részletesen bemutatja a hegységcsoport szerkezetét és kőzettani felépítését.

### Vízrajz
A vármegye vízrajza gazdag és sokszínű, számos folyó, patak és tó található a területén, amelyek különböző földrajzi és ökológiai szerepeket töltenek be. A megye vízhálózatát elsősorban a Rába uralja, amely a Kőszegi-hegység vízfolyásait gyűjti össze. A Rába Vas vármegye legjelentősebb folyója, amely Ausztriából érkezik, és az Alpokalja számos kisebb vízfolyásának, például a Sorok, Perint, Gyöngyös, Répce és Pinka patakoknak gyűjtőmedencéje. A folyó vízjárása szeszélyes, tavaszi és nyári árvizei miatt jelentős eróziós és hordalékmozgató hatással bír. Ez a természeti dinamizmus nemcsak a környezeti folyamatokra van hatással, hanem a gazdálkodás és az infrastruktúra szempontjából is kihívásokat jelent.
A Pinka szintén fontos szereplője Vas vármegye vízhálózatának. Ez a kisebb folyó szintén Ausztriából lép be Magyarországra Szentgotthárdnál, és a megye nyugati részén folyik keresztül. A Répce, amely ugyancsak Ausztriában ered, Vas megye északi részét szeli át, majd a Győr-Moson-Sopron megyével közös határon folytatja útját. A Répce különösen kedvelt a horgászok körében, domolykóban és pisztrángban gazdag vize miatt.
A Zala, amely az Őrség területén ered, a megye déli részén fontos vízgyűjtőként funkcionál. Ez a folyó a Balaton vízgyűjtő rendszeréhez tartozik, így Vas vármegye vízhálózatának egy jelentős része közvetve kapcsolatban áll Magyarország legnagyobb tavával.
A megye vízhálózatának másik fontos elemei a tavak. A Szajki-tavak tórendszere Hosszúpereszteg közelében helyezkedik el, és a horgászok, valamint a természetkedvelők körében különösen népszerű. Az Őrségben található Vadása-tó természetes szépsége miatt kedvelt turisztikai célpont, míg a Bajánsenyei-tó, a Döröskei-tó és a Gersekaráti-tó elsősorban a horgászok számára nyújtanak vonzerőt. A Pinkamindszenti-tó csendes, nyugodt környezetben helyezkedik el, ahol a természetkedvelők pihenhetnek.

A felszíni vizek mellett Vas megye különlegessége a felszín alatti vízkészlet, amely rendkívül gazdag és változatos. A termál- és gyógyvizek különösen kiemelkedő szerepet játszanak a megye életében. Számos településen, például Sárváron és Bükön találhatók gyógyfürdők, amelyek nemcsak a helyi lakosság, hanem az ország távolabbi pontjairól, sőt külföldről érkező turisták körében is népszerűek. Ezek a termálvizek nemcsak egészségügyi jelentőséggel bírnak, hanem a megye turizmusában is meghatározó szerepet játszanak.

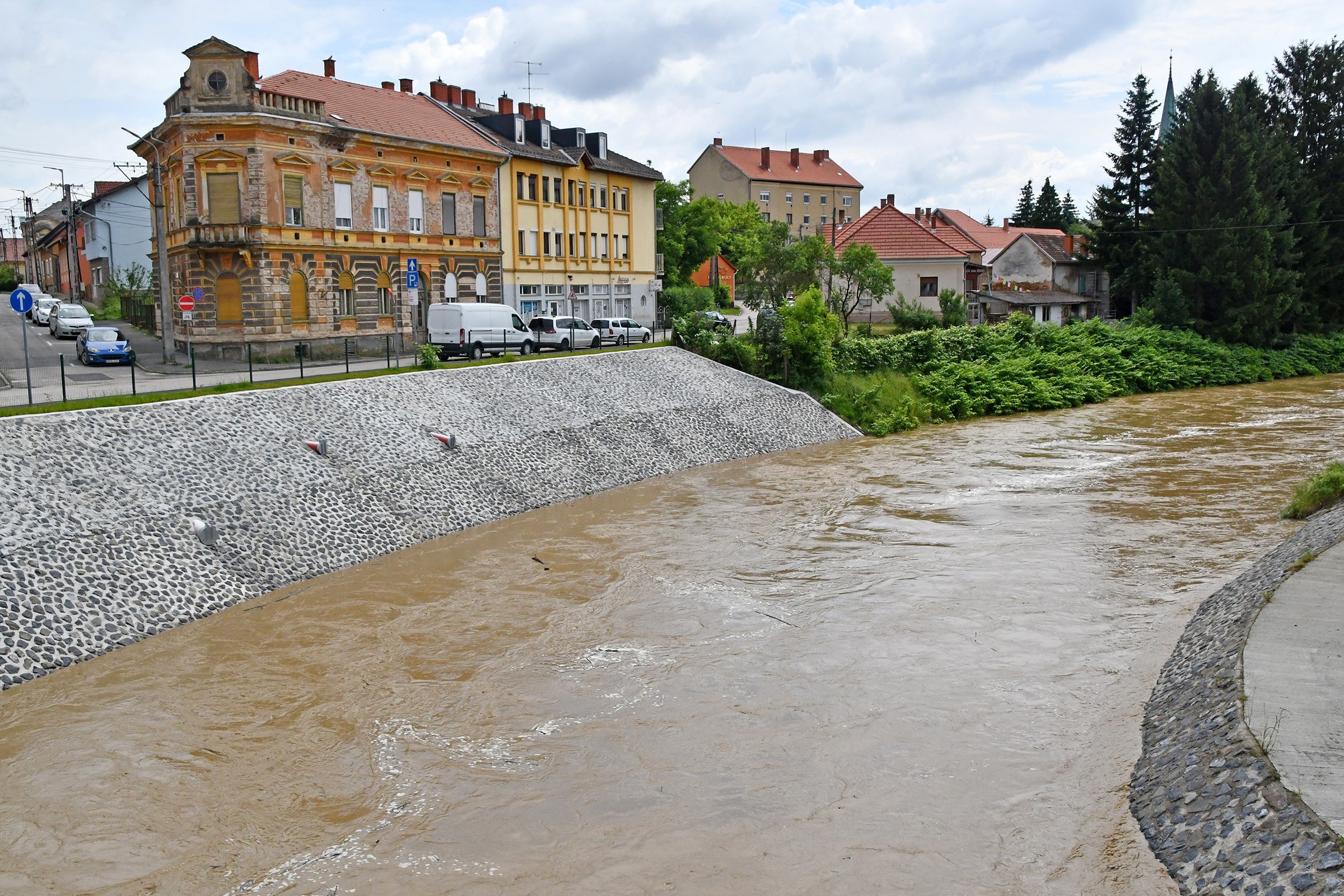
Rába
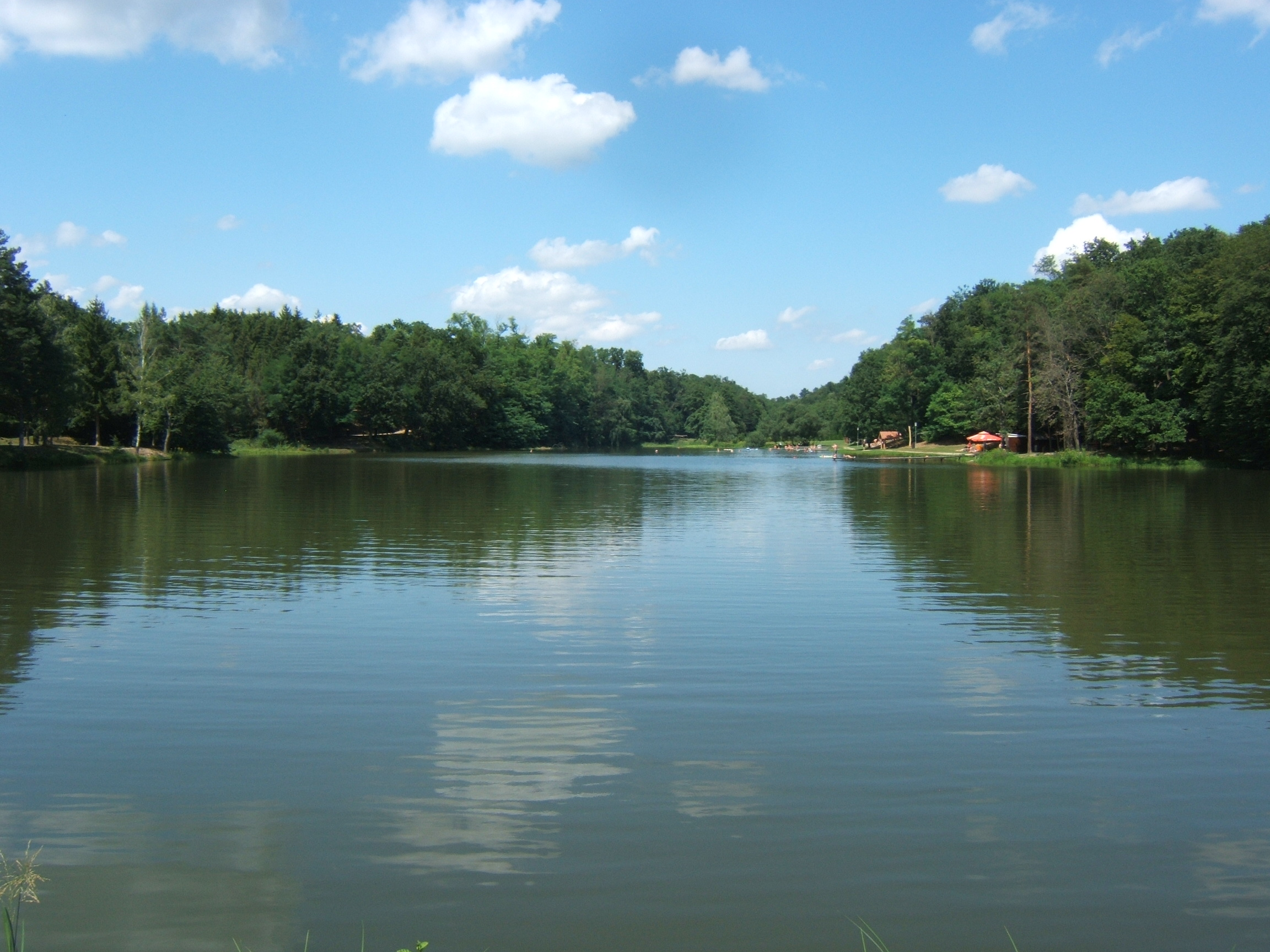
Vadása-tó
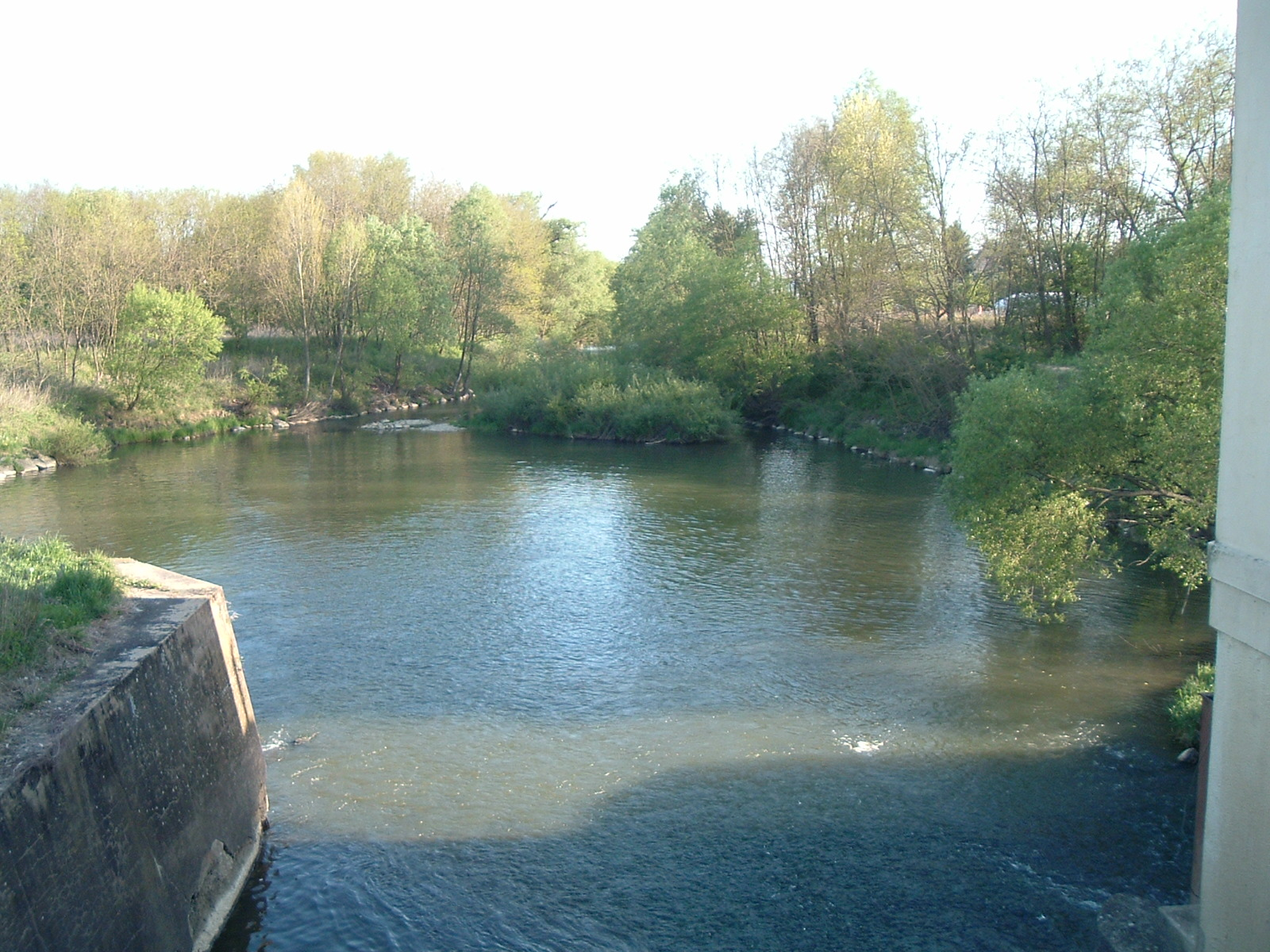
Pinka
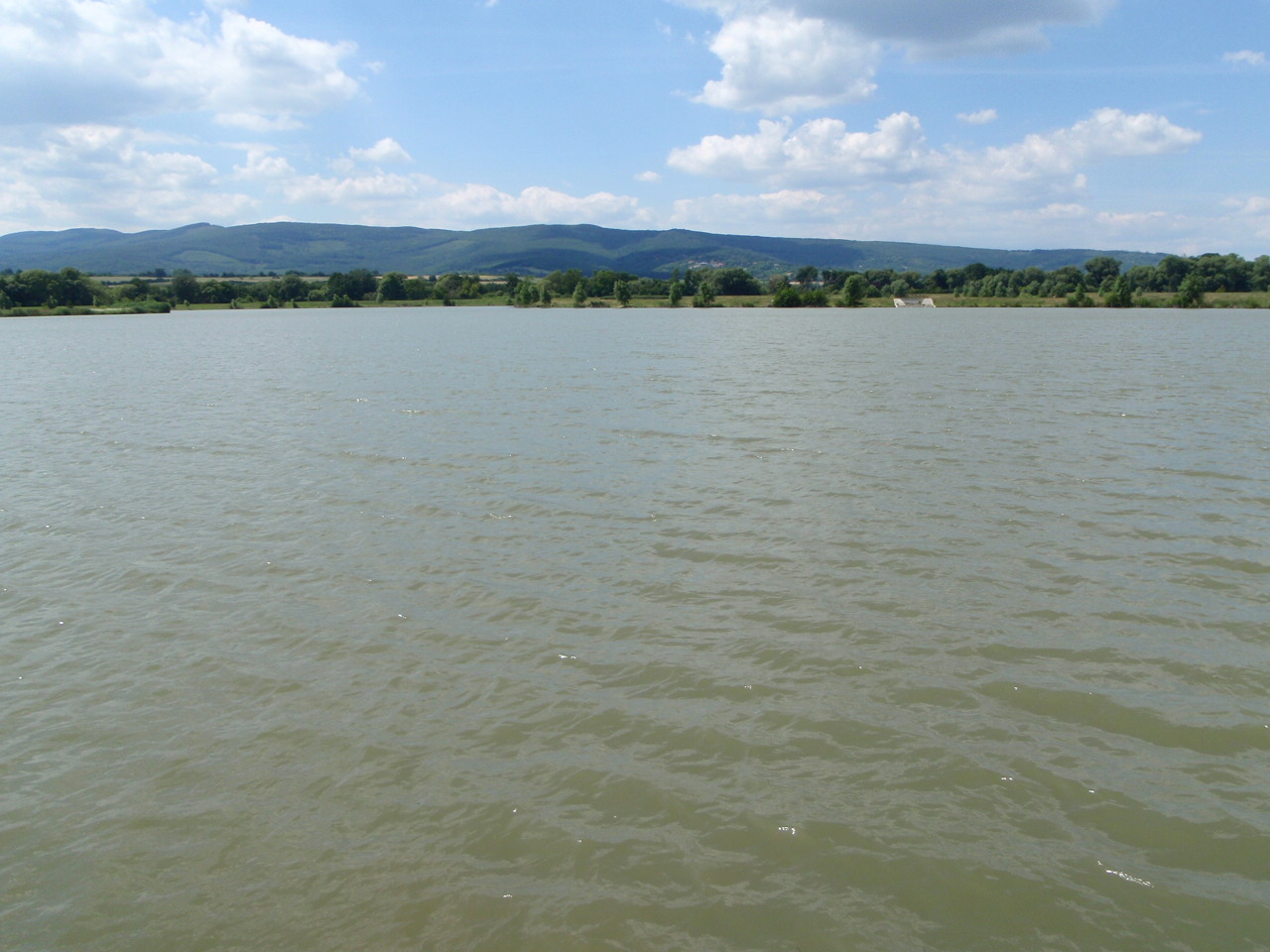
Abért-tó
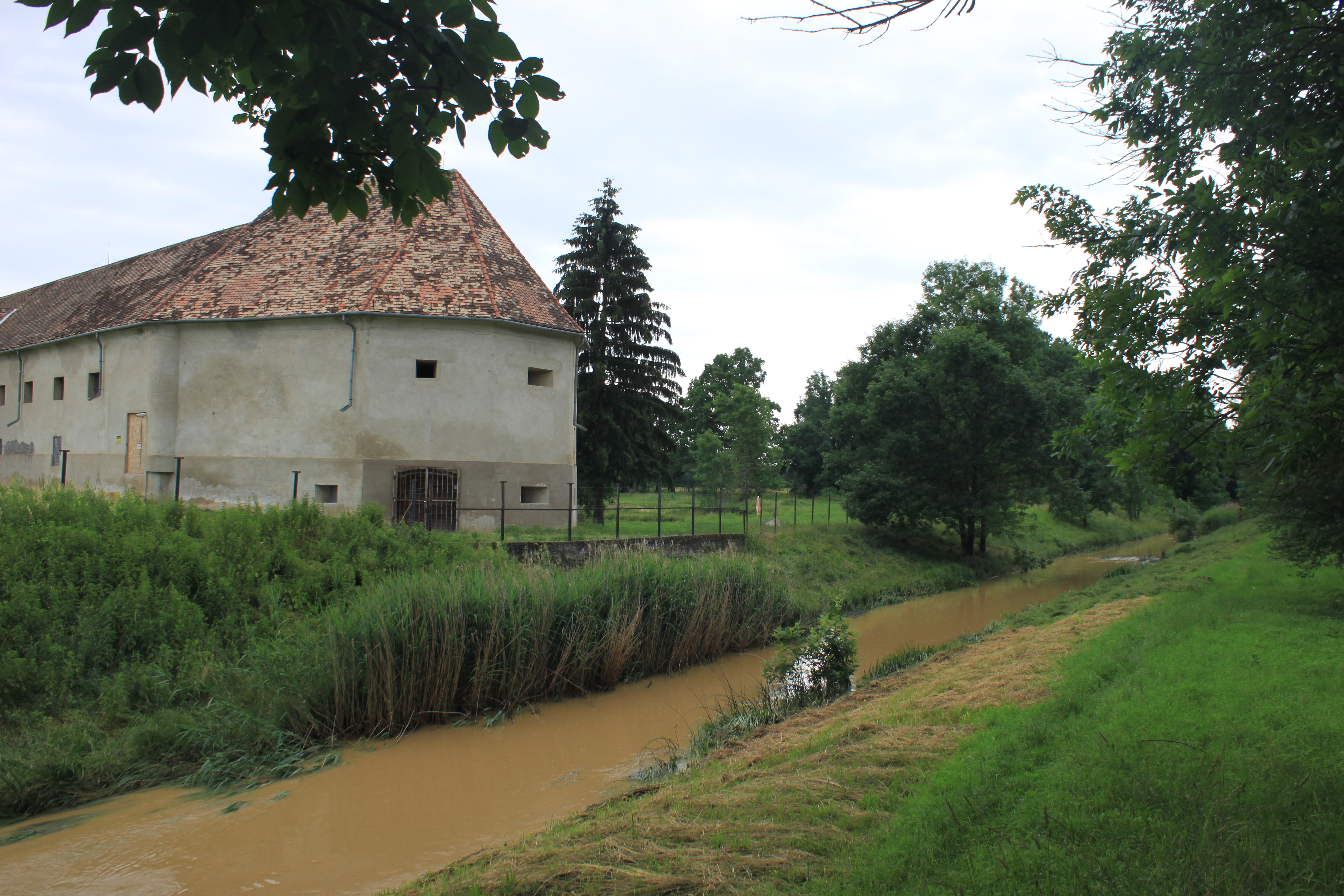
Kerka

Vas vármegye felszíni vizekben és felszín alatti termálvizekben egyaránt gazdag.
TavakSzajki-tavak, Vadása-tó, Bajánsenyei-tó, Máriaújfalui-tó, Döröskei-tó, Gersekaráti-tó
FolyóvizekRába, Gyöngyös, Pinka, Répce, Marcal, Kerka, Sorok, Perint
VíztározókBük–Bő–Gór-víztározó, Kőszeg–Lukácsháza-víztározó

### Élővilág, természetvédelem
Vas élővilága rendkívül gazdag és változatos, köszönhetően a terület földrajzi elhelyezkedésének és változatos élőhelyeinek. A megye területének jelentős részét erdők borítják, amelyekben a pannon és az alpi flóra elemei egyaránt megtalálhatók. Az erdők fő fafajai közé tartoznak a különféle fenyők, tölgyek, akác, bükk és cser. A lágyszárú növényzet is gazdag, számos védett és ritka fajjal, amelyek közül kiemelkednek a boróka, a szőrösnyír és a kutyabenge.
A megye állatvilága szintén sokszínű. Az emlősök közül gyakoriak a rókák, nyulak, őzek, szarvasok és vaddisznók. A madárvilágban megtalálható a fekete gólya, a búbos cinege és a héja. A kétéltűek és hüllők közül jelen van az alpesi gőte, a gyepi béka, a sárgahasú unka, a foltos szalamandra és a fali gyík. A rovarok közül jelentősek a lepkék, szitakötők, valamint a csigaevő kaszáspók.
A természetvédelem kiemelt szerepet kap a megyében. Az Őrségi Nemzeti Park területén számos védett növény- és állatfaj él, és a park célja ezek megőrzése, valamint a táj jellegzetes arculatának fenntartása.
Emellett a megye több Natura 2000 területtel is rendelkezik, amelyek európai szinten is jelentős természetvédelmi értéket képviselnek.

A megye természetvédelmi helyzetéről szóló jelentés kiemeli, hogy a természetes növényzet és állatvilág sok helyen – különösen az egykori határsáv mentén – háborítatlan körülmények között található, és benne keverednek a pannon és az alpi flóra és fauna elemei.

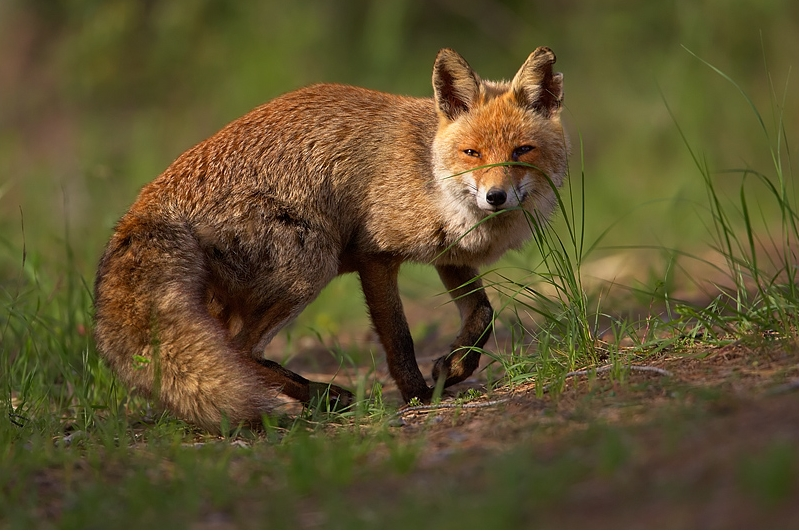
Vörös róka
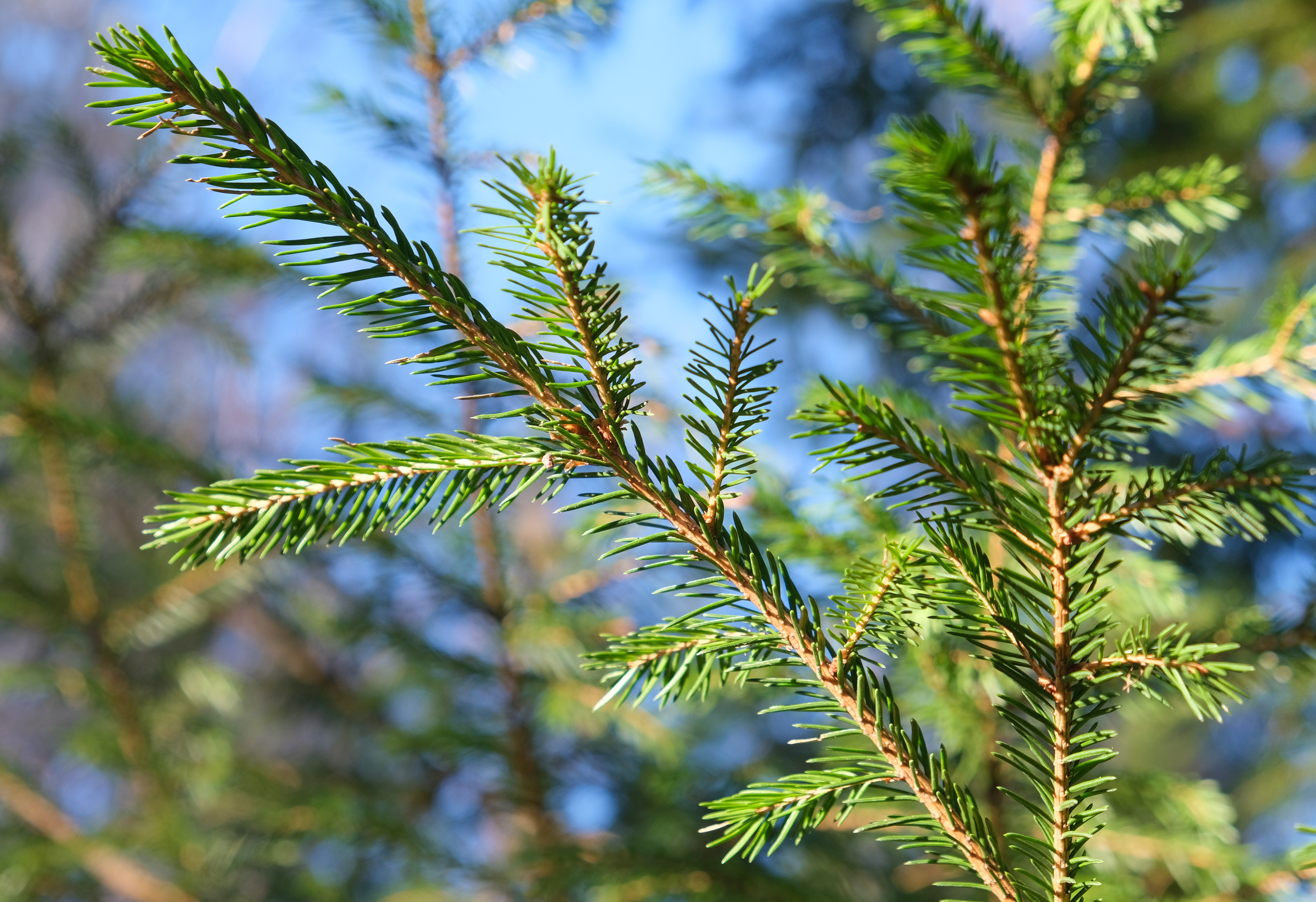
Lucfenyő
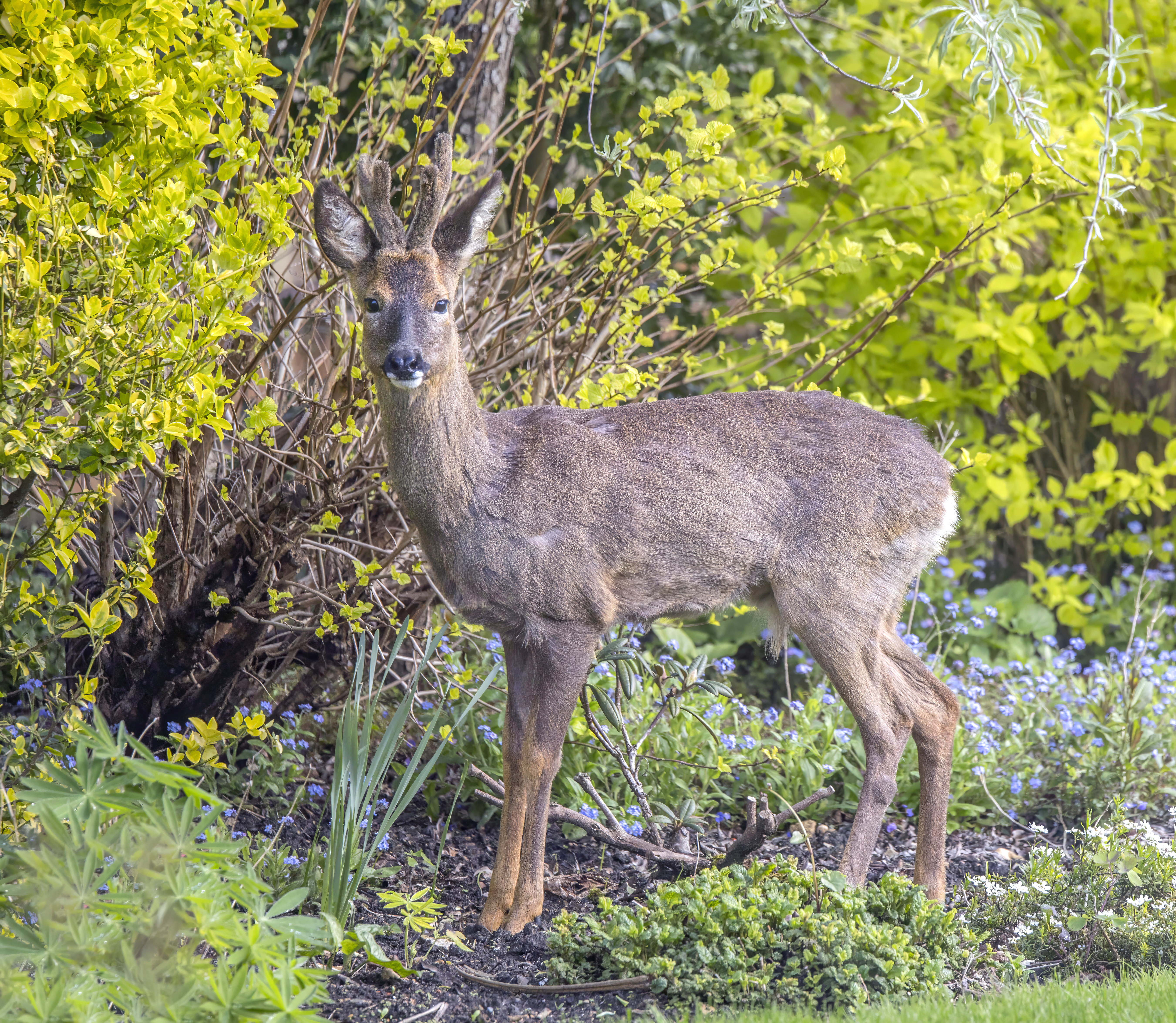
Európai Őz
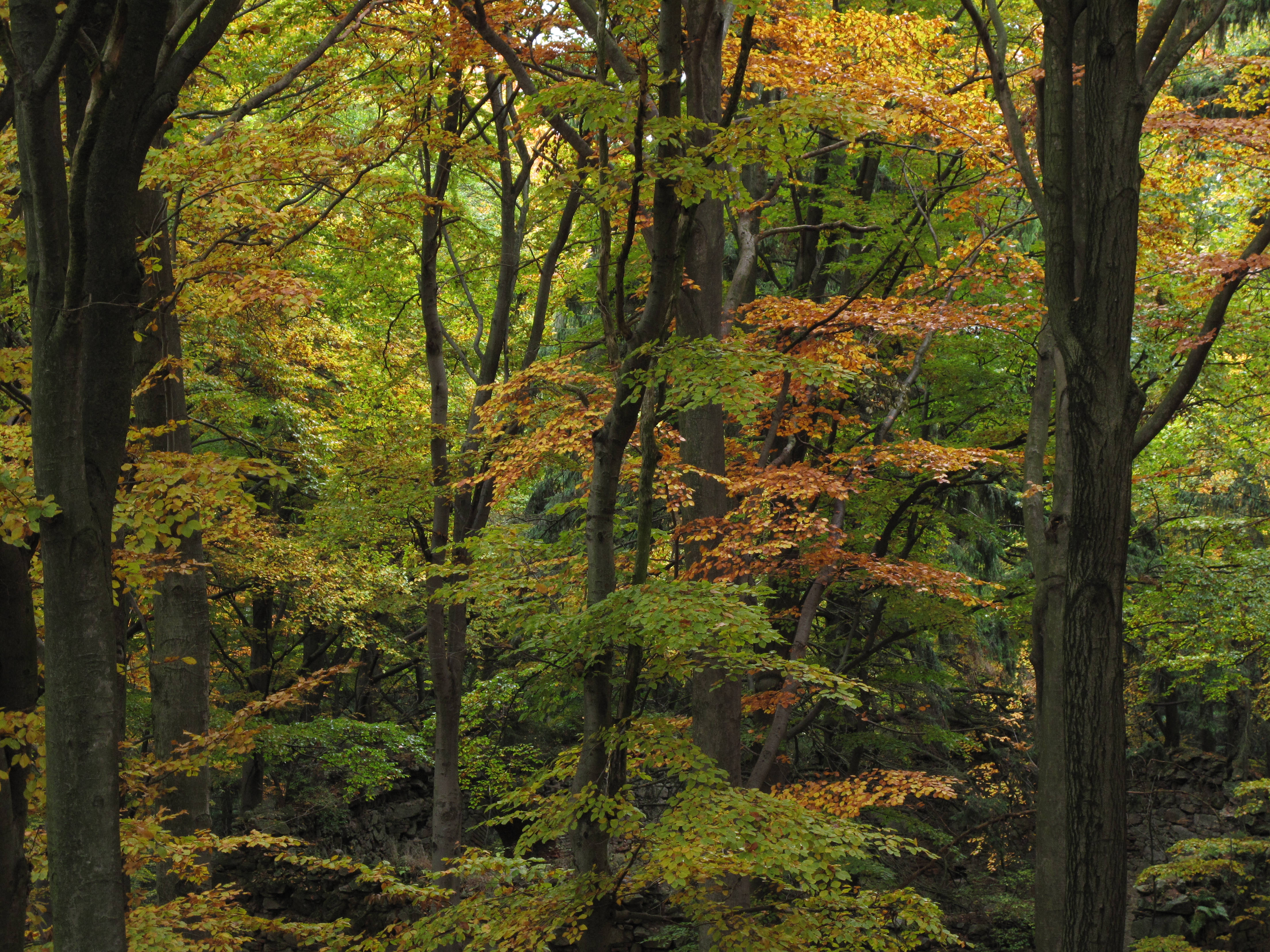
Bükk
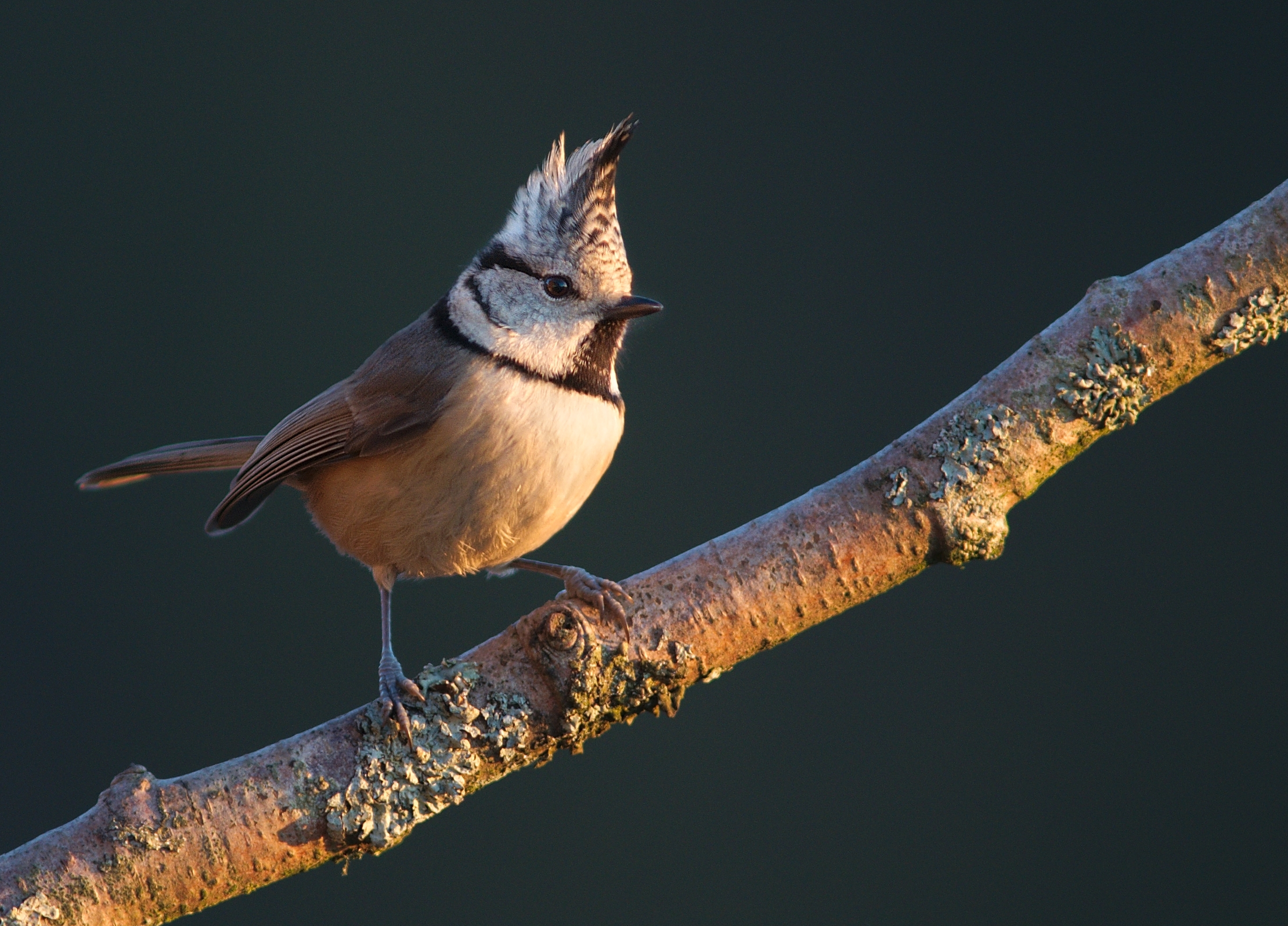
Búbos cinege

#### Vas vármegyére jellemző földrajzi pontjai
- Szélső települések égtájak szerint:
  - a megye legészakibb települése Csánig (Sárvári járás),
  - a megye legdélibb települése Velemér (Körmendi járás),
  - a megye legkeletibb települése Szergény (Celldömölki járás),
  - a megye legnyugatibb települése Felsőszölnök (Szentgotthárdi járás).
- Legmagasabb pontja
  - Írott-kő (882 m)

## Története
A kőkorszak mezőgazdasági tevékenységet megelőző korszakaiból (paleolitikum vagy őskőkorszak, illetve mezolitikum vagy középső kőkorszak) a Gencsapáti mellett, a jégkorszakbeli meleg vizű források környékén, szórványosan talált felső paleolitikumi kőeszközök és a vármegye egyes területein elvégzett, a növényzet Kr. e. 8. évezred végén és a 7. évezred elején bekövetkezett változását, ezen belül a mogyoró terjedését kimutató pollenelemzések utalnak csak emberi tevékenységre.
Az újkőkorszak (neolitikum) jellemzői (növénytermesztés és állattenyésztés, letelepedés, csiszolt kőeszközök és fazekasság) szinte egy időben, csomagszerűen (neolitikus csomag) jelennek meg a vármegye területén. A vármegye neolitikus lelőhelyei két kultúrkörhöz, a vonaldíszes kultúrákhoz (dunántúli vonaldíszes kerámia kultúrája (rövidítve: DVK) és ennek utód kultúrái: Zseliz kultúra, kottafejes kerámia kultúrája), illetve a lengyeli kultúrához kapcsolják.
A DVK Vas vármegyei lelőhelyeit Ilon Gábor régész katalogizálta 2008-ban. A katalógus 15 ásatással feltárt és további 36, terepbejárással azonosított lelőhelyet tartalmaz. Az 51 lelőhelyből 7 Szombathely területén, 6 Szombathelytől északra a Gyöngyös/Perint-patak mentén, 5 Szombathelyről nyugatra az Arany-patak mentén található. További lelőhely található a Gyöngyös-patakba ömlő Szerdahelyi-patak forrásvidéke közelében Velem-Szentviden. Az Arany-patak egyik ágát alkotó Bozsoki-patak forrását pedig csak a 725 m magas Asztalkő hegy választja el a Szerdahelyi-patak forrásától. Így e négy patak: Szerdahelyi-patak, Gyöngyös/Perint-patak, Bozsoki-patak, Arany-patak által közrezárt területen és annak közvetlen közelében található a vármegye DVK lelőhelyeinek majdnem 2/5-e. A DVK lelőhelyek koncentrációja figyelhető meg az Ablánc-patak, Kőris-patak és a Répce által határolt területen is 10 lelőhellyel. További 6 lelőhely a Jáki-Sorok és a torkolatától Soroknak nevezett Gyöngyös/Perint-patak mentén található. Az előbbiekkel összevetve már kevésnek tűnik a vármegye legnagyobb folyója, a Rába mentén elhelyezkedő 7 és az attól délkeletre, keletre található 8 DVK lelőhely.
Szombathely már a római korban is létezett, Savaria néven. Savariát az első betelepülő rómaiak alapították i. e. 100 körül. Már korábban is lakott térségként volt megjelölve. i. sz. 42-ben Savaria Claudius császártól városi rangot kapott, ezzel a régió első Római városává lett. Csak később lett város Sopron, Buda, Pécs elődje. A város Felső-Pannonia igazgatási, kereskedelmi és vallási központja volt. 454-ben Marcianus bizánci császár a keleti-gótokat telepítette le Pannóniában. 456-ban Sabariát földrengés sújtotta (ez volt a legnagyobb földrengés az utóbbi 2000 évben a Kárpát-medencében). A földrengést követően Sabaria római jogú polgárai át/visszaköltöztek Itáliába.
526 körül egy új germán nép, a longobárdok szállták meg az Észak-Dunántúlt, akik húsz évvel később a Dél-Dunántúlt is meghódították. Majd 567-ben szövetséget kötöttek az akkor az Al-Duna vidékén tartózkodó, de a bizánci császártól a letelepedés jogát még nem elnyerő avarokkal a Dunától keletre lévő területeket uraló gepidák ellen. A szövetség még ebben az évben végső győzelmet aratott a gepidák felett. Ezt követően azonban a langobard király jobbnak látta, ha az avaroktól távolabbi Itáliába vonul népével, ahol királyságuk Nagy Károly frank császár 773–774. évi hódításáig fennállt.
568-tól így az Avar Kaganátus egyedül uralta az egész Kárpát-medencét, sőt a környező szláv, bolgár, onogur népek laza, de ugyanakkor határozott függőségben tartásával, amolyan regionális nagyhatalommá vált és még Bizáncot is adófizetésre kötelezte, egészen 626-ig, amikor perzsa szövetségben megtámadták és körülzárták a Kelet-Római Birodalom fővárosát. Bizánc ostromának sikertelensége azonban az avar katonai hatalom széthullásához vezetett. A régészeti leletek arra utalnak, hogy a Kárpát-medencébe visszaszorult avarok az ezt követő időszakban egy-két nemzedék alatt átálltak a nomadizáló életmódról a letelepült életmódra. Ezt az időszakot egyúttal új népelemek megjelenése is jellemzi a Kárpát-medencében, akik valószínűleg a 642 után felbomló don-vidéki onogur birodalomból vándoroltak nyugatra. A 8. században a kagán mellett két társuralkodó intézménye is megjelenik az avar hierarchiában, a jugurrus és a tudun.
803-ban Pippin, Nagy Károly fia döntő csatában Győr mellett legyőzte az avarokat. „...805-ben, amikor a frank seregektől szétzúzott avar állam uralkodó népessége egykori szláv alattvalóitól szorongattatva legyőzőjéhez fordult pártfogásért, Nagy Károly Szombathely és Deutsch-Altenburg közötti (inter Sabariam et Carnuntum) határvonaltól keletre létrehozott egy vazallus avar államot.” „A Karoling-adminisztráció berendezkedésekor Pannóniát térítési és ennek nagyjából megfelelő világi közigazgatási körzetekre osztották. A Rábától északra fekvő terület a Passaui, a Rábától a Dráváig húzódó a Salzburgi püspökséghez, a Dráva és a Száva közötti rész pedig az aquileiai pátriárkához tartozott.” „867 körül bukkan fel a dunántúli tartományban Konstantin (Cirill) és Metód. II. Hadrián pápa (867-871) a szlávok apostolát 869-ben a sirmiumi érsek rangjára emelte s ebben a minőségében az ő iurisdictioja alá rendelte a Dunántúlt”.
A magyar honfoglalás után a terület gyepűvidék lett, ahol határőrnépek éltek. A középkori Magyar Királyságban a történelmi vármegye majdnem teljes egészében magába foglalta a mai területét, kivéve Csepreget és környékét, ami Sopron vármegye része volt. Határ menti helyzetéből adódóan már a 12. századtól kezdve szinte folyamatosan háborúskodások színtere volt. A török előrenyomulás elől menekülve a magyar, német és szlovén lakosság mellé a 16. században jelentős számú horvát népesség is letelepedett itt.
A trianoni békeszerződés után területe jelentősen módosult, de az elcsatolásokat megelőzően területén két de facto állam, a Vendvidéki Köztársaság és a Lajtabánság is létezett.

## Közigazgatási beosztás 1950–1990 között

### Járások 1950–1983 között
Az 1950-es megyerendezés előtt Vas megyéhez hét járás tartozott, a Celldömölki, Írottkői (székhelye Kőszeg volt), Körmend-Németújvári (Körmend), Sárvári, Szentgotthárdi, Szombathelyi és Vasvári. A megyerendezés ezeket nem érintette, a Csepregi járást pedig, melynek egy részét Sopron megyétől ide csatolták, megszüntették, így Vas megyéhez 1950. február 1-je után ugyanaz a hét járás tartozott.
Az 1950-es járásrendezés során, június 1-jén is csak annyi változás történt, hogy valamennyi járás elnevezését a székhelyéhez igazították, ennek következtében a tanácsrendszer bevezetésekor a megye továbbra is hét járásra oszlott (Celldömölki, Körmendi, Kőszegi, Sárvári, Szentgotthárdi, Szombathelyi és Vasvári).
Ezt követően 1983-ig a hétből négy járás szűnt meg: a Kőszegi (1954-ben), a Szentgotthárdi és a Vasvári (1969-ben), végül a Celldömölki (1978-ban). A járások megszűnésekor, 1983 végén tehát a megyéhez három járás tartozott (Körmendi, Sárvári és Szombathelyi).

### Városok 1950–1983 között

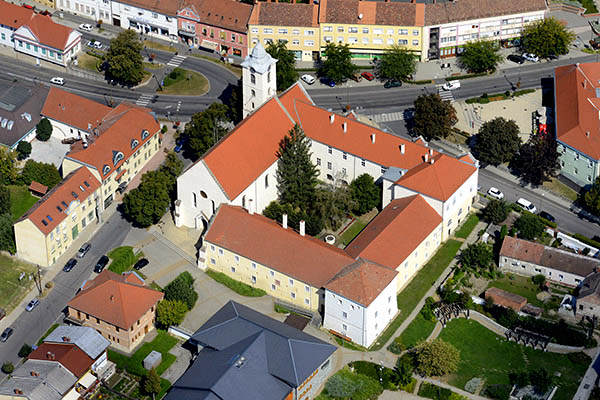
Vasvár légifelvételen

Az 1950-es megyerendezéskor Vas megyéhez egy megyei város tartozott, Kőszeg. Ezen kívül a megyeszékhely, Szombathely 1945 óta törvényhatósági jogú város volt, így nem tartozott a megyéhez, hanem külön közigazgatási egységet alkotott. Mivel a törvényhatósági jogú városi jogállás 1950. június 15-én megszűnt, Szombathely attól kezdve Vas megyéhez tartozott.
1983-ig még négy település szerzett városi rangot a megyében: Sárvár (1968-ban), Celldömölk és Körmend (1978-ban), valamint Szentgotthárd (1983-ban), így 1983 végére a városok száma hatra nőtt.
A tanácsok megalakulásától 1954-ig Szombathely közvetlenül a megyei tanács alá rendelt város volt, Kőszeg pedig közvetlenül a járási tanács alá rendelt városként a Kőszegi járáshoz tartozott. 1954 és 1971 között a megye valamennyi városának jogállása járási jogú város volt, azután pedig egyszerűen város.

### Városkörnyékek 1971–1983 között
1971 és 1983 között Vas megye városai közül négy körül alakult városkörnyék: a Kőszegi, Sárvári és Szombathelyi 1977-ben, a Celldömölki pedig 1978-ban. Sárvár és Szombathely járási székhely maradt 1983 végéig, Celldömölk viszont a várossá nyilvánításával és városkörnyékközponttá válásával egyidejűleg megszűnt járási székhely lenni.

### Városok és városkörnyékek 1984–1990 között
1984. január 1-jén valamennyi járás megszűnt az országban és a megye valamennyi városa városkörnyékközponttá vált. Ugyanekkor alakult városi jogú nagyközséggé és lett nagyközségkörnyék-központ Vasvár, mely aztán 1986-ban várossá alakult, ezzel 1990-re a megye városainak száma hétre nőtt.

## Önkormányzat és közigazgatás

### Vármegyei közgyűlés
A vármegye önkormányzatának legfőbb döntéshozó testülete. Tagjai a választópolgárok által ötévente, az önkormányzati választásokon megválasztott képviselők. A közgyűlés feladatai közé tartozik a megyei fejlesztési tervek, közlekedési, területrendezési és gazdaságfejlesztési programok kidolgozása és elfogadása, valamint az európai uniós források felhasználásának koordinálása. Mivel a vármegyei önkormányzatok nem tartoznak közvetlenül az oktatási, egészségügyi vagy szociális intézmények fenntartásához, inkább stratégiai, területfejlesztési szerepük van. A közgyűlést az elnök vezeti, aki a testület tagjai közül kerül megválasztásra.
A 2019-es magyarországi önkormányzati választáson megválasztott Vas megye közgyűlése 15 képviselőből állt, az alábbi pártösszetétellel:
| Párt | Párt                  | Mandátum | 2019-2024 megyei közgyűlés | 2019-2024 megyei közgyűlés | 2019-2024 megyei közgyűlés | 2019-2024 megyei közgyűlés | 2019-2024 megyei közgyűlés | 2019-2024 megyei közgyűlés | 2019-2024 megyei közgyűlés | 2019-2024 megyei közgyűlés | 2019-2024 megyei közgyűlés | 2019-2024 megyei közgyűlés | 2019-2024 megyei közgyűlés |
| ---- | --------------------- | -------- | -------------------------- | -------------------------- | -------------------------- | -------------------------- | -------------------------- | -------------------------- | -------------------------- | -------------------------- | -------------------------- | -------------------------- | -------------------------- |
|      | Fidesz-KDNP           | 10       |                            |                            |                            |                            |                            |                            |                            |                            |                            |                            |                            |
|      | Momentum Mozgalom     | 1        |                            |                            |                            |                            |                            |                            |                            |                            |                            |                            |                            |
|      | Demokratikus Koalíció | 1        |                            |                            |                            |                            |                            |                            |                            |                            |                            |                            |                            |
|      | Jobbik                | 1        |                            |                            |                            |                            |                            |                            |                            |                            |                            |                            |                            |
|      | MSZP                  | 1        |                            |                            |                            |                            |                            |                            |                            |                            |                            |                            |                            |

A 2024-es magyarországi önkormányzati választáson megválasztott Vas vármegye közgyűlése 15 képviselőből áll, az alábbi pártösszetétellel:

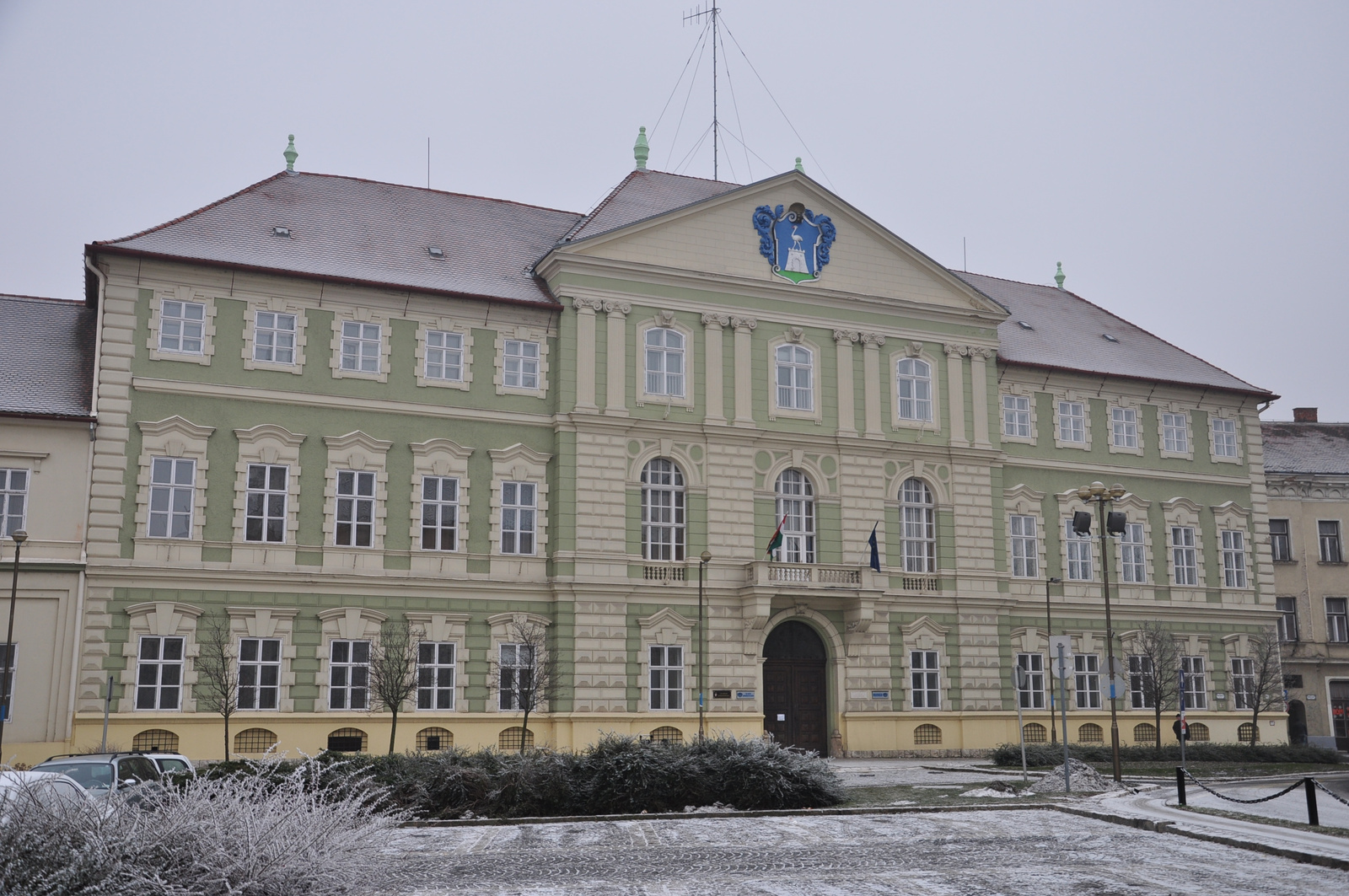
A vármegyeháza Szombathelyen

|  | Fidesz-KDNP           | 10 |  |  |  |  |  |  |  |  |  |  |
|  | Mi Hazánk Mozgalom    | 2  |  |  |  |  |  |  |  |  |  |  |
|  | Momentum Mozgalom     | 1  |  |  |  |  |  |  |  |  |  |  |
|  | Demokratikus Koalíció | 1  |  |  |  |  |  |  |  |  |  |  |
|  | KÖVET                 | 1  |  |  |  |  |  |  |  |  |  |  |

### A Vármegyei Közgyűlés elnökei
A vármegyei közgyűlés elnöke a megyei önkormányzat vezetője, aki felelős a közgyűlés munkájának irányításáért és a döntéshozatalban való részvételért. Az elnök szerepe kulcsfontosságú a helyi közigazgatásban, mivel ő képviseli a vármegyét és összehangolja a megyei önkormányzati feladatok ellátását.
Feladatai közé tartozik a közgyűlés üléseinek összehívása és levezetése, valamint az önkormányzati döntések végrehajtásának felügyelete. Az elnök kapcsolatot tart az országos és helyi szervekkel, valamint a települési önkormányzatokkal, és biztosítja a megye érdekeinek képviseletét az országos döntéshozatalban. Emellett részt vesz a fejlesztési tervek kialakításában, és irányítja azokat a programokat, amelyek a megye gazdasági és társadalmi fejlődését szolgálják.
Az elnököt általában a közgyűlés tagjai választják meg, és munkáját a közgyűlés által választott alelnökök segítik.
| Elnök | Elnök                          | Elnöki ciklus |
| ----- | ------------------------------ | ------------- |
|       | Pusztai Gyula (MSZP)           | 1990-1998     |
|       | Markó Péter (Fidesz)           | 1998-2006     |
|       | Kovács Ferenc (Fidesz-KDNP)    | 2006-2014     |
|       | Majthényi László (Fidesz-KDNP) | 2014-         |

### Járások
Vas vármegye járásainak főbb adatai a 2013. július 15-ei közigazgatási beosztás szerint az alábbiak:
| Sorszám | Járás neve           | Székhely      | Település | Ebből város | Népesség (2013. január 1.) | Terület (km²) | Népsűrűség (fő/km²) |
| ------- | -------------------- | ------------- | --------- | ----------- | -------------------------- | ------------- | ------------------- |
| 1       | Celldömölki járás    | Celldömölk    | 28        | 2           | 24 787                     | 474,13        | 52                  |
| 2       | Körmendi járás       | Körmend       | 46        | 2           | 26 865                     | 614,53        | 44                  |
| 3       | Kőszegi járás        | Kőszeg        | 21        | 3           | 25 473                     | 286,45        | 89                  |
| 4       | Sárvári járás        | Sárvár        | 42        | 2           | 38 862                     | 685,46        | 57                  |
| 5       | Szentgotthárdi járás | Szentgotthárd | 16        | 1           | 15 180                     | 255,04        | 60                  |
| 6       | Szombathelyi járás   | Szombathely   | 40        | 2           | 110 504                    | 646,36        | 171                 |
| 7       | Vasvári járás        | Vasvár        | 23        | 1           | 13 623                     | 374,14        | 36                  |

### Kistérségek
Vas vármegye megszűnt kistérségeinek főbb adatai a 2013. július 15-ei beosztás szerint az alábbiak:
| Kód  | Kistérség neve           | Központ       | Település | Ebből város | Népesség (2013. január 1.) | Terület (km²) | Népsűrűség (fő/km²) |
| ---- | ------------------------ | ------------- | --------- | ----------- | -------------------------- | ------------- | ------------------- |
| 4801 | Celldömölki kistérség    | Celldömölk    | 28        | 2           | 24 787                     | 474,13        | 52                  |
| 4802 | Csepregi kistérség       | Csepreg       | 16        | 2           | 10 643                     | 184,86        | 58                  |
| 4803 | Körmendi kistérség       | Körmend       | 25        | 1           | 20 967                     | 330,91        | 63                  |
| 4804 | Kőszegi kistérség        | Kőszeg        | 15        | 1           | 17 971                     | 185,07        | 97                  |
| 4805 | Őriszentpéteri kistérség | Őriszentpéter | 22        | 1           | 6 412                      | 305,23        | 21                  |
| 4806 | Sárvári kistérség        | Sárvár        | 32        | 2           | 35 721                     | 601,98        | 59                  |
| 4807 | Szentgotthárdi kistérség | Szentgotthárd | 15        | 1           | 14 666                     | 233,43        | 63                  |
| 4808 | Szombathelyi kistérség   | Szombathely   | 40        | 2           | 110 504                    | 646,36        | 171                 |
| 4809 | Vasvári kistérség        | Vasvár        | 23        | 1           | 13 623                     | 374,14        | 36                  |

### Országgyűlési képviselők
Magyarországon az országgyűlési választások során az ország területét egyéni választókerületekre osztják, és mindegyik kerületnek egy képviselője van a parlamentben, akit közvetlenül választanak. Az egyéni választókerületek országgyűlési képviselői tehát azok a politikusok, akik egy-egy adott földrajzi terület választópolgárait képviselik az Országgyűlésben.
Az egyéni választókerületek képviselői általában valamelyik párt jelöltjei, de független képviselők is indulhatnak a választáson. A választókerületek képviselői meghatározó szereplők, mivel közvetlen kapcsolatban állnak választóikkal, és elsősorban az adott terület helyi érdekeit képviselik az országos politikai döntéshozatalban.
| Választókerület                                           | Székhely    | Képviselő       | Párt | Párt        |
| --------------------------------------------------------- | ----------- | --------------- | ---- | ----------- |
| Vas vármegyei 1. sz. országgyűlési egyéni választókerület | Szombathely | Dr. Hende Csaba |      | Fidesz–KDNP |
| Vas vármegyei 2. sz. országgyűlési egyéni választókerület | Sárvár      | Ágh Péter       |      | Fidesz–KDNP |
| Vas vármegyei 3. sz. országgyűlési egyéni választókerület | Körmend     | V. Németh Zsolt |      | Fidesz–KDNP |

## Népesség

### Nemzetiségek
Vas megye lakosságának túlnyomó többsége magyar nemzetiségű, azonban a megye etnikai összetétele kisebbségi közösségek jelenlétét is mutatja. A 2011-es népszámlálás adatai szerint Vas megye teljes népessége 256 629 fő volt, amelyből 225 052 fő nyilatkozott etnikai hovatartozásáról.
A magyar közösség dominanciája egyértelmű: 214 512 fő, azaz a lakosság 95,32%-a vallotta magát magyarnak. A kisebbségek közül a horvátok alkotják a legnagyobb csoportot, létszámuk 3 102 fő (1,38%). Jelenlétük történelmi gyökerekre vezethető vissza, és közösségük fontos szerepet játszik a megye kulturális sokszínűségében.
A roma lakosság száma 2 559 fő (1,14%), akik különösen a vidéki térségekben és néhány városi körzetben vannak jelen. A német kisebbség lélekszáma 2 000 fő, akik közössége szintén jelentős kulturális örökséget képvisel a térségben. A szlovének 1 500 fővel képviseltetik magukat, és történelmileg szoros kapcsolatot ápolnak a szomszédos Szlovéniával.

A fennmaradó 4 879 fő (2,17%) más kisebbségekhez tartozik vagy nem meghatározható etnikai csoport tagja. Ide tartozhatnak például németek, szlovákok, románok vagy egyéb kisebb csoportok. A népszámlálás során azonban közel 39 000 fő nem nyilatkozott etnikai hovatartozásáról, ami a megye lakosságának körülbelül 15%-át teszi ki, tovább növelve a megye etnikai sokszínűségét és demográfiai komplexitását.
Vas vármegye lakóinak nemzetiségi összetétele 2011-ben

### Vallás
A 2011-es népszámlálási adatok szerint a lakosság körében a keresztény vallások dominálnak, azonban más vallási csoportok és nem vallásos lakosok is jelentős arányt képviselnek.
A legnagyobb vallási közösség a római katolikusoké, akik 150,575 fővel a megye lakosságának többségét alkotják. A katolicizmus történelmi jelenléte mély gyökereket eresztett a térségben, amely különösen a falvak és kisebb városok templomaiban és közösségi életében tükröződik. A görögkatolikus közösség létszáma 276 fő, ami a megye keleti részein és határ menti régióiban található kisebb csoportok jelenlétére utal.
A második legnagyobb keresztény felekezet az evangélikusoké, akik 15,135 főt számlálnak. Ez a vallási hagyomány szorosan kapcsolódik a 18. századi betelepítésekhez, amikor a térségbe érkezett német közösségek és más protestáns csoportok erősítették az evangélikus egyház jelenlétét.
A református (kálvinista) közösség 7,113 fővel képviselteti magát, főként a megye északi és keleti részén. A reformáció hatásai a mai napig érezhetők ezeken a területeken, ahol kisebb református közösségek működnek. A kisebb keresztény felekezetek és más vallási közösségek, például a Hit Gyülekezete vagy más protestáns csoportok, összesen 2,087 főt tesznek ki.
A nem vallásos közösségek, köztük az ateisták és vallásukat nem gyakorló emberek, a megye lakosságának jelentős részét alkotják. A nem vallásos személyek száma 13,621 fő, míg az ateisták száma 1,895 fő. Ezek a csoportok jellemzően a nagyobb városokban és a modernizáció által jobban érintett területeken koncentrálódnak.

A 2011-es népszámlálás során 65,866 fő nem nyilatkozott vallási hovatartozásáról. Ez a megye lakosságának jelentős részét teszi ki, ami tovább árnyalja a térség vallási és kulturális sokszínűségét.
Vas vármegye lakóinak vallási összetétele 2022-ben

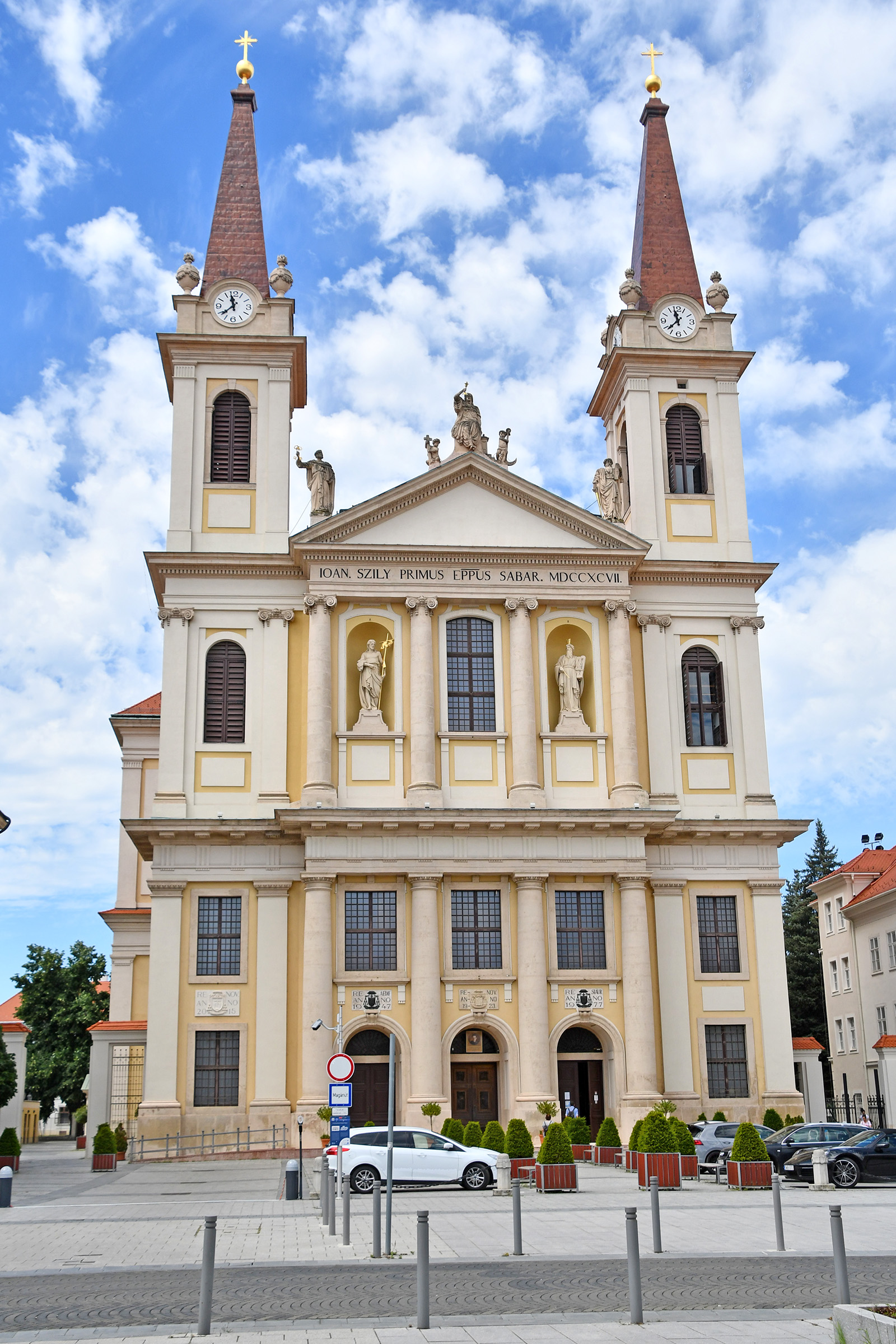
A szombathelyi Sarlós Boldogasszony-székesegyház
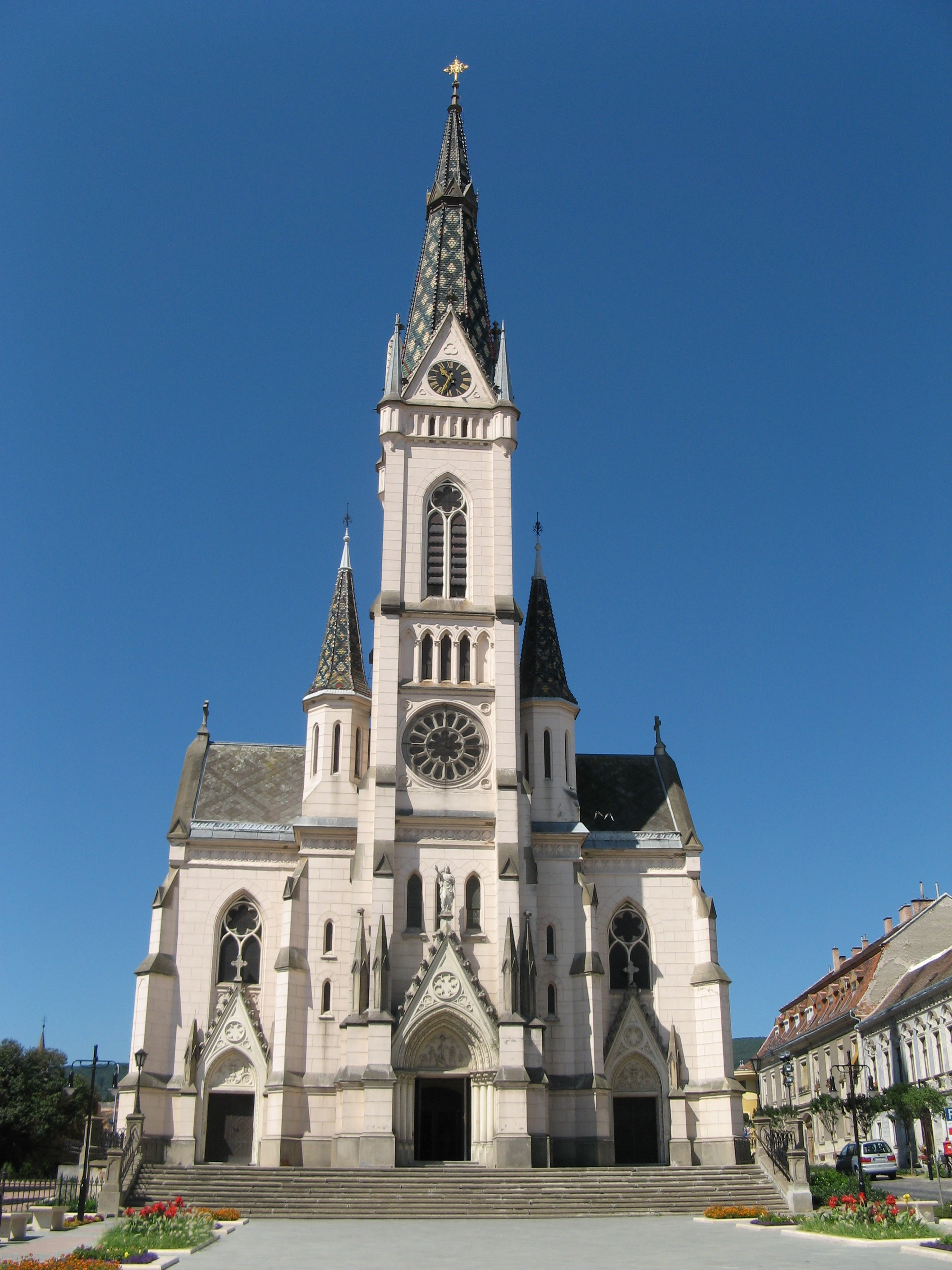
A Jézus szíve plébániatemplom Kőszegen
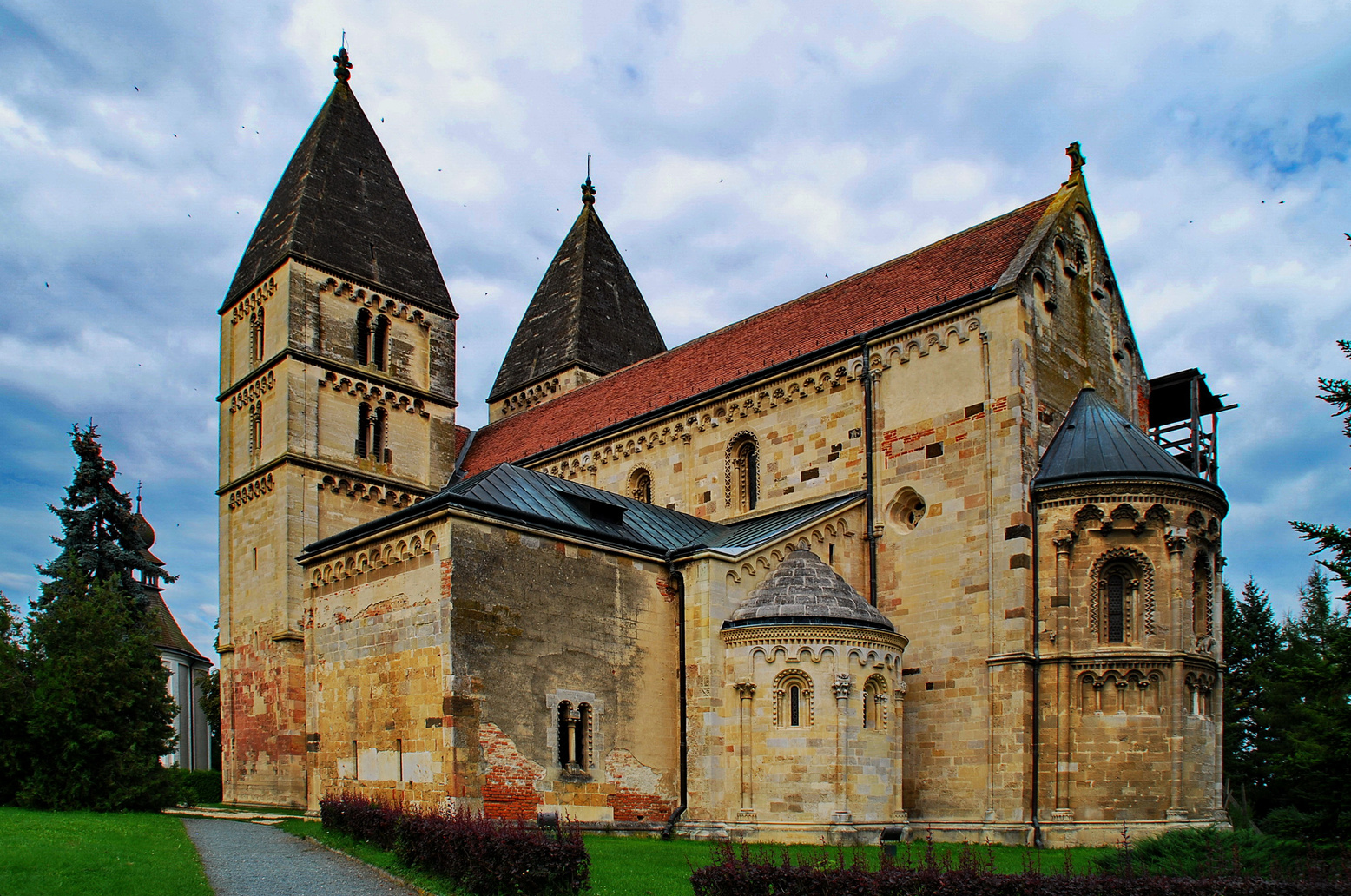
A jáki templom
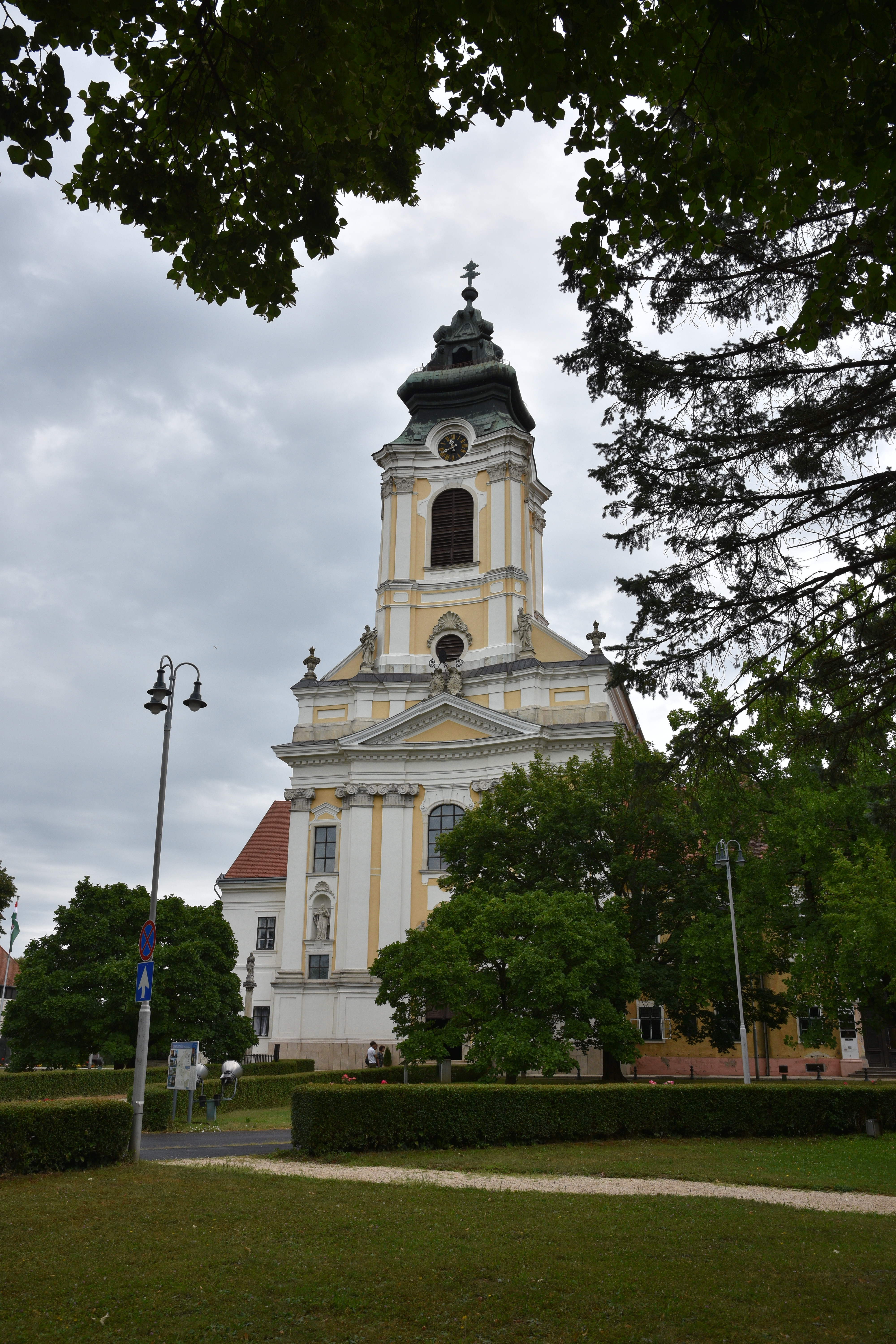
A ciszterci apátság Szentgotthárdon
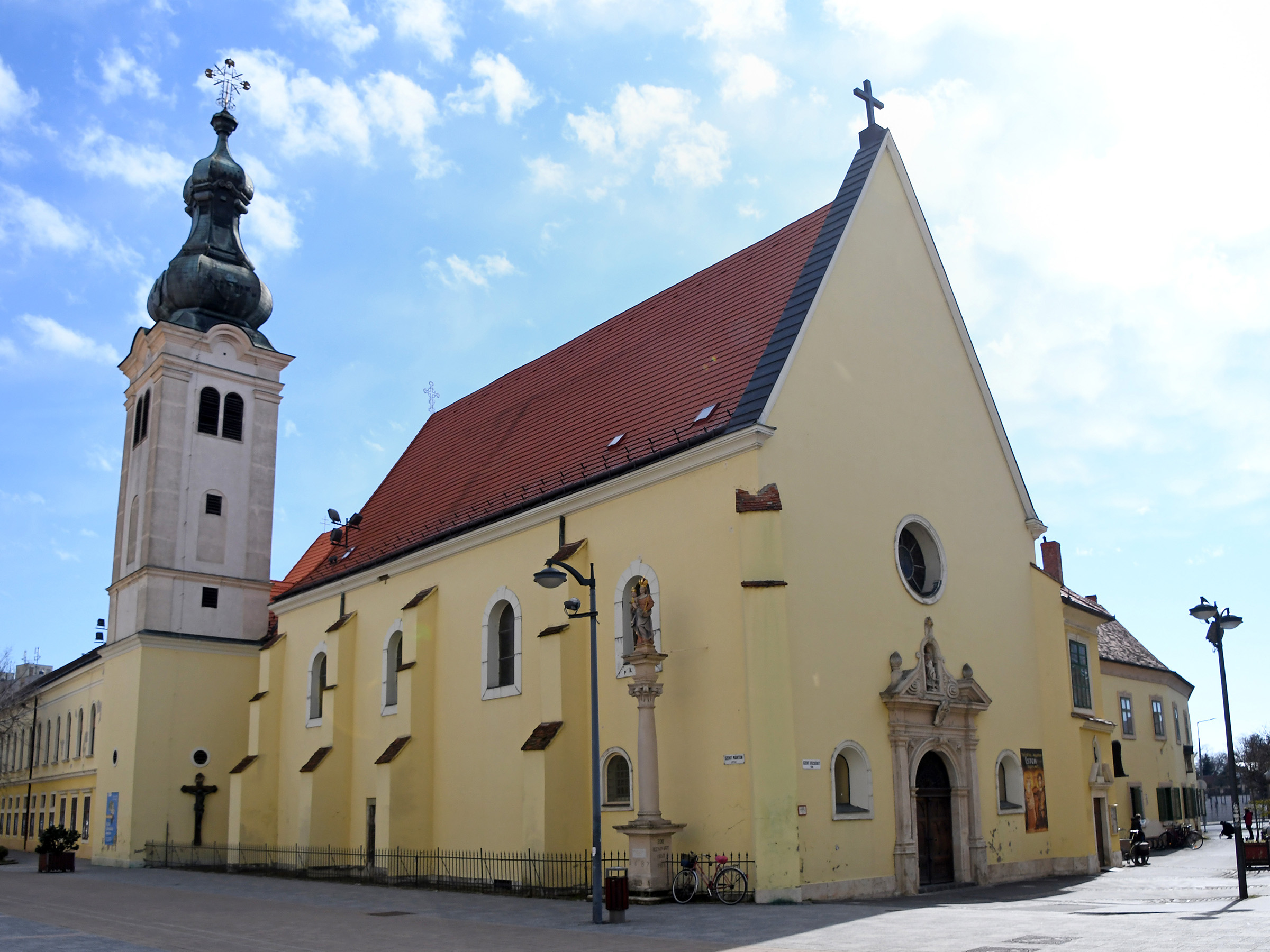
A szombathelyi ferences templom

## Gazdaság
A vármegye legnagyobb nyereségű cégei a 2006-os adózott eredmény szerint (zárójelben az országos toplistán elfoglalt helyezés)
1. Linde Gáz Magyarország Zrt. (58)
2. FW Magyarország Licenciahasznosító Kft. (75)
3. General Motors Powertrain Autóipari Kft. (79).

### Ipar
A vármegye Magyarország nyugati részén található, és jelentős ipari központként ismert. Az ipar erős dominanciája jellemzi a megye gazdasági szerkezetét, hasonlóan Győr-Moson-Sopron és Komárom-Esztergom megyékhez.
A megye iparának egyik meghatározó ágazata az autóipar és a gépgyártás. Szombathelyen és környékén több jelentős vállalat működik, amelyek autóipari alkatrészeket és gépeket gyártanak. Ezek a cégek nemcsak a hazai, hanem a nemzetközi piacokra is termelnek, hozzájárulva ezzel a megye exportteljesítményéhez.
A megye autóiparának egyik kiemelkedő szereplője a Szentgotthárdon működő Opel gyár (ma Stellantis Hungary), amely 1992 óta van jelen Vas vármegyében, és hosszú ideje a térség egyik legnagyobb munkaadója. A gyár főként motorokat, sebességváltókat és más járműalkatrészeket gyárt, melyek döntő többsége exportra kerül. Az Opel-gyár különösen jelentős technológiai beruházásai és termelékenysége révén vált az európai autóipar fontos fogaskerekévé. A létesítmény évtizedek óta hozzájárul a megye gazdasági stabilitásához, a helyi szakképzés fejlődéséhez, valamint a régióban kialakult ipari ökoszisztéma fenntartásához is. Az Opel jelenléte stratégiai szempontból is fontos, mivel közvetlenül és közvetve is munkahelyek ezreit biztosítja a térségben, és szorosan együttműködik helyi beszállítókkal.

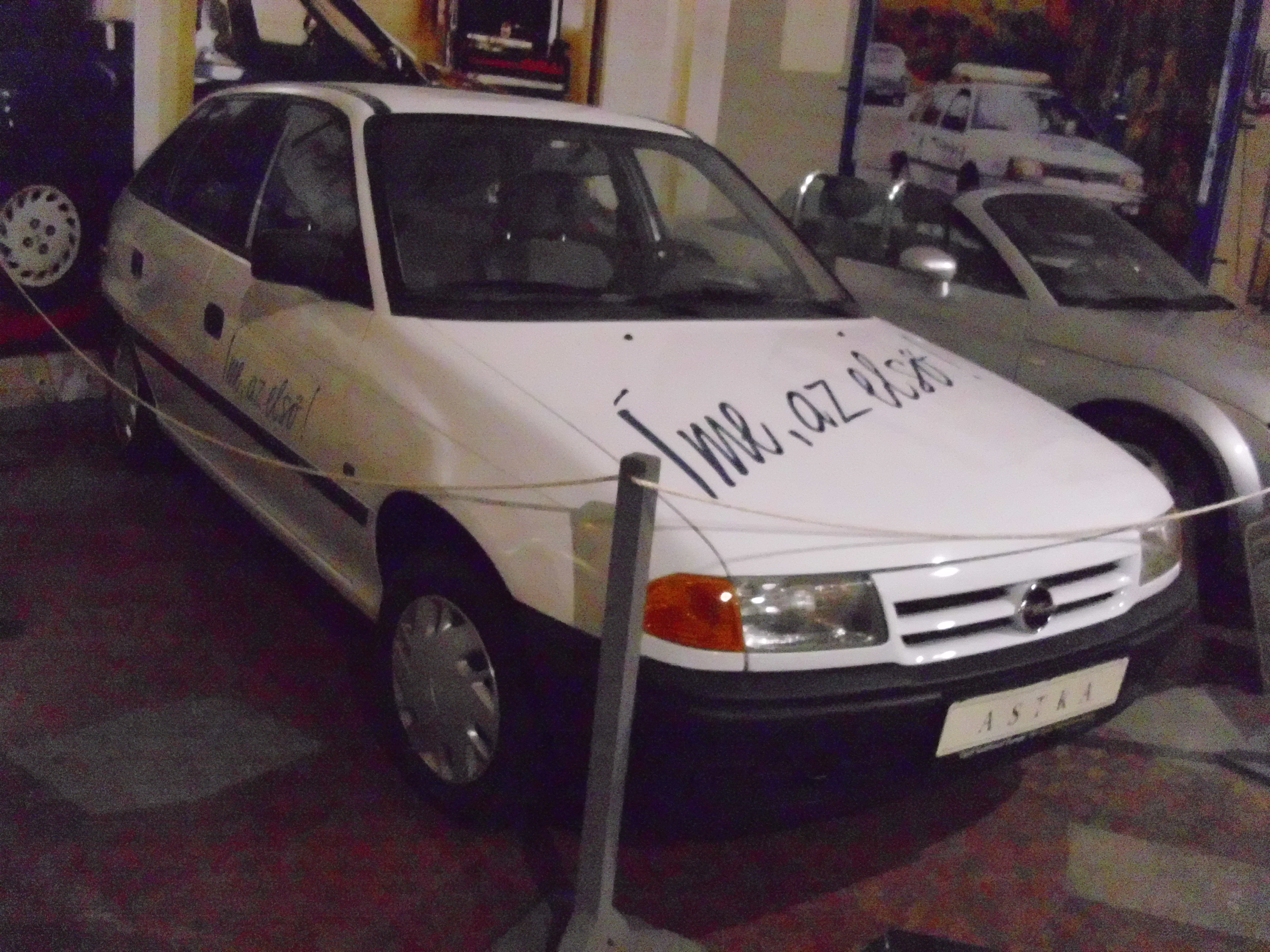
Az első Opel Astra, melyet a szentgotthárdi üzemben összeszereltek

Az elektronikai ipar szintén fontos szerepet játszik Vas vármegye gazdaságában. Számos vállalat foglalkozik elektronikai eszközök és alkatrészek gyártásával, amelyek jelentős részét exportálják. Ez az ágazat hozzájárul a megye gazdasági stabilitásához és munkahelyteremtő képességéhez.
Az építőipar is jelentős szerepet tölt be a megye gazdaságában. Az elmúlt években számos infrastrukturális fejlesztés valósult meg, amelyek hozzájárultak a megye gazdasági fejlődéséhez és az életminőség javulásához.
Vas vármegyében az ipar jelentős munkaadóként van jelen. A foglalkoztatottak gazdasági szektorok közti megoszlását tekintve az ipar erős dominanciája jellemzi a megyét.
Az ipar folyamatos fejlődése mellett a megye szembesül a munkaerőhiány és a technológiai innovációk kihívásaival. A helyi gazdasági szereplők és az önkormányzatok együttműködése kulcsfontosságú a versenyképesség megőrzése és a fenntartható fejlődés biztosítása érdekében.

### Mezőgazdaság
Vas megye Magyarország nyugati részén helyezkedik el, és jelentős szerepet játszik az ország mezőgazdasági termelésében. A megye változatos domborzata és kedvező éghajlata lehetővé teszi a növénytermesztés és az állattenyésztés egyaránt sikeres művelését.
A megye termékeny talajai kiválóan alkalmasak különböző szántóföldi növények termesztésére. A búza, kukorica és árpa mellett kiemelkedő jelentőségű a repce és a szója termesztése. Különösen a szója esetében emelkedik ki Vas megye, ahol a Karintia Kft. is tevékenykedik, amely 1995 óta foglalkozik szántóföldi növények kereskedelmével és termesztésével.
Az állattenyésztés terén Vas országos viszonylatban is kiemelkedő. 2020-ban a megyében közel egymillió pulykát tartottak, ami az ország teljes pulykaállományának több mint 30%-át tette ki. Ez a jelentős arány mutatja a baromfitenyésztés fontosságát a megye gazdaságában.
Vas megye gazdag mezőgazdasági hagyományokkal rendelkezik. Az Őrségi tökmagolaj például az őrségi gasztronómia egyik jellegzetes eleme, amely a helyi mezőgazdasági termelés és feldolgozás eredménye. Emellett a Kőszegi Szőlő Jövés Ünnepe is a megye mezőgazdasági hagyományainak fontos része, amely a szőlőtermesztés és borászat jelentőségét hangsúlyozza.
A megye mezőgazdasági termelésének hatékonyságát a modern gépesítés is támogatja. Számos mezőgazdasági gép és alkatrész érhető el a térségben, amelyek hozzájárulnak a termelés színvonalának emeléséhez. A mezőgazdasági szektor munkaerőpiaca is aktív, különböző álláslehetőségek állnak rendelkezésre a területen.
A megye elismeri és díjazza a mezőgazdaságban kiemelkedő teljesítményt nyújtó személyeket és szervezeteket. A "Vas Megye Mezőgazdaságáért" díj például azoknak adományozható, akik jelentős mértékben hozzájárultak a megye agrárszektorának fejlődéséhez.

### Bányászat
A vármegye földtani adottságai kevésbé látványosak, mint néhány más magyarországi területé, de ez korántsem jelenti azt, hogy a megye ne bővelkedne értékes ásványkincsekben. Sőt, a régió több szempontból is egyedülálló szerepet töltött be a hazai nyersanyagkitermelésben, különösen bizonyos nemfémes ásványok és energiahordozók esetében. A megye gazdasági múltját és településszerkezetét nagyban befolyásolta az itteni bányászat, még ha nem is olyan robbanásszerű iparosodás kísérte, mint mondjuk a Dunántúl más részein.
A vármegye egyik legfontosabb ásványkincse a feketekőszén és a lignit volt. A szénbányászat elsősorban a Szombathelyi-medencében és a Kőszegi-hegység térségében zajlott. Bár nem tartozott az ország legnagyobb szénlelőhelyei közé, a helyi jelentősége mégis kiemelkedő volt, főként a 20. század első felében. A bányászat sokáig biztos megélhetést jelentett a környék lakóinak, és komoly szerepet játszott a térség energetikai ellátásában is. A lignit – a feketeszénnél alacsonyabb fűtőértékű barnásfekete kőszén – főként Celldömölk és környéke térségében fordult elő, bár ipari mértékű kitermelése itt korlátozottabb volt. Ezek a kisebb bányák inkább helyi igényeket szolgáltak ki, és csak ritkán csatlakoztak nagyobb országos energetikai rendszerekhez.
A megye területén a nemfémes ásványkincsek kitermelése hosszabb ideig is jelentős volt. A Rába és a Répce mentén nagy mennyiségben található kavics és homok, amelyeket elsősorban az építőipar hasznosított. Ezek a kitermelőhelyek – különösen Sárvár, Körmend és Szombathely térségében – hosszú időn át folyamatosan működtek, és ma is aktívak lehetnek, főleg útépítési, vasútépítési és betonipari célokra. Az agyag – különösen a kerámia- és téglaipari minőségű agyag – is fontos nyersanyag volt, főként a Szentgotthárd–Őriszentpéter vonal térségében. Ezek a készletek adtak alapot a megye egyes tégla- és cserépgyártó üzemeinek, amelyek a helyi építőipar számára elengedhetetlenek voltak.

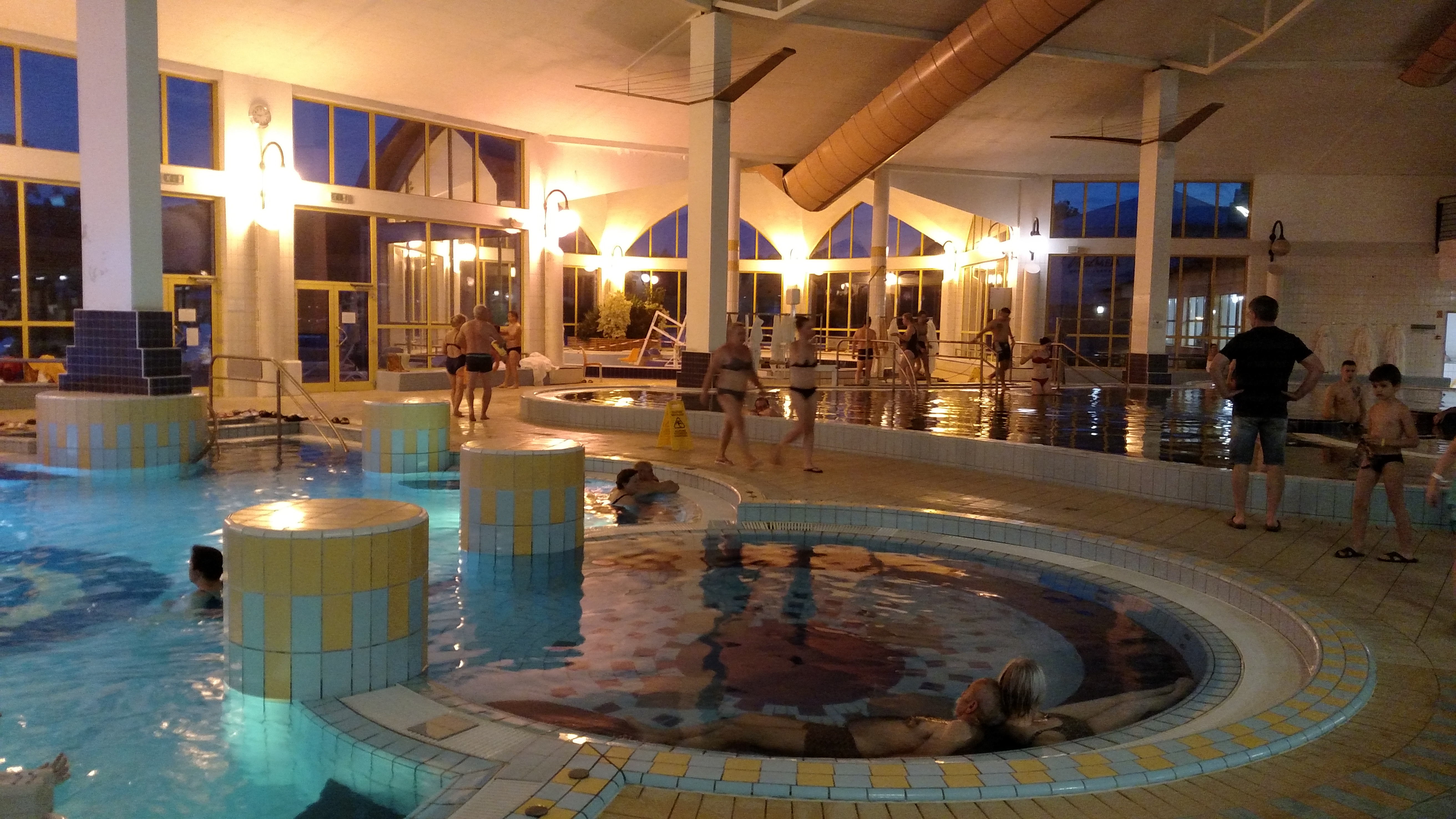
A sárvári termálfürdő

A tőzeg is kiemelhető, főként a Rábamente mocsaras, lápos területein. Bár ma már jelentősen visszaszorult a kitermelése, egykor fontos fűtőanyagként szolgált a helyi lakosságnak – különösen a 20. század első felében, amikor még nem volt mindenhol elérhető a földgáz vagy más modern energiahordozó. 
Bár nem klasszikus értelemben vett bányászat, mégis meg kell említeni Vas vármegye jelentős termál- és gyógyvíz-készleteit, amelyek a földtani adottságokból erednek. Az olyan helyek, mint Bük, Sárvár, Celldömölk vagy Szentgotthárd, nemcsak turisztikai szempontból kiemelkedők, hanem gazdaságilag is stabil lábat jelentenek a megye számára. A földből feltörő víz tehát itt is stratégiai kincs – csak épp nem lapáttal bányásszák, hanem csővel.

## Nyelvjárás
Vas vármegye területén a Nyugat-dunántúli nyelvjárás, korábbi nevén nyugati nyelvjárás, a domináns nyelvi forma. A nyelvjárás sajátosságai jól tükrözik a térség földrajzi és történelmi kapcsolatainak hatását, beleértve az osztrák és szlovén szomszédság kulturális befolyását is.

#### Kiejtés
Erős fokú az l-ezés, vagyis az a jelenség, amikor „ly” helyett „l”-et ejtenek (például milyen >> millän). A köznyelvi (írott) „l” szó végén, illetve hosszú magánhangzó utáni gyakran kiesik (például körülbelül >> körü(l)bälü, szállni >> szányi). A köznyelvi „ú”, „ű”, „í” helyett elég általánosan rövid „u”, „ü”, „i” hangzik, (pl.: tűz >> tüz, víz >> viz). Magánhangzók között gyakran kettős mássalhangzó áll: tanittani, esső. A mássalhangzó a szó végén is megkettőződhet, ha a szóvégi szótag köznyelvi hosszú magánhangzót tartalmaz: tanít >> tanitt. Általános még a palatalizáció (írni >> irnyi) és más hangváltozások (kalapja >> kalaptya, jön >> gyün, ahol a „gy” kissé „dzs”-be hajló, Burgenlandban a „gy” egészen „dzs”-vé válik (például gyerek >> dzsärëk); a „ty” „cs”-vé válik (pl. atya >> acsa)). Nagyon jellemző rá a zárt ë hang.

#### Szókincs
Igen helyett gyakran a németből eredő ja szót használják. Jellemző a „semmittelen” amely „értéktelen”, „sivár” értelemben használatos, a „faragó” a (ceruza-) „hegyező” helyett. „Cellux” helyett a „tixó”, „elszakít” helyett az „elszab”, a „rajta” helyett a „rajt” szavakat használják.
| Tájszólás   | Jelentés       |
| ----------- | -------------- |
| semmittelen | értéktelen     |
| faragó      | hegyező        |
| tixó        | cellux         |
| elszab      | elszakít       |
| rajt        | rajta          |
| ágyruha     | ágynemű        |
| baca        | ostoba         |
| betesz      | becsuk         |
| bóglis      | rosszkedvű     |
| bosztohó    | durva          |
| csiger      | nagyon savanyú |
| döher       | kövér          |
| gyoha       | pocak          |

## Gasztronómia
Vas gazdag és sokszínű gasztronómiai hagyományokkal rendelkezik, amelyek tükrözik a régió kulturális és történelmi sokszínűségét. A helyi konyha jellegzetes ételei és alapanyagai a megye különböző tájegységeinek sajátosságait hordozzák.

### Őrségi konyha
Az Őrség, Magyarország nyugati határvidékén elterülő tájegység, gazdag és egyedi gasztronómiai hagyományokkal rendelkezik. A régió konyhája a helyben elérhető alapanyagokra és a hagyományos elkészítési módokra épül, tükrözve az itt élő emberek életmódját és kulturális örökségét.
- Hajdina és kukorica: Az Őrségben a hajdina és a kukorica gyakran használt alapanyagok, amelyekből különféle ételek készülnek. A hajdinamálé például egy hagyományos étel, amely hajdinalisztből és aludttejből készül, tetejét tejföllel megöntözve sütik pirosra.[30]
- Gombák: Az erdők bőséges gombatermése is fontos szerepet játszik a helyi konyhában. A vargányaleves és a fenyőalja gomba egészben sütve kedvelt fogások, amelyek a természet adta alapanyagok felhasználásával készülnek.
- Tökmagolaj: Az Őrség híres a kiváló minőségű tökmagolajáról, amelyet salátákhoz, levesekhez és egyéb ételekhez használnak, gazdagítva azok ízvilágát.
- Dödölle: A krumplis dödölle egy másik jellegzetes étel, amely burgonyából és lisztből készül, gyakran tejföllel és pirított hagymával tálalják.
- Rétesek: Az Őrségben a rétesek is nagy népszerűségnek örvendenek, különösen a tökös-mákos rétes, amely a helyi ízeket és hagyományokat tükrözi.[31]

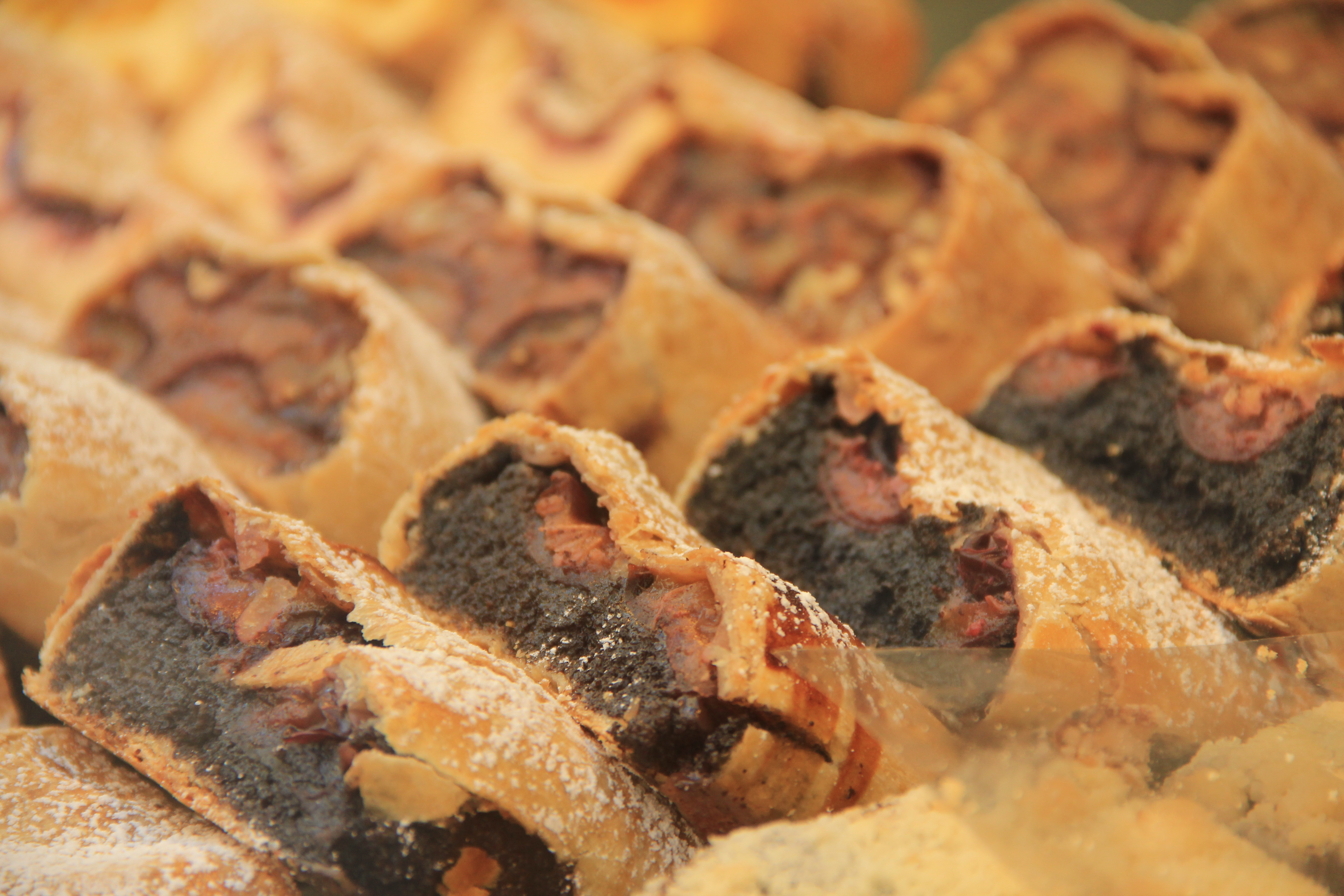
Rétes

A hagyományos őrségi konyhában gyakran használtak egyszerű, de praktikus eszközöket, mint például a "hőkő", egy forró kőlap, amelyen pereceket és más tésztákat sütöttek. Az ételek elkészítése során a lassú főzés és a természetes alapanyagok használata volt jellemző, megőrizve az ételek eredeti ízét és tápértékét.
Kulturális jelentőség
Az őrségi konyha nem csupán gasztronómiai élményt nyújt, hanem szorosan kapcsolódik a helyi kultúrához és hagyományokhoz. Az ételek elkészítése és fogyasztása közösségi eseményekhez, ünnepekhez kötődik, erősítve az összetartozás érzését és a generációk közötti kapcsolatot.
Az Őrség konyhája tehát egyedülálló módon ötvözi a természet adta alapanyagokat a hagyományos elkészítési módokkal, megőrizve és továbbadva a régió gazdag kulturális örökségét.
A térségben a tökmagolaj kiemelkedő jelentőségű, amelyet salátákhoz és egyéb ételekhez használnak. Az Őrségi tökmagolaj különösen híres, és a helyi gasztronómia egyik alapvető eleme. A hajdina és a kukorica szintén gyakori alapanyagok, amelyekből különféle pépes ételek készülnek.
Gasztronómiai fesztiválok
Vas vármegyében számos gasztronómiai fesztivált rendeznek, amelyek célja a helyi ételek és italok népszerűsítése. Az Őrségi Tökfesztivál például az egyik legjelentősebb esemény, ahol a tökből készült ételek kerülnek a középpontba. Emellett a Velemi Gesztenyenapok is népszerű rendezvény, amely a gesztenyéből készült finomságokat mutatja be.
Helyi éttermek és borászatok
A megye számos étterme kínál hagyományos vasi ételeket, gyakran modern köntösben. A helyi borászatok pedig kiváló minőségű borokkal várják a látogatókat, különösen a Kőszegi borvidéken, ahol a poncichter hagyományok ma is élnek.
Különleges ételek
A rábaközi vertperec egy másik jellegzetes finomság, amely a megye északi részén népszerű. Ez egy kemény, ropogós péksütemény, amelyet hagyományosan ünnepi alkalmakkor készítenek.

## Oktatás és köznevelés

### Általános iskolák
Vas vármegye Magyarország nyugati részén található, és oktatási rendszere szerves részét képezik az általános iskolák, amelyek alapfokú oktatást nyújtanak a 6–14 éves korosztály számára.
A megyében számos általános iskola működik, amelyek közül sok a Szombathelyi Tankerületi Központ fenntartásában áll. Ezek az intézmények a megye különböző településein találhatók, biztosítva az alapfokú oktatáshoz való hozzáférést a városi és vidéki gyermekek számára egyaránt.
A Szombathelyi Tankerületi Központ számos általános iskolát felügyel a megyében, többek között:
- Vasvári Általános Iskola, Vasvár
- Csaba József Általános Iskola, Csákánydoroszló
- Apponyi Albert Általános Iskola, Gencsapáti
- Kossuth Lajos Általános Iskola, Egyházasrádóc
- Széchenyi István Általános Iskola, Nádasd
- Őriszentpéteri Általános Iskola, Őriszentpéter
- Arany János Általános Iskola, Szentgotthárd

Ezek az iskolák a helyi közösségek oktatási igényeit szolgálják ki, és fontos szerepet játszanak a gyermekek alapfokú képzésében.
Szombathely város általános iskolái:
Szombathely, a vármegye székhelye, több általános iskolával rendelkezik, amelyek közül néhány kiemelkedő:
- Gothard Jenő Általános Iskola[33]
- Reguly Antal Általános Iskola

Nemzetiségi és kétnyelvű oktatás:
A megye egyes iskolái nemzetiségi és kétnyelvű oktatást is biztosítanak, különösen a horvát és szlovén nemzetiségi területeken. Például a Szentpéterfai Horvát-Magyar Kétnyelvű Nemzetiségi Általános Iskola és a Kossics József Kétnyelvű Általános Iskola Felsőszölnökön ilyen intézmények.
Az általános iskolákban a Nemzeti Alaptanterv alapján folyik az oktatás, amelyet a helyi igényekhez és sajátosságokhoz igazítanak. Az iskolák törekednek a digitális kompetenciák fejlesztésére, a tehetséggondozásra és a hátrányos helyzetű tanulók felzárkóztatására.
A demográfiai változások és a vidéki elvándorlás hatással vannak az iskolák létszámára és működésére. Ennek ellenére az intézmények igyekeznek magas színvonalú oktatást nyújtani, és alkalmazkodni a változó körülményekhez, például összevont osztályok indításával vagy alternatív oktatási módszerek bevezetésével.

### Középiskolák
A vármegye középiskolai hálózata kiemelkedő szerepet tölt be a régió oktatási rendszerében, sokszínű képzési kínálatával és magas színvonalú intézményeivel. A megye középiskolái között találhatók gimnáziumok, szakképző iskolák, technikumok és művészeti intézmények, amelyek mind a diákok sokoldalú fejlődését szolgálják.
A megye legnagyobb városában, Szombathelyen, számos neves középiskola működik. A Bolyai János Gyakorló Általános Iskola és Gimnázium az egyik legkiemelkedőbb intézmény, amely országos szinten is előkelő helyet foglal el a középiskolai rangsorban. Az iskola különösen erős a természettudományos és nyelvi oktatás terén, miközben nagy hangsúlyt fektet a tehetséggondozásra. Szombathelyen található a Kanizsai Dorottya Gimnázium is, amely széles körű képzési lehetőségeket kínál, a nyelvi előkészítőtől a speciális tehetséggondozó programokig. Hasonlóan elismert a Nagy Lajos Gimnázium, amely a humán és reál tárgyak oktatásában egyaránt kimagasló eredményeket ér el.
A szakképzés területén a Vas Megyei Szakképzési Centrum számos intézménye biztosítja a gyakorlatorientált oktatást. Például a Hefele Menyhért Szakképző Iskola az építőipari szakmák terén kínál széles körű képzéseket, míg a Puskás Tivadar Szakképző Iskola és Kollégium az informatikai és távközlési szakterületekre specializálódott, modern infrastruktúrával és gyakorlati lehetőségekkel. A Savaria Technikum és Kollégium technikusi képzéseket nyújt, amelyek a munkaerőpiaci igényekhez igazodnak, és kiváló alapot adnak a diákoknak szakmai karrierjük megalapozásához.
A művészeti oktatás is jelentős helyet foglal el a megye középiskolai palettáján. A Szombathelyi Művészeti Szakgimnázium és Technikum különböző művészeti ágakban biztosít képzéseket, ahol a diákok kreativitásukat és tehetségüket kibontakoztatva készülhetnek fel a művészeti pályákra.
A kisebb városok középiskolái is magas színvonalú oktatást nyújtanak. Kőszegen a Jurisich Miklós Gimnázium kínál színvonalas képzési programokat, amelyek a nyelvi és reál tárgyak mellett a hagyományos értékek ápolására is nagy hangsúlyt fektetnek. Ez az iskola a helyi közösség oktatási életének meghatározó szereplője.

### Felsőoktatás
Felsőoktatási palettájának meghatározó intézménye a szombathelyi székhelyű Savaria Egyetemi Központ (SEK), amely 2017 februárjában integrálódott az Eötvös Loránd Tudományegyetem (ELTE) szervezetébe.
Az integráció révén a SEK az ELTE szerves részévé vált, lehetőséget biztosítva a hallgatóknak, hogy Szombathelyen szerezzenek értékes ELTE-s diplomát. Az intézmény három fő szakterületen kínál képzéseket: műszaki, sporttudományi és egészségfejlesztési, valamint pedagógusképzés terén.
A műszaki területen a gépészmérnöki képzés kiemelkedő, amely 2015-ben indult duális formában, reagálva a régió munkaerőpiaci igényeire. A hallgatók több partnercégnél tölthetik szakmai gyakorlatukat, biztosítva a gyakorlatorientált oktatást és a munkaerőpiacra való közvetlen felkészülést.
A sporttudomány és egészségfejlesztés területén végzett hallgatók széles körben helyezkedhetnek el, például testnevelő tanárként, sportszervezőként, edzőként vagy egészségfejlesztő szakértőként különböző intézményekben és szervezeteknél. Az intézmény célja az egészségiparba való bekapcsolódás, hozzájárulva a régió egészségügyi és sportéletének fejlődéséhez.
A pedagógusképzés több mint ötvenéves hagyományokra épül Szombathelyen, országosan is elismert színvonalon. A hallgatók széles körű műveltséget és modern módszertani eszközöket sajátíthatnak el, amelyekkel hatékonyan taníthatják a digitális kor gyermekeit.

Az ELTE Savaria Egyetemi Központ integrációja és képzési kínálata jelentős mértékben hozzájárul Vas vármegye felsőoktatási színvonalának emeléséhez, biztosítva a hallgatók számára a minőségi oktatást és a munkaerőpiac igényeihez igazodó képzéseket.

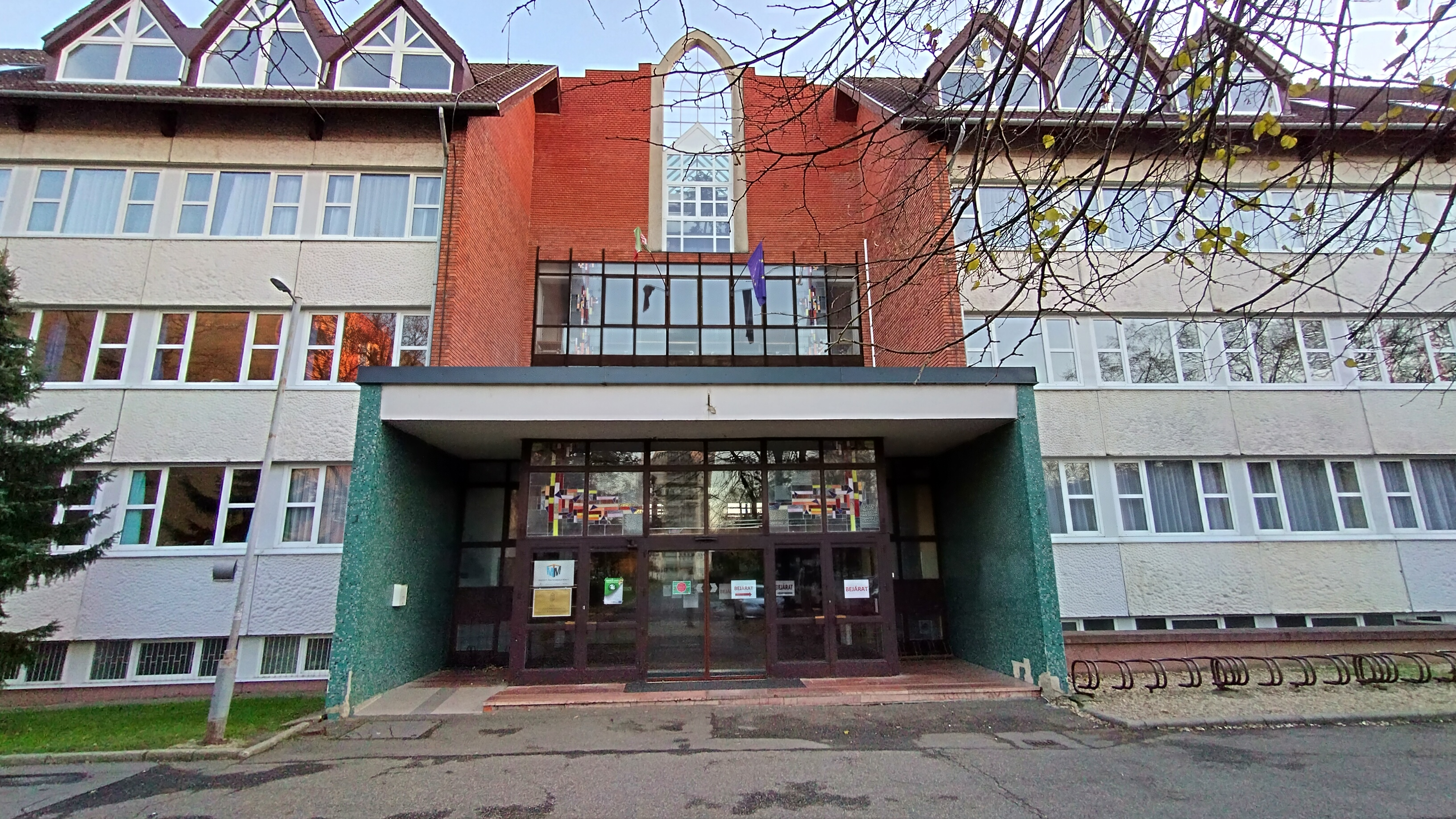
Bolyai János Gimnázium
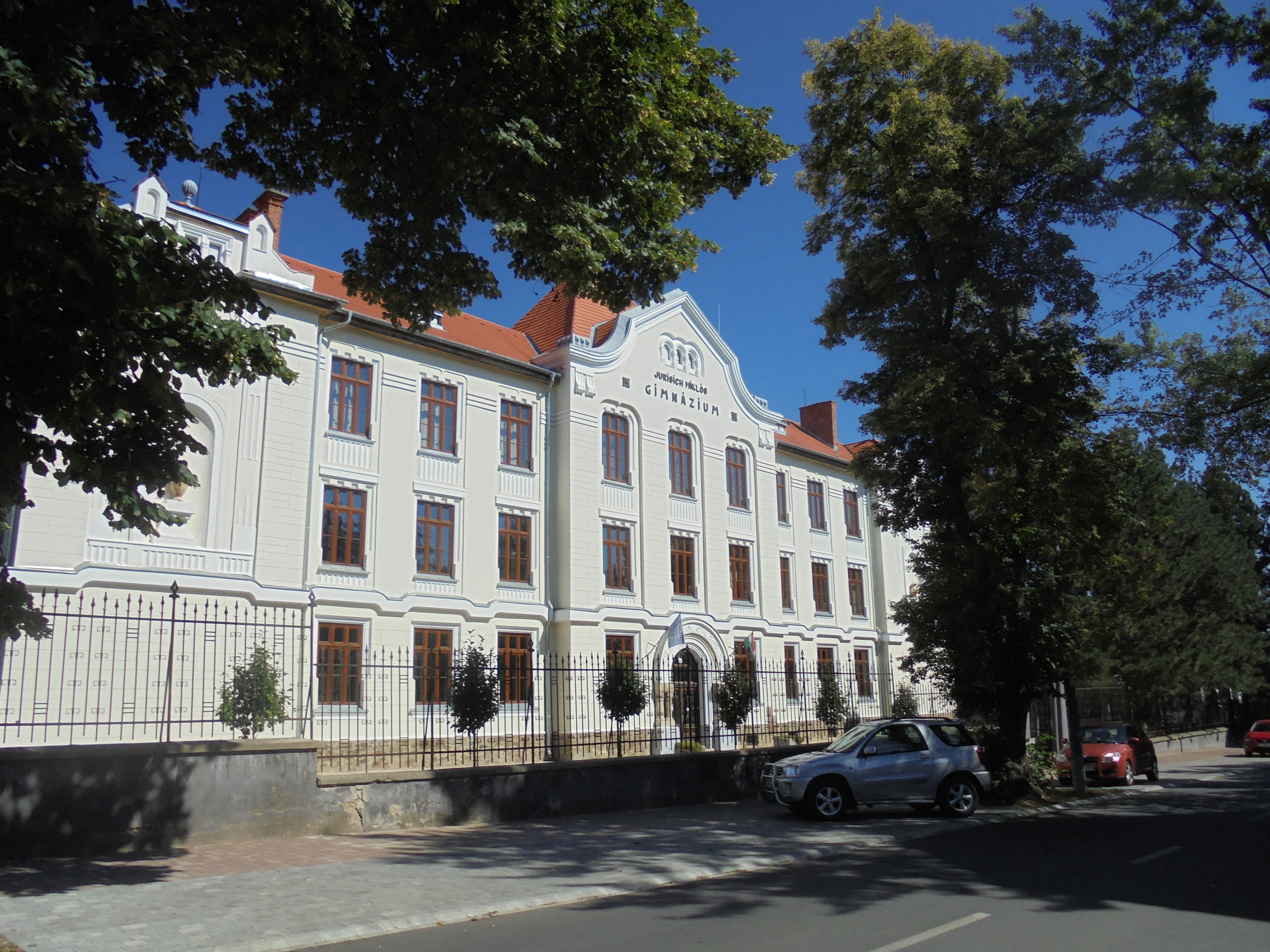
Jurisics Miklós Gimnázium
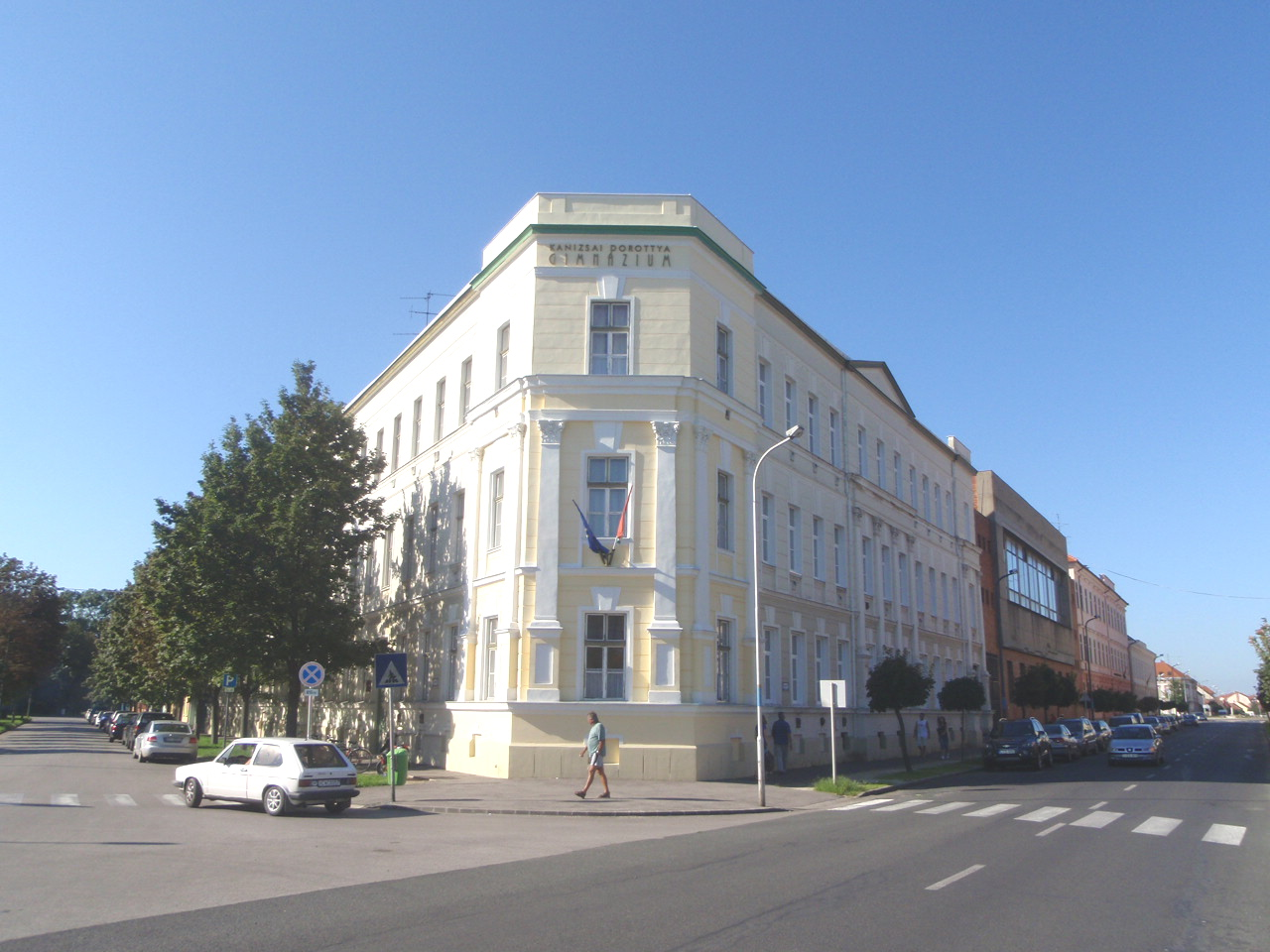
Kanizsai Dorottya Gimnázium
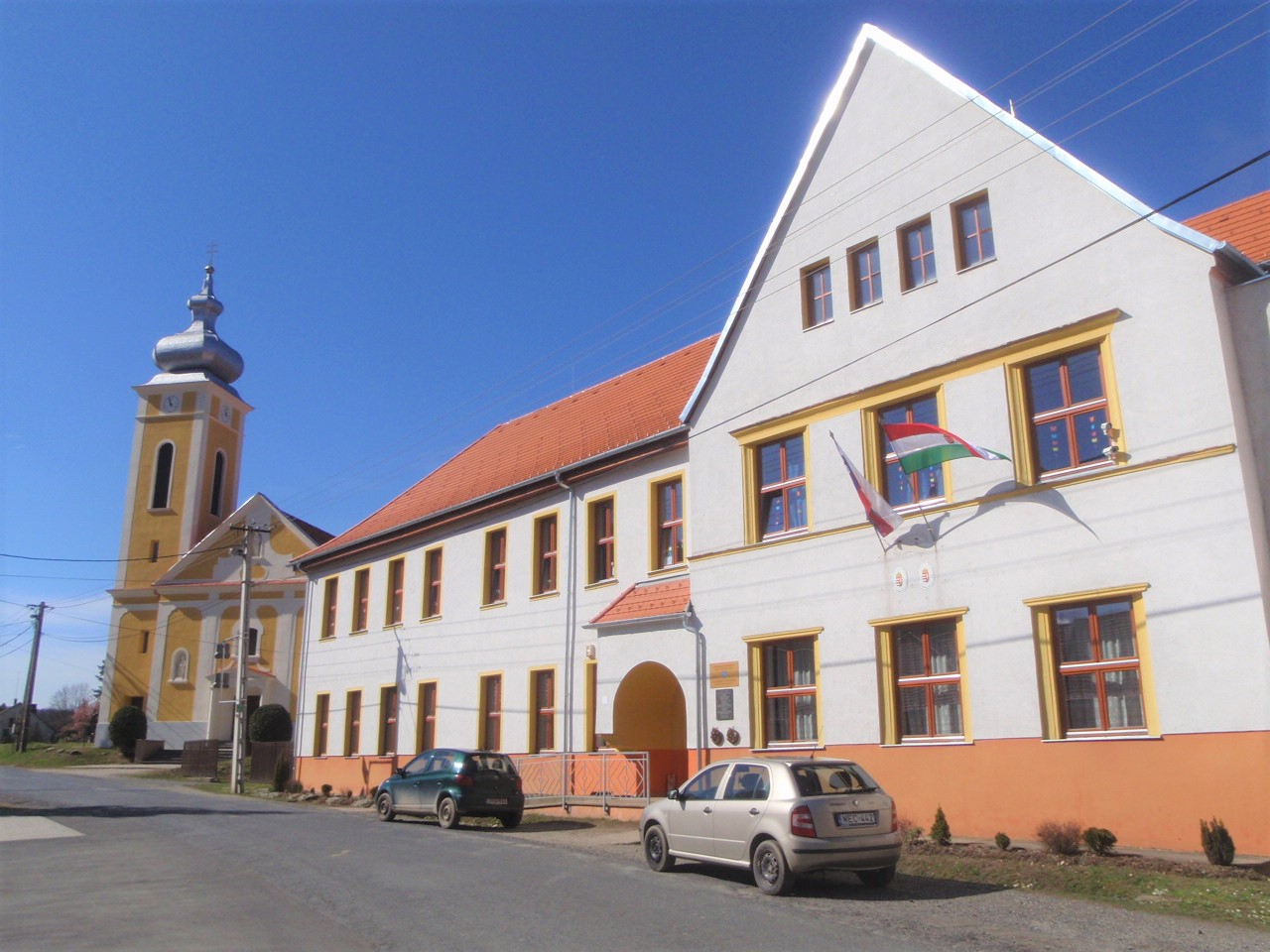
Kossics József Kétnyelvű Általános Iskola

## Sport
Vas vármegye sportélete gazdag és sokszínű, számos sportágban kiemelkedő teljesítményekkel és hagyományokkal büszkélkedhet.
Labdarúgás
A megye labdarúgásának központi szereplője a Szombathelyi Haladás, amelynek története egészen 1919-ig nyúlik vissza. Az egyesület jelentős múlttal rendelkezik, és a magyar labdarúgás meghatározó csapataként tartják számon.
Az utánpótlás-nevelésben is kiemelkedő szerepet játszik a megye, több önálló utánpótlás nevelő egyesület működik, mint például a Grundball Profi Foci Club Közhasznú Sportegyesület, az Illés Sport Alapítvány, a Kék Sünik Utánpótlás Labdarúgó Club, a Lurkó Utánpótlás Football Club és a Vasi Foci Akadémia Sportegyesület.
Kosárlabda

Szombathelyi Haladás FC

Körmend városa a kosárlabda fellegvára a megyében. A Egis Körmend hivatalosan 1962 óta működik, és azóta is meghatározó szereplője a magyar kosárlabda életnek. Az egyesület számos sikert ért el, és jelentős utánpótlás-nevelő munkát végez, hozzájárulva a sportág népszerűsítéséhez és fejlődéséhez a régióban.
Atlétika
Szombathelyen működik a Szombathelyi Dobó SE, amely Németh Pál dobóiskolájaként vált ismertté. Az egyesület az atlétika, különösen a dobószámok terén ért el kiemelkedő eredményeket, és számos tehetséges sportolót nevelt ki, akik nemzetközi szinten is megállják a helyüket.
Sportlétesítmények és események
Szombathely a megye sportközpontja, számos sportlétesítménnyel és egyesülettel. A városban található a Haladás Sportkomplexum, amely több sportág számára biztosít modern edzés- és versenyzési lehetőséget. Emellett a város és a megye rendszeresen ad otthont különböző sporteseményeknek és versenyeknek, amelyek hozzájárulnak a sport népszerűsítéséhez és a közösségi élet fellendítéséhez.

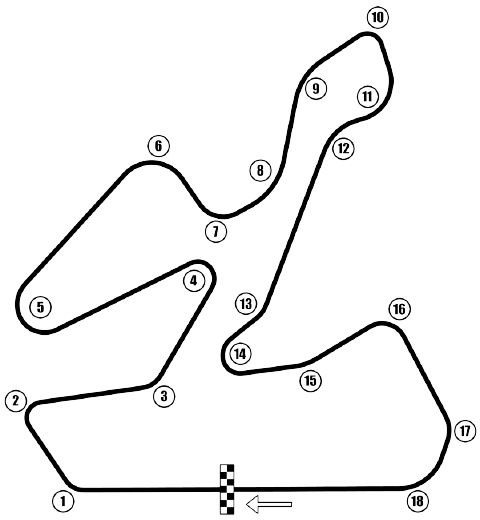
Pannónia-Ring nyomvonala

A Pannónia-Ring Ostffyasszonyfa mellett található, nemzetközi színvonalú motor- és autóverseny-pálya. Teljes hossza 4740 méter, 18 kanyarral és 700 méteres start-cél egyenessel. A pálya mindkét irányban homologizált, és nagyvonalú bukózónái révén kiemelkedően biztonságos. Modern infrastruktúrával rendelkezik: időmérő rendszer, szervizek, boxok, étterem, helikopterleszálló is megtalálható. A létesítmény 2000-ben Formula–3000-es teszt helyszíne is volt.

## Infrastruktúra és közlekedés

### Autópályák
Vas vármegye közlekedési hálózata jól fejlett, és fontos szerepet játszik a Nyugat-Dunántúl közlekedési rendszerében. A megye közúti és vasúti összeköttetései egyaránt jelentősek, elősegítve a térség gazdasági, turisztikai és logisztikai fejlődését.
A megye legfontosabb közlekedési gerincét az M86-os gyorsforgalmi út alkotja, amely Szombathelyet köti össze az ország keleti részével. Ez az útvonal nemcsak gyors és kényelmes közlekedést biztosít, hanem fontos kapcsolatot teremt Győr és az osztrák határ között is, tovább növelve Vas megye elérhetőségét.
| Út | Európai út | Érintett települések, nagyobb kereszteződések | Hossz  | Hossz     | Hossz | Hossz     | Térkép |
| Út | Európai út | Érintett települések, nagyobb kereszteződések | Teljes | Elkészült | Épül  | Tervezett | Térkép |
| -- | ---------- | --------------------------------------------- | ------ | --------- | ----- | --------- | ------ |
|    |            | Körmend                                       | 83 km  | 9 km      | 0 km  | 74 km     |        |
|    |            | Körmend (M76 / M86) – Rábafüzes / Ausztria    | 28 km  | 27 km     | 1 km  | —         |        |
|    |            | Körmend (M76 / M80) – Szombathely             | 122 km | 64 km     | 0 km  | 58 km     |        |
|    |            | Szombathely (M86) – Kőszeg / Ausztria         | 22 km  | 1 km      | 0 km  | 21 km     |        |

### Főútak
Ezen kívül számos főútvonal szeli át a megyét, amelyek közül kiemelkedik a 87-es főút, amely Kőszegen keresztül haladva közvetlen kapcsolatot biztosít Ausztria irányába. A 8-as főút szintén kiemelkedő jelentőségű, hiszen ez a kelet-nyugati irányú főút az ország nyugati kapujaként köti össze a megyét Veszprémmel és tovább Budapesttel.
A 86‑os számú másodrendű főút Rédicstől Szombathelyen át Mosonmagyaróvárig tart, és része az E65 nemzetközi folyosónak. A megyében több fejlesztés zajlott: a szombathelyi déli elkerülőt 1993‑1995 között építették, később négysávossá alakították a 87-es közös szakaszt, valamint Körmend–Egyházasrádóc között új elkerülőt és hídépítést adtak át 2013‑ban.
A 84‑es főút Sárvárt, Tompaládonyt és Rábapaty térségét köti össze, része a nyugat‑magyarországi tranzit úthálózatnak.
| Út | Érintett települések | Hossz   | Térkép |
| -- | --- | ------- | ------ |
|    | Karakó – Jánosháza – Duka – Vashosszúfalu – Bögöte – Hosszúpereszteg – Szemenye – Kám – Alsóújlak – Vasvár – Rábahídvég – Egyházashollós – Molnaszecsőd – Magyarszecsőd – Körmend – Kemestaródfa – Csákánydoroszló – Gasztony – Rátót – Vasszentmihály – Rönök – Szentgotthárd | 190 km  |        |
|    | Győrvár – Vasvár | 75 km   | –      |
|    | Nádasd – Katafa – Hegyhátsál | 82 km   | –      |
|    | Jánosháza – Sárvár – Rábapaty – Zsédeny – Hegyfalu – Tompaládony – Sajtoskál – Simaság | 132 km  | –      |
|    | Nádasd – Körmend – Egyházasrádóc – Balogunyom – Szombathely – Szeleste – Hegyfalu – Répcelak | 192 km  |        |
|    | Kám – Rum – Csempeszkopács – Vasszécseny – Tanakajd – Táplánszentkereszt – Szombathely – Gencsapáti – Gyöngyösfalu – Lukácsháza – Kőszeg | 47 km   | –      |
|    | Sárvár – (Ölbő) – (Csénye) – Vát | 11,6 km | –      |
|    | Szombathely – Sé – Torony – Bucsu | 12,4 km | –      |
|    | Sitke – Nagysimonyi – Tokorcs – Celldömölk | 40,7 km | –      |

### Vasúti közlekedés
A vármegye vasúti közlekedése országos és nemzetközi szinten is jelentős. A legfőbb vasúti csomópont Szombathely, ahonnan több irányba indulnak regionális és nemzetközi járatok. A megyében a MÁV mellett kiemelt szerepet tölt be a GYSEV Zrt., különösen a Sopron–Szombathely, Szombathely–Szentgotthárd és Szombathely–Csorna vonalakon. A GYSEV korszerű járműflottával és megbízható szolgáltatással járul hozzá a térség közlekedéséhez.
Fontosabb vasútvonalak:

GYSEV vasúthálózatának térképe

- Sopron–Szombathely–Szentgotthárd (GYSEV)
- Szombathely–Kőszeg, Szombathely–Celldömölk, Szombathely–Zalaszentiván (MÁV)
- Szombathely–Csorna–Győr (GYSEV/MÁV)

A régióból közvetlen vasúti kapcsolatok érhetők el többek között Sopron, Győr, Graz és Budapest felé is. Az elővárosi közlekedés Szombathely térségében kiemelkedő szerepet tölt be.
Szombathely városában található a vasútállomás, amely a megye legnagyobb városának közlekedési központja. Innen számos belföldi és nemzetközi járat indul, biztosítva a könnyű elérhetőséget az ország többi részére.

### Légi közlekedés
A légi közlekedés nem rendelkezik kiemelt szereppel sem a nemzetközi, sem a belföldi forgalomban. A megyében nem működik olyan repülőtér, amely kereskedelmi légijáratokat fogadna vagy indítana. A régió légi közlekedése elsősorban kisgépes, sport- és hobbi repülésre korlátozódik, illetve a megyén kívüli repülőterek nyújtanak lehetőséget a nemzetközi vagy belföldi utazásra.
A vármegye egyetlen aktív repülőtere a Szombathelyi repülőtér, amely Szombathely külterületén, Söpte közelében helyezkedik el. Ez a létesítmény kizárólag kisrepülőgépes forgalmat bonyolít le, jellemzően sport-, hobbi- és kiképzési célokra. Kereskedelmi vagy rendszeres menetrend szerinti forgalom nincs. A repülőtér hosszú múltra tekint vissza, és helyi repülőklubok, illetve pilótaképzések színtere.
A nemzetközi vagy nagyobb volumenű belföldi légiforgalom tekintetében Vas megye lakossága elsősorban a közeli megyékben található repülőtereket veszi igénybe:
- A Győr–Pér repülőtér (kb. 75 km-re) kiszolgálja a nyugat-magyarországi régiót, és alkalmas nemzetközi charter, üzleti és cargo forgalomra is.
- A Hévíz–Balaton (Sármellék) repülőtér (kb. 68 km-re) főként turisztikai célokat szolgál, szezonálisan működő charter járatokkal főként Németország és más európai országok irányába.
- A Pápa repülőtér, amely egykori katonai bázis volt, időről időre felmerül mint logisztikai vagy intermodális fejlesztési lehetőség, de jelenleg nem működik kereskedelmi céllal.

Fontos megemlíteni, hogy Vas megye földrajzi elhelyezkedése kedvező abból a szempontból, hogy viszonylag közel található két ausztriai nemzetközi repülőtérhez is. A bécsi Schwechat repülőtér körülbelül 100 km-re van Szombathelytől, míg Graz repülőtere kb. 120 km-re fekszik.

### Vízi közlekedés
Vízi közlekedése napjainkban elsősorban rekreációs, turisztikai és kisebb áruszállítási célokat szolgál. Bár a vármegye nem tartozik Magyarország kiemelkedő vízi közlekedési csomópontjai közé, néhány jelentős vízfolyás – mint a Rába vagy a Duna – közvetett vagy lokális szerepet játszik a régió közlekedési és gazdasági életében.
A Rába, amely az Alpokból eredve szeli át a vármegyét, történelmi jelentőséggel bír a térség vízgazdálkodásában. A folyó jelenlegi használata főként sport- és szabadidős célokat szolgál: kajakozás, kenuzás és csónakázás népszerű a nyári hónapokban. A folyó hajózásra nem igazán alkalmas, mivel sekély és több helyen zúgók, illetve kisebb duzzasztóművek tagolják. Ennek ellenére a víziturizmus fellendülése fontos szerepet játszik a helyi turizmusban és gazdaságban. A vízszintszabályozást és árvízvédelmet a Nyugat-dunántúli Vízügyi Igazgatóság látja el.
A Duna, bár Vas vármegyét közvetlenül nem érinti, a megye keleti részein – különösen a közeli Győr-Moson-Sopron megyében – stratégiai szerepet tölt be a nemzetközi vízi áruszállításban. Magyarország egyik legfontosabb vízi közlekedési útvonala, a Duna, az országot nyugat-keleti irányban szeli át. A Vas megyéhez közeli szakaszok – például Gönyű térsége – lehetőséget kínálnak intermodális logisztikai kapcsolatokra.

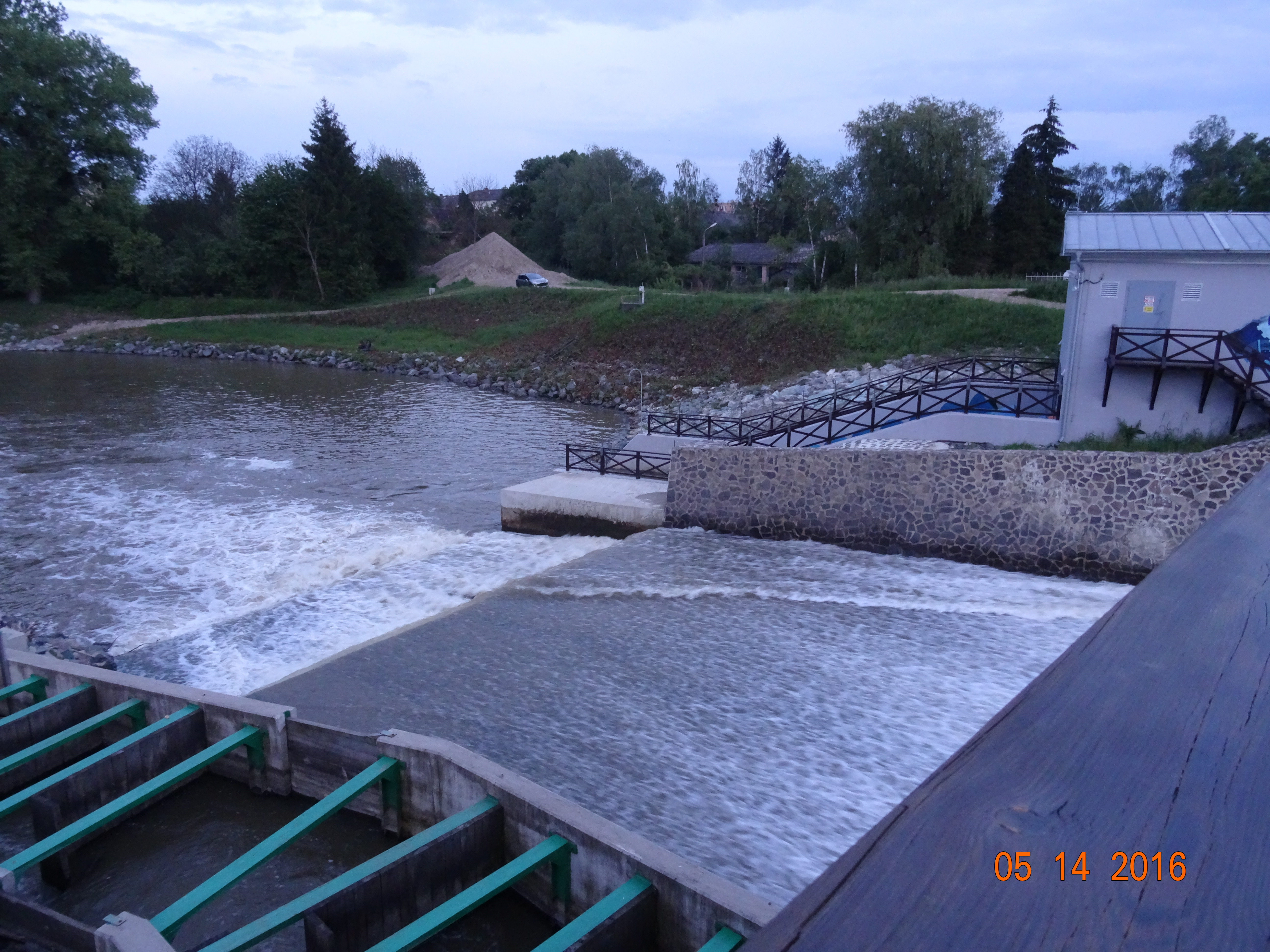
Vízerőmű a Rábán

A vízi közlekedés infrastrukturális elemei a megyében főként kisebb csónakkikötőkben és horgászati célú létesítményekben jelennek meg. Nagyobb hajóállomások vagy kikötők nem jellemzőek a megyére, de a Rábán például Szentgotthárd és Körmend térségében több helyi csónakkikötő és víziturisztikai bázis működik.

### Határátkelők

#### Magyar-osztrák határátkelők
- Rábafüzes – Rábakeresztúr
- Bucsu – Csajta
- Kőszeg – Rőtfalva

#### Magyar-szlovén határátkelők
- Bajánsenye – Őrihodos

## Híres szülöttei
- Tours-i Szent Márton (Savaria, 316 vagy 317 – Tours, 397. november 8.) Pannonia provinciában született püspök, Tours harmadik püspöke. Franciaország egyik legismertebb keresztény szentje
- gróf Esterházy Imre Gábor (Szombathely, 1689. május 4. – Nyitra, 1763. november 29.) megyés püspök
- gróf Festetics György (Ság, 1755. december 31. – Keszthely, 1819. április 2.), a keszthelyi Georgikon alapítója, szabadkőműves, a Graeven huszárezred alezredese, nagybirtokos
- Csekonics József (Kőszeg, 1757. február 22. – Pest, 1824. április 26.) tábornok, császári és királyi generális, főstrázsamester, a magyar lótenyésztés történetének nagy alakja
- gróf Festetics Imre (Simaság, 1764. december 2. – Kőszeg, 1847. április 1.) császári és királyi kamarás, nagybirtokos, genetikus
- Berzsenyi Dániel (Egyházashetye, 1776. május 7. – Nikla, 1836. február 24.) magyar költő
- Szaniszló Ferenc (Szombathely, 1792. augusztus 2. – Bécs, 1869. december 13.) római katolikus püspök, egyházi író, egyetemi tanár
- Szenczy Ferenc (Szombathely, 1800. szeptember 17. – Szombathely, 1869. február 19.) magyar egyházi író, szombathelyi püspök
- Magyar László (Szombathely, 1818. november 13. – Ponto do Cuio, 1864. november 9.) földrajzi felfedező, híres magyar Afrika-kutató
- Vida József (Körmend, 1833. március 2. – Kassa, 1876. június 20.) jogi doktor, jogakadémiai tanár, költő
- Széll Kálmán (Gasztony, Osztrák Császárság, 1843. június 8. – Rátót, Ausztria–Magyarország, 1915. augusztus 16.) a dukai és szentgyörgyvölgyi köznemesi Széll családból való magyar politikus
- Márkus Emília (Szombathely, 1860. szeptember 10. – Budapest, 1949. december 24.) magyar színésznő, a Nemzeti Színház örökös és tiszteletbeli tagja
- Bárdossy László (Szombathely, 1890. december 10. – Budapest, 1946. január 10.) magyar diplomata, politikus, magyar miniszterelnök
- Pető András (Szombathely, 1893. szeptember 11. – Budapest, 1967. szeptember 11.) magyar orvos, nemzetközi hírű mozgásterapeuta
- Weöres Sándor (Szombathely, 1913. június 22. – Budapest, 1989. január 22.) Kossuth- és Baumgarten-díjas magyar költő, író, műfordító
- Arató András (Kőszeg, 1945. július 11. –) nyugdíjas magyar villamosmérnök. Világszerte a „Hide the pain Harold” nevezetű internetes mémnek köszönhetően vált ismertté
- Horváth Károly, művésznevén Charlie (Ondód, 1947. október 28. –) Liszt Ferenc-díjas magyar énekes, könnyűzenész, a rock, a jazz, a blues, a soul és a funk jellegzetes hangú előadóművésze, trombitás
- Rosta Sándor (Celldömölk, 1956. július 3. –) magyar színész. Az egyik legtöbbet szinkronizáló színész, több mint 2000 filmben szinkronizált
- Szily Nóra (Szombathely, 1965. április 20. –) magyar újságíró, pszichológus, coach
- Portik Tamás (Celldömölk, 1967. december 14. –) milliárdos magyar bűnöző, az 1990-es évek olajmaffia-botrányainak egyik kulcsszereplője
- Rogán Antal (Körmend, 1972. január 29. –) magyar politikus, közgazdász, 1998 óta országgyűlési képviselő. 1998–2012 között a Fidesz Országgyűlési Képviselőcsoportjának frakcióvezető-helyettese, majd 2012–2015 között frakcióvezetője
- Fekete Ernő (Szombathely, 1972. március 19. –) Jászai Mari-díjas magyar színész, érdemes művész, a Budapesti Katona József Színház tagja
- Hujber Ferenc (Szombathely, 1974. szeptember 9.) magyar színész
- Király Gábor (Szombathely, 1976. április 1. –) a Haladás VSE saját nevelésű játékosa, korábban a magyar válogatott labdarúgókapusa volt
- Kiss Norbert (Szombathely, 1985. május 2. –) magyar autóversenyző, hatszoros kamion-Európa-bajnok

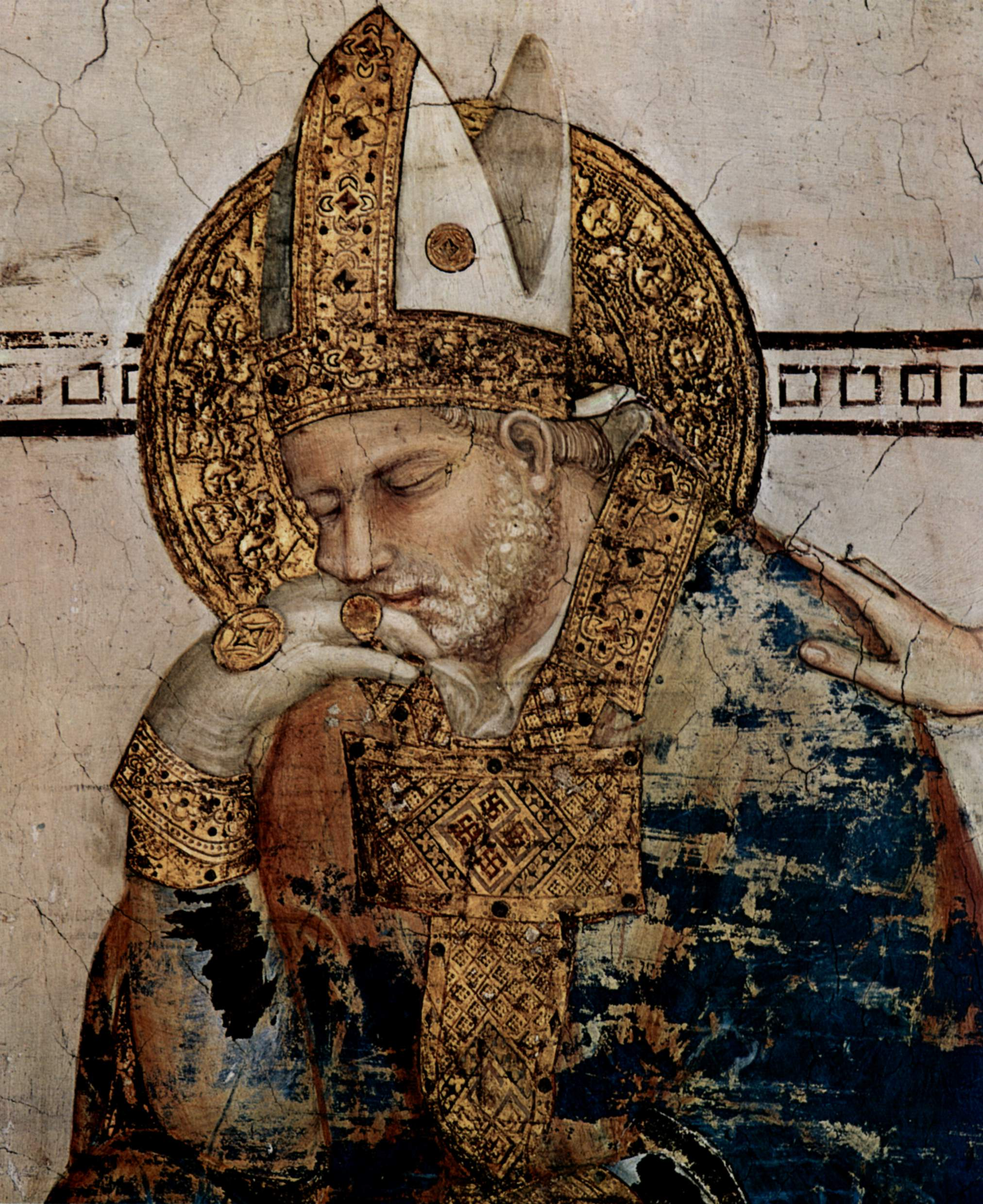
Tour-i Szent Márton
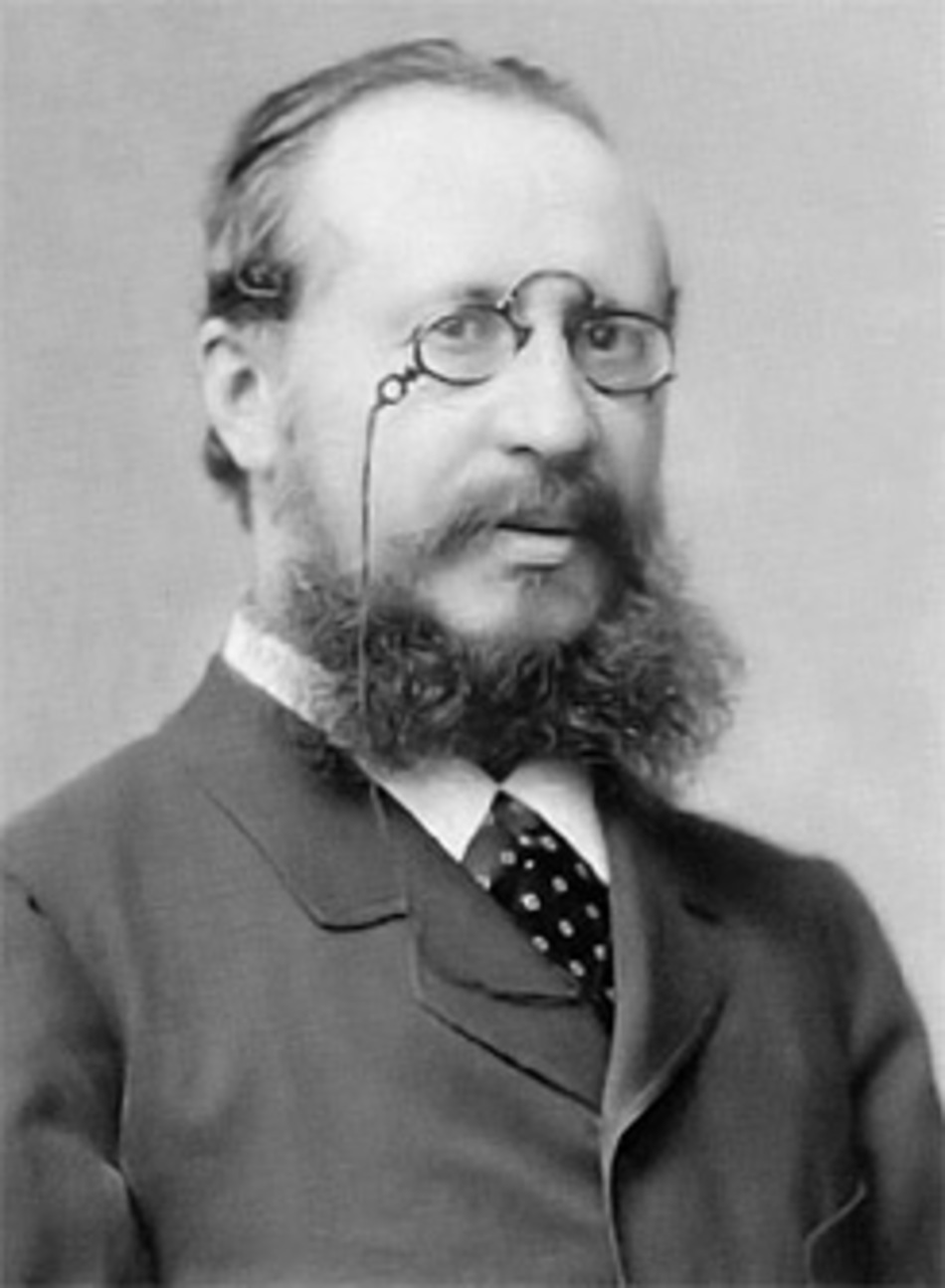
Széll Kálmán
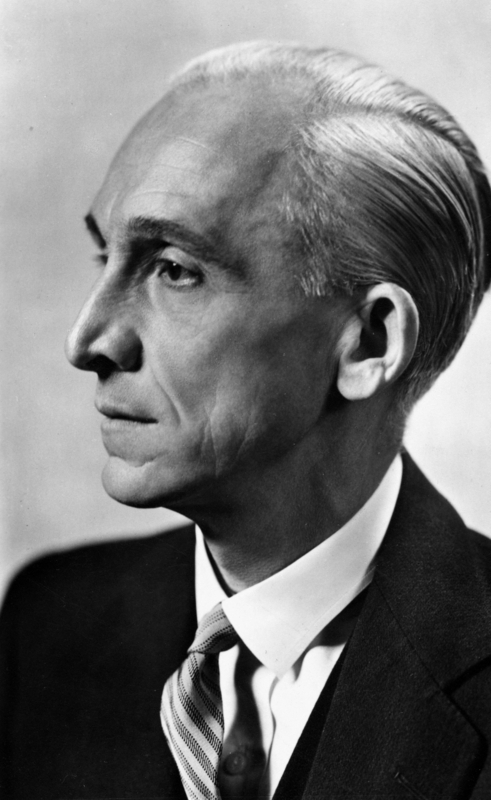
Bárdossy László
Weöres Sándor
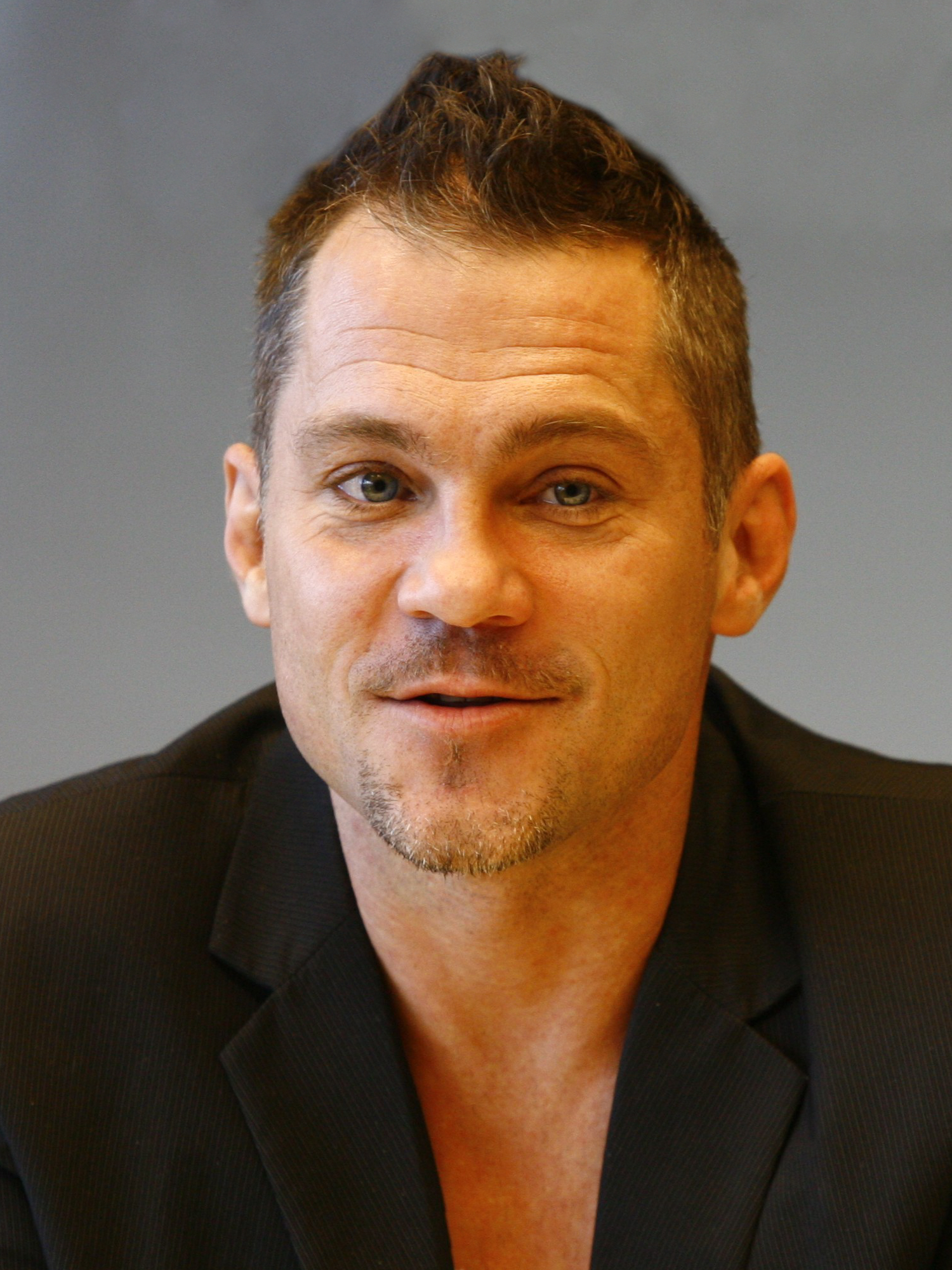
Hujber Ferenc

## Kultúra

### Weöres Sándor Színház – Szombathely
A városi közgyűlés 2007. szeptember 27-én; 28 igen, 0 nem, 0 tartózkodás mellett egyhangúlag megszavazta Szombathely város első, állandó társulattal rendelkező kőszínházát. 2008 őszén nyitotta meg kapuit a Jordán Tamás által vezetett Weöres Sándor Színház. A színház épületét ünnepélyesen 2011. január 22-én, A magyar kultúra napján, Az ember tragédiája bemutatójával avatták fel. A színház épülete az Akacs Mihály utca 7. szám alatt található, közel a buszpályaudvarhoz. A megújult külső mellett új, légkondicionált színházterem – páhollyal, megemelt nézőtérrel, jó rálátással és kényelmes székekkel – és az első emeleten a legkorszerűbb adottságokkal rendelkező kamaraterem /Márkus Emília terem/ várja a nézőket. A színházban található egy TV-stúdió és egy hangstúdió is. A földszinten egy 80 fős étterem üzemel, amelyből átriumos terasz nyílik a szabadba, amely a szabadtéri előadások és a kertmozi helyszíne. Az étterem szintén teret ad színházi előadásoknak, beszélgetéseknek, koncerteknek ahogy az alsó szinten található próbaterem is /Stúdiószínház/, így összesen öt játszásra alkalmas helyiség áll rendelkezésre.
A színház állandó társulata a 2011/2012 évadban már 37 főre bővült, a bérletet vásárolt emberek száma is egyre növekszik. A város megszerette a színházat és az itt élő színészeket. A művészek részt vesznek a város mindennapi életében. A WS színházban nem csak színdarabokat nézhetünk, hanem rendszeresen vannak koncertek, kiállítások, könyvbemutatók és egyéb más programok.

### Turizmus
Lásd még: a Vas vármegye turisztikai látnivalóinak listája cikket
- Szombathely

A római Savaria, melynek fennmaradtak e korból származó emlékei (Romkert fórum, mozaikok, Mercurius–szentély). Az ásatások leletei a Savaria Múzeumban tekinthetők meg. Az Iseum Romkertben az Isis-szentély látható. További érdekességek a Püspöki Székesegyház (1791), a copf Püspöki Palota, az Egyházmegyei Múzeum, a Szent Erzsébet plébániatemplom, a ferences kolostor, a dominikánus templom, a Művészeti Galéria.
- Kőszeg

Hangulatos történelmi városközpontjának kedvelt kirándulási célpontja a Jurisics vár, mely a törökök feletti győzelem emlékeit őrzi.
- Ják

Római katolikus apátsági temploma 1220–1256 között épült, többször bővítették, mellette a Szent Jakab-kápolna 1260 körüli időszakból származik. 1781-ig a templomot cinterem (temető) vette körül. 1896–1904 között Schulek Frigyes tervei szerint restaurálták. Kapuja 1663-ban épült, kőfala későbbi. A román kori magyar templomépítészet legjelentősebb megmaradt alkotása.
- Őrség

Zömében Nyugat-Magyarországon, kisebb részben a szlovéniai Muravidéken található történeti és néprajzi tájegység. Története azzal kezdődik, hogy a honfoglaló magyarok a nyugati kapu védelmére őrállókat telepítettek. Innen ered a táj neve is. A nyugati határvidéken különös fontosságú volt a határőrizet az Árpádok korában. Szalafőt hét szer alkotja, a legarchaikusabb őrségi települést. A népi építészetnek a Pityerszeri Falumúzeum állít emléket, ahol láthatók még a környékre jellemző lakóépületek, az ún. kerített ház, a kontyos ház és a kástu. Az Olajmúzeumban a tökmagültetés eszközeit állították ki. További látnivalója a Jakosa porta szintén a régen itt lakó parasztok életébe enged betekintést. Őriszentpéter az Őrség központja, egyedülálló, kilenc szerből álló település. Védett őrségi lakóházak, boronapajta látogathatók itt. Pankaszon áll az Őrség egyik legszebb szoknyás haranglába, mely 1775-ben fából készült. Velemér Árpád kori műemléktemploma késő román és kora gót építészeti stílusjegyeket mutat, a 13. század végén a Szentháromság tiszteletére szentelték. Az Európai Bizottság „Kiváló Európai desztinációk” pályázatán 2006-ban az Őrség lett a „legjobban fejlődő vidéki desztináció”.
- Gyógyfürdők a vármegyében

- Büki Gyógyfürdő – Bükfürdő: 1957 őszén határában kőolajat kerestek, de a várakozással szemben a fúrások meleg vizet hoztak a felszínre. A község felismerve a felfedezés jelentőségét a melegvíz-kútra 1962-ben fürdőt épített. Vizét 1965-ben hivatalosan is gyógyvízzé nyilvánították. A fedett fürdő 1972-ben nyílt meg, ezzel alkalmas lett az egész évi gyógyüdülésre is. 1973-ban gyógyfürdővé, 1979-ben országos jelentőségű gyógyhellyé nyilvánították. A lakosság fogyása előbb megállt, majd dinamikus növekedésnek indult. 1992-ben megnyílt a rekreációs park is. Ma a fürdő az ország második legnagyobb gyógyfürdője. Területe 14 hektár, 26 medencével (ebből 11 fedett), 5 ezer négyzetméter vízfelülettel rendelkezik.
- Gyógy- és Wellnessfürdő Sárvár – Sárvár: A termálfürdőben 2002 decemberében gyógy- és wellnessfürdőt is nyitottak. A fürdő 2004-ben Wellness Center kategóriában, 2005-ben Wellness Medicina kategóriában nyerte el a Magyar Wellness Társaság nívódíját. 2004-ben Sárvárt felvették az Európai Királyi Fürdők Szövetségébe. 2007-ben a fürdő kiérdemelte az EUROPESPA-med minőségi díjat.  Archiválva 2009. március 3-i dátummal a Wayback Machine-ben
- Vulkán Gyógy- és Élményfürdő – Celldömölk: 1245 m mélységből érkezik a celli Vulkán gyógyvíz , mely nátrium hidrogén-karbonátos, kloridos lágy víz jelentős fluorid tartalommal. A kutat 2003-ban fúrták, vize főképpen a mozgásszervi panaszok enyhítésére szolgál.
- Vas Megyei Rehabilitációs Kórház és Gyógyfürdő – Szentgotthárd [halott link]

Termálfürdők a vármegyében:
- Fedett Uszoda és Termálfürdő – Szombathely: Zöldövezeti 3 hektáros területen fekvő fürdőlétesítmény, 2003-ban újították fel és bővítették ki. 50 méteres, feszített víztükrű úszómedence, meleg vizes lazítómedence, gyermekmedence található itt. Vize ivókúra foemájában fogyasztható emésztőrendszeri megbetegedések, savtúltengés, epehólyag és epeutak betegségeinek orvoslására.

Lásd még:
- Vas vármegye turisztikai látnivalóinak listája
- Nyugat-Dunántúl turisztikai régió

### Kulturális rendezvények
Rendezvények Vas vármegyében:
- Iseumi Szabadtéri Játékok – opera és musical előadások a világ 3. legnagyobb Iseumában (Szombathely)
- Kőszegi Várszínház (Kőszeg)
- Lamantin Jazz Fesztivál (Szombathely)
- Nádasdy Történelmi Fesztivál (Sárvár)
- Nemzetközi Folklórnapok (Sárvár)
- Savaria Nemzetközi Táncverseny – IDSF Latin Világkupa (Szombathely – Művelődési és Sportház)
- Savaria Történelmi Karnevál (Szombathely)
- Szombathelyi Tavaszi Fesztivál (Szombathely)
- Nemzetközi Bartók Szeminárium és Fesztivál (Szombathely)
- Őrségi Vásár (Őriszentpéter)
- "...Természetesen, Őrség" – biogazdálkodási és ökoturisztikai szakkiállítás (Őriszentpéter)
- Őrségi Rétesfesztivál (Kondorfa)

### Galéria

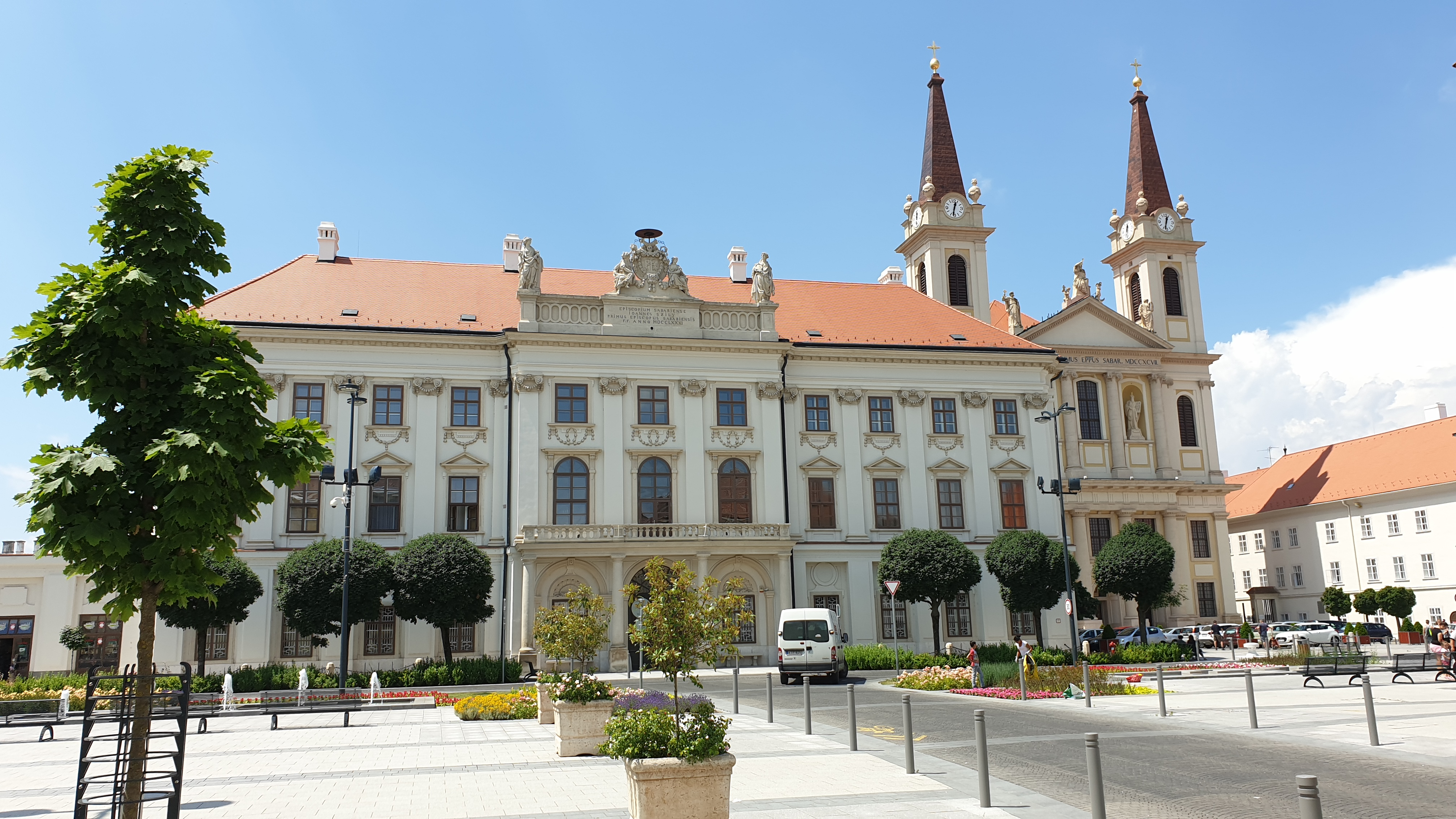
Szombathely, a vármegyeszékhely
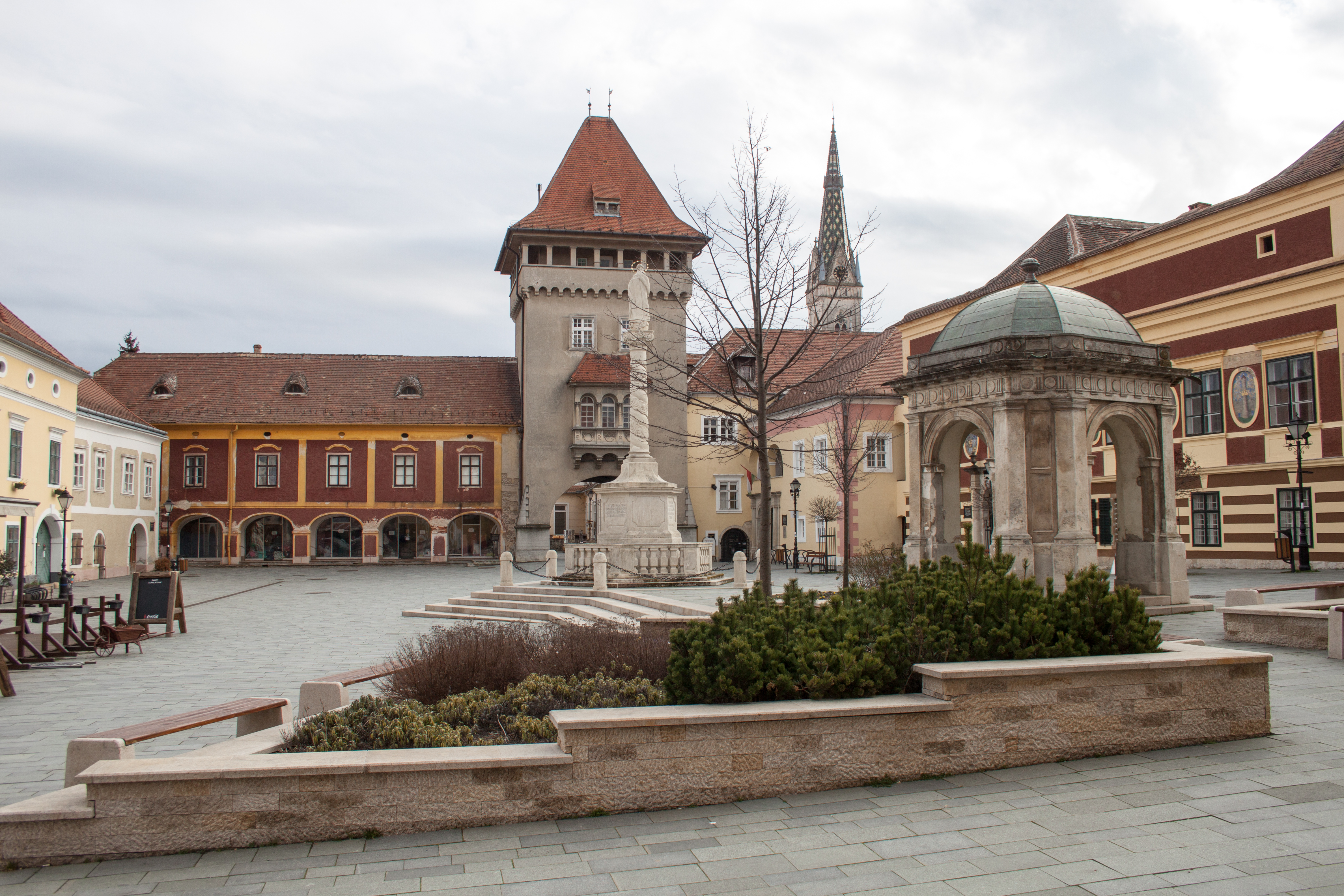
A Jurisics tér Kőszegen
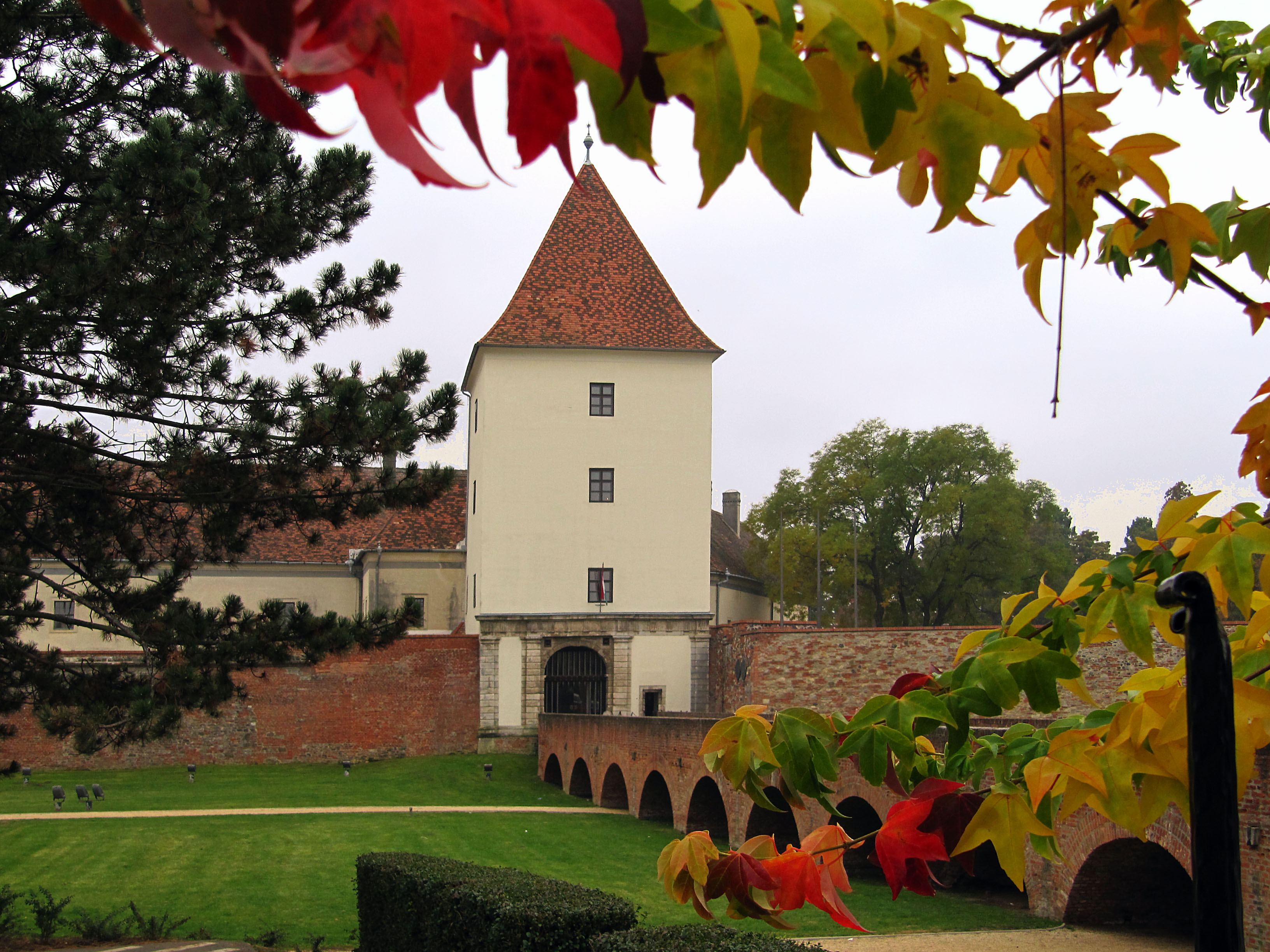
A Nádasdy vár Sárváron
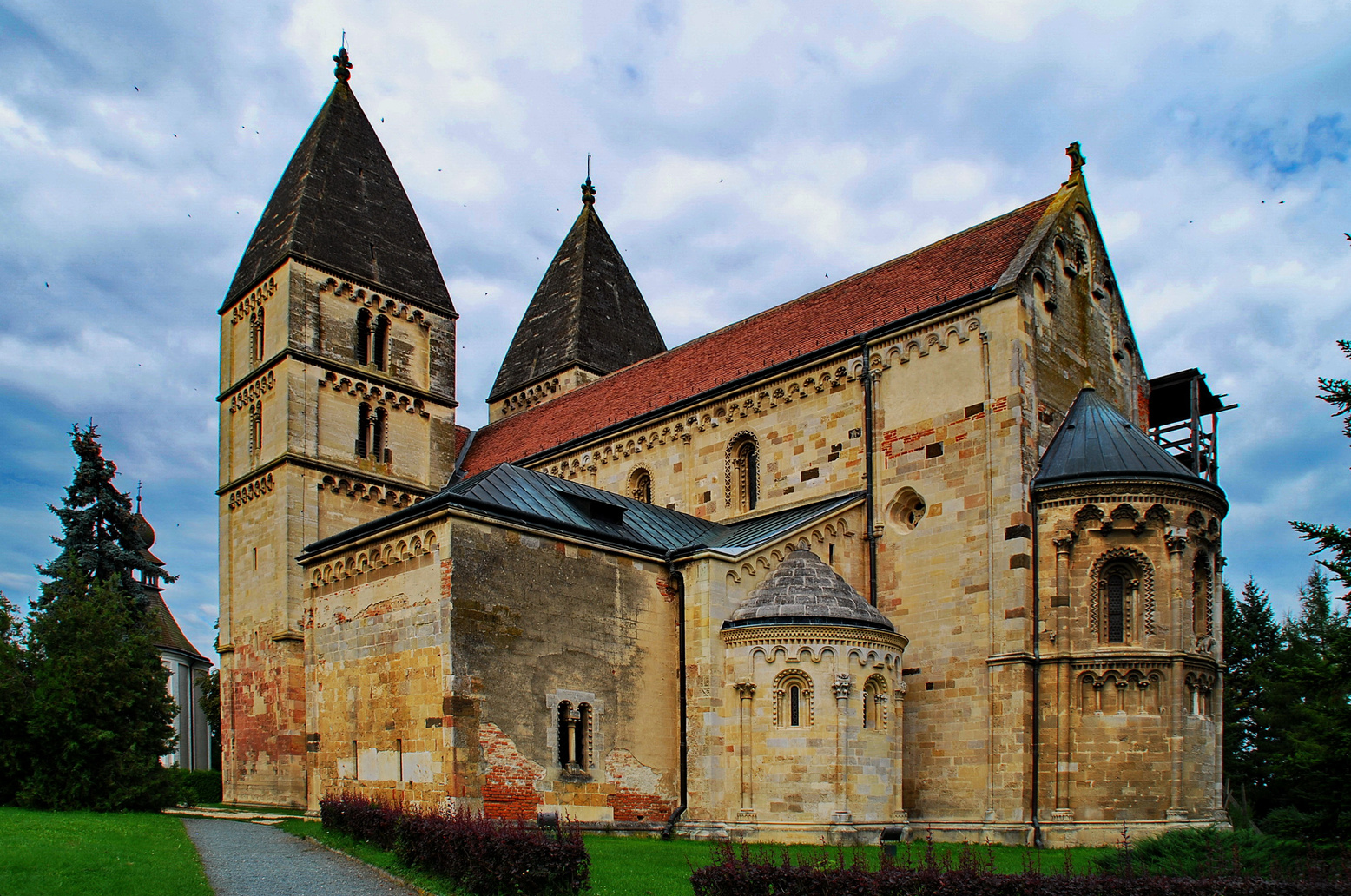
A jáki templom
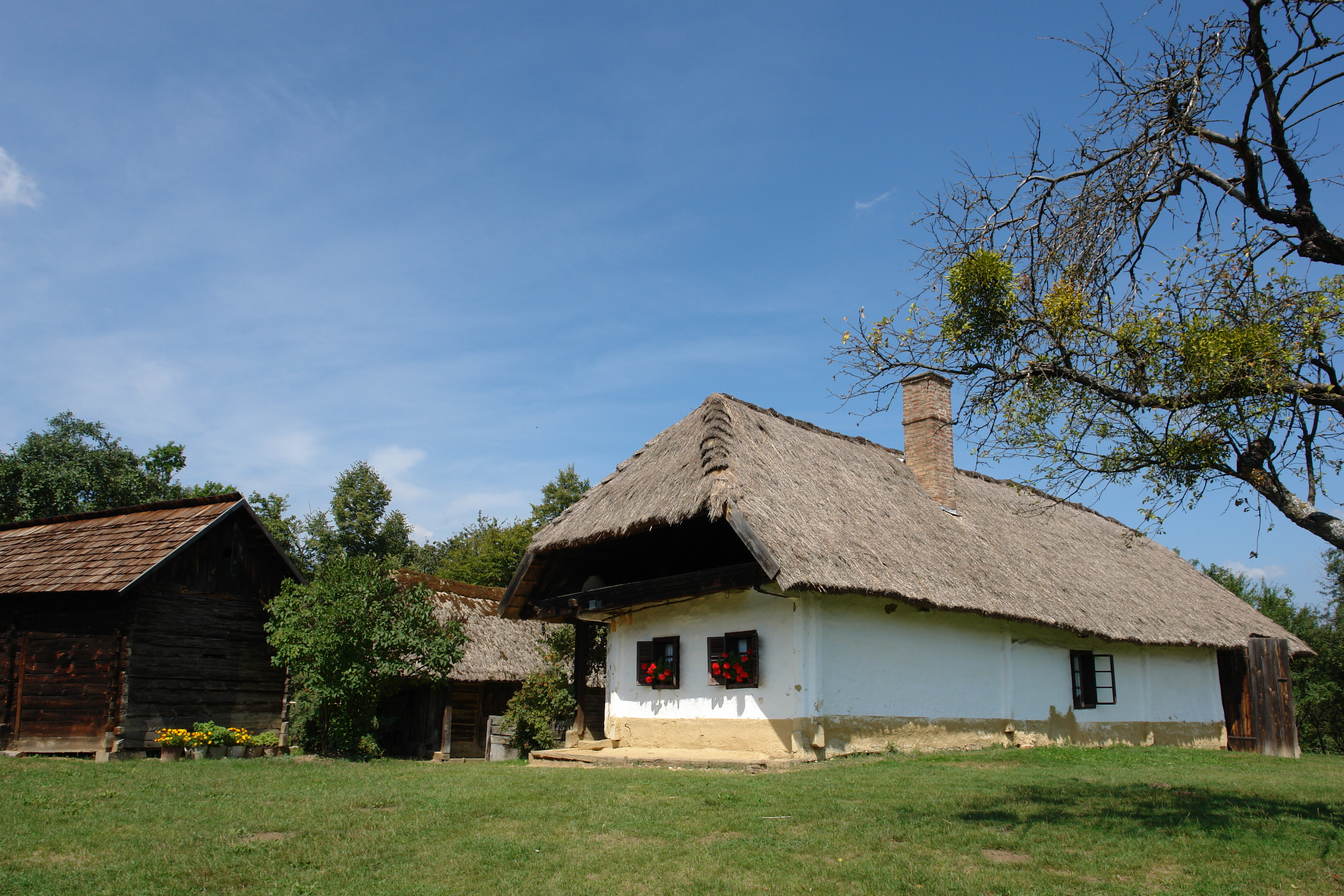
Szalafői hagyományos vidéki magyar ház
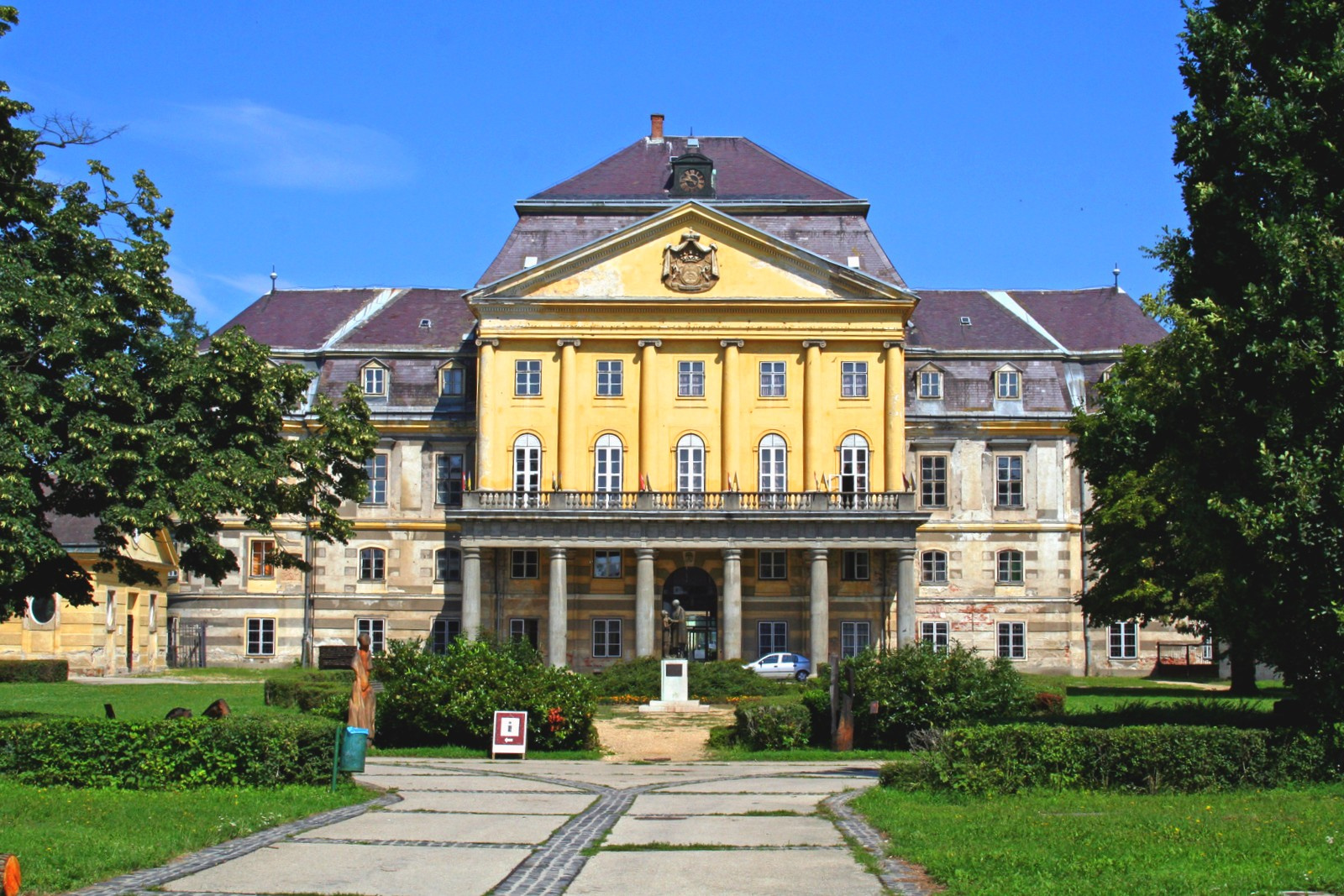
Batthyány-kastély Körmenden
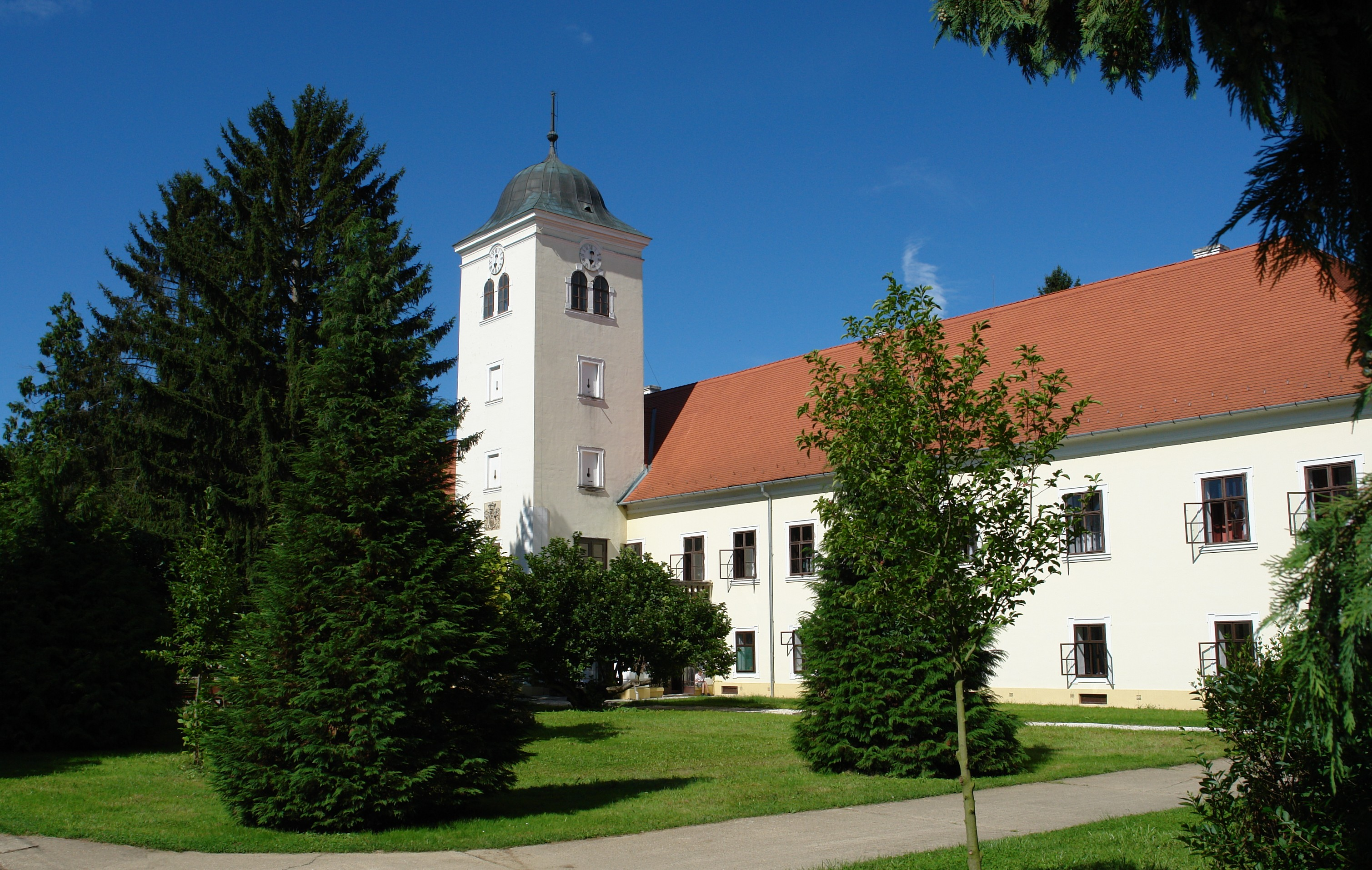
Batthyány-kastély Csákánydoroszlón
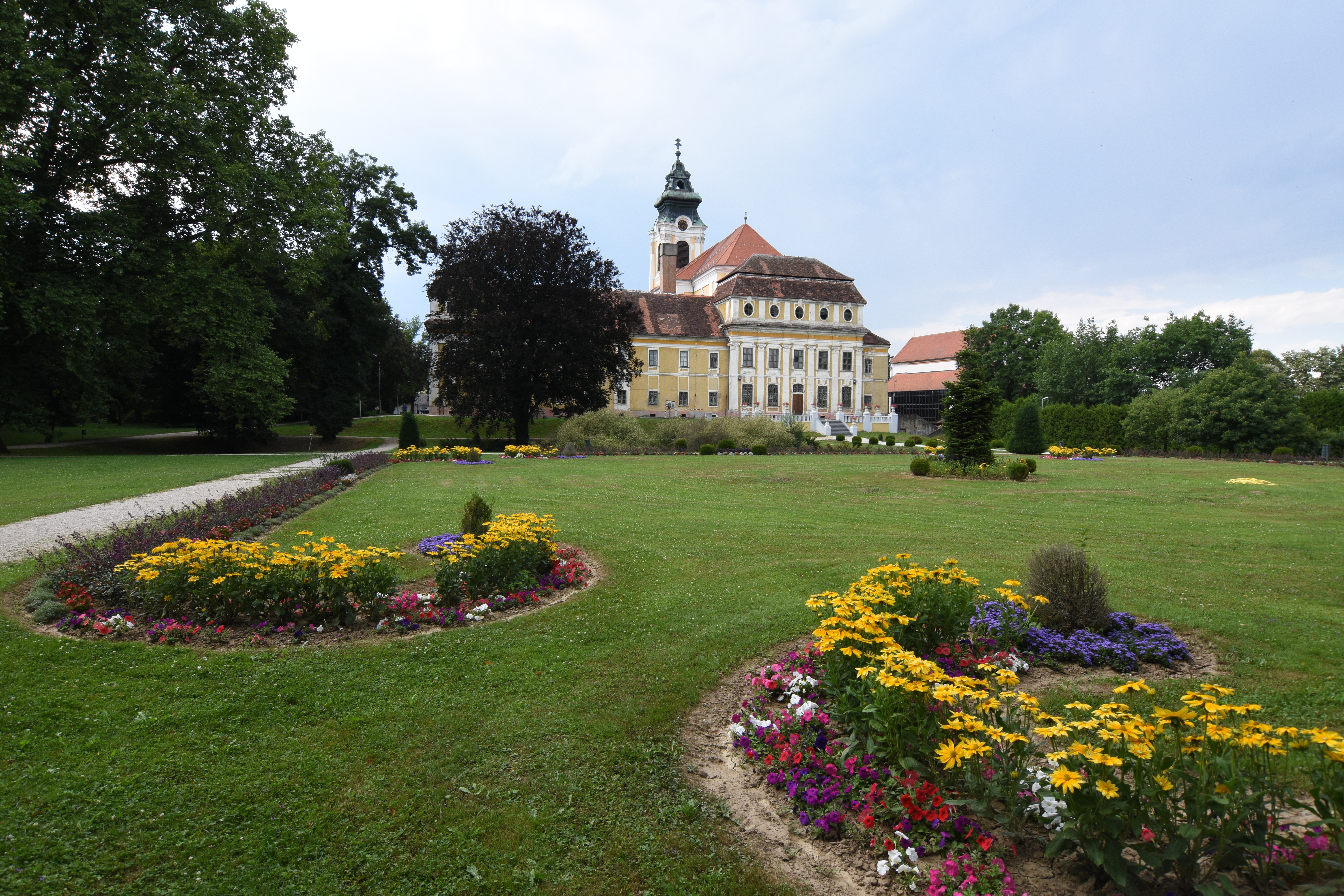
Ciszterci apátság Szentgotthárdon

## Települései
Vas vármegye jellemzően aprófalvas szerkezetű, települései 63%-ának 500-nál is kevesebb lakosa van. A népesség 57%-a városokban él, a teljes népesség több mint egynegyede a megyeszékhelyen, mely Magyarország tizedik és Győr után a Nyugat-Dunántúl második legnépesebb települése.

### Városok
(Népesség szerinti sorrendben, a Központi Statisztikai Hivatal adatai alapján)
| Sorszám | Település     | Lakónépesség                  | Járás                |
| ------- | ------------- | ----------------------------- | -------------------- |
| 1.      | Szombathely   | 77 757 fő (2024. jan. 1.) +/- | Szombathelyi járás   |
| 2.      | Sárvár        | 14 200 fő (2024. jan. 1.) +/- | Sárvári járás        |
| 3.      | Kőszeg        | 11 757 fő (2024. jan. 1.) +/- | Kőszegi járás        |
| 4.      | Körmend       | 10 177 fő (2024. jan. 1.) +/- | Körmendi járás       |
| 5.      | Celldömölk    | 9692 fő (2024. jan. 1.) +/-   | Celldömölki járás    |
| 6.      | Szentgotthárd | 8287 fő (2024. jan. 1.) +/-   | Szentgotthárdi járás |
| 7.      | Bük           | 4099 fő (2024. jan. 1.) +/-   | Kőszegi járás        |
| 8.      | Vasvár        | 3896 fő (2024. jan. 1.) +/-   | Vasvári járás        |
| 9.      | Vép           | 3265 fő (2024. jan. 1.) +/-   | Szombathelyi járás   |
| 10.     | Csepreg       | 3183 fő (2024. jan. 1.) +/-   | Kőszegi járás        |
| 11.     | Répcelak      | 2398 fő (2024. jan. 1.) +/-   | Sárvári járás        |
| 12.     | Jánosháza     | 2276 fő (2024. jan. 1.) +/-   | Celldömölki járás    |
| 13.     | Őriszentpéter | 1022 fő (2024. jan. 1.) +/-   | Körmendi járás       |

### Községek, nagyközségek
| - Acsád - Alsószölnök - Alsóújlak - Andrásfa - Apátistvánfalva - Bajánsenye - Balogunyom - Bejcgyertyános - Bérbaltavár - Boba - Borgáta - Bozsok - Bozzai - Bögöt - Bögöte - Bő - Bucsu - Cák - Chernelházadamonya - Csákánydoroszló - Csánig - Csehi - Csehimindszent - Csempeszkopács - Csénye - Csipkerek - Csönge - Csörötnek - Daraboshegy - Dozmat - Döbörhegy - Döröske - Duka - Egervölgy - Egyházashetye | - Egyházashollós - Egyházasrádóc - Felsőcsatár - Felsőjánosfa - Felsőmarác - Felsőszölnök - Gasztony - Gencsapáti - Gersekarát - Gérce - Gór - Gyanógeregye - Gyöngyösfalu - Győrvár - Halastó - Halogy - Harasztifalu - Hegyfalu - Hegyháthodász - Hegyhátsál - Hegyhátszentjakab - Hegyhátszentmárton - Hegyhátszentpéter - Horvátlövő - Horvátzsidány - Hosszúpereszteg - Ikervár - Iklanberény - Ispánk - Ivánc - Ják - Jákfa - Karakó - Katafa | - Káld - Kám - Keléd - Kemeneskápolna - Kemenesmagasi - Kemenesmihályfa - Kemenespálfa - Kemenessömjén - Kemenesszentmárton - Kemestaródfa - Kenéz - Kenyeri - Kercaszomor - Kerkáskápolna - Kétvölgy - Kisrákos - Kissomlyó - Kisunyom - Kiszsidány - Kondorfa - Köcsk - Kőszegdoroszló - Kőszegpaty - Kőszegszerdahely - Lócs - Lukácsháza - Magyarlak - Magyarnádalja - Magyarszecsőd - Magyarszombatfa - Meggyeskovácsi - Megyehíd - Mersevát - Mesterháza - Mesteri | - Meszlen - Mikosszéplak - Molnaszecsőd - Nagygeresd - Nagykölked - Nagymizdó - Nagyrákos - Nagysimonyi - Nagytilaj - Narda - Nádasd - Nárai - Nemesbőd - Nemescsó - Nemeskeresztúr - Nemeskocs - Nemeskolta - Nemesládony - Nemesmedves - Nemesrempehollós - Nick - Nyőgér - Olaszfa - Orfalu - Ostffyasszonyfa - Oszkó - Ólmod - Ölbő - Őrimagyarósd - Pankasz - Pácsony - Pápoc - Pecöl - Perenye - Peresznye | - Petőmihályfa - Pinkamindszent - Pornóapáti - Porpác - Pósfa - Pusztacsó - Püspökmolnári - Rábagyarmat - Rábahídvég - Rábapaty - Rábatöttös - Rádóckölked - Rátót - Répceszentgyörgy - Rönök - Rum - Sajtoskál - Salköveskút - Sárfimizdó - Sé - Simaság - Sitke - Sorkifalud - Sorkikápolna - Sorokpolány - Sótony - Söpte - Szaknyér - Szakonyfalu - Szalafő - Szarvaskend - Szatta - Szeleste - Szemenye - Szentpéterfa | - Szergény - Szőce - Tanakajd - Táplánszentkereszt - Telekes - Tokorcs - Tompaládony - Tormásliget - Torony - Tömörd - Uraiújfalu - Vasalja - Vasasszonyfa - Vasegerszeg - Vashosszúfalu - Vaskeresztes - Vassurány - Vasszentmihály - Vasszécseny - Vasszilvágy - Vámoscsalád - Vásárosmiske - Vát - Velem - Velemér - Viszák - Vönöck - Zsennye - Zsédeny |